# Toulouse
Toulouse (pron. [tulús]; pron. en francés [tuluz] (escuchar)ⓘ, en occitano y tradicionalmente en español: Tolosa) es una ciudad del sur de Francia, capital del departamento del Alto Garona y de la región de Occitania, así como la capital histórica de la provincia del Languedoc. Con 511 684 habitantes en 2022 es la cuarta ciudad más poblada del país.
Su área urbana, con 1 513 396 habitantes, es también la cuarta mayor de Francia y la primera en crecimiento demográfico. La ciudad es atravesada por el río Garona y en su casco urbano se produce la confluencia de los canales de Midi, Brienne y lateral de la Garona. Está localizada al norte de los Pirineos.

## Toponimia
El nombre oficial y en francés es Toulouse (pronunciado [tuˈluz]ⓘ); en castellano, si bien el topónimo tradicional y en occitano es «Tolosa» o bien «Tolosa de Francia», actualmente se usa mayoritariamente Toulouse, forma que permite distinguir esta ciudad con claridad de la Tolosa de la provincia de Guipúzcoa, en España. Pronunciado /tu'lus/ en español y /tuˈluz/ en francés; la ciudad también es llamada en español Tolosa de Lenguadoc o «Tolosa de Languedoc».
En occitano, se llama «Tolosa» [tuˈluzɔ]. También ha recibido el nombre de Ciutat Mondina en occitano, en referencia a la dinastía ramondina de los condes de la ciudad llamados Raymond en su mayoría.
También recibe el apodo de Ciudad Rosa por el color dominante en los edificios antiguos, hechos con ladrillos caravista.

## Geografía

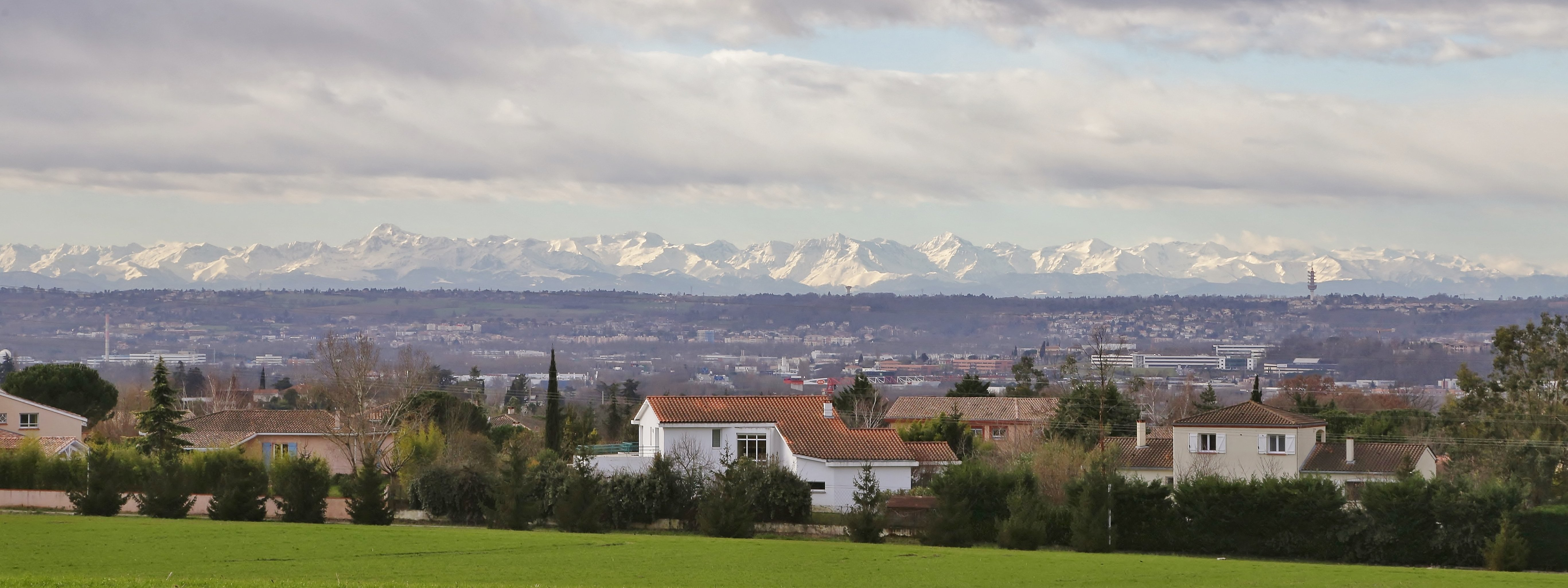
Vista de los Pirineos desde Toulouse.

Está localizada al suroeste del país, entre el Mediterráneo y el océano Atlántico, a 90 km de los Pirineos. Su altitud promedio es de 141 metros y el relieve es poco accidentado.
- Latitud: 43°36′0″ N
- Longitud: 1°25′59″ E

## Clima[10]
La ciudad goza de las confluencias de los climas oceánico y mediterráneo, y tiene un clima subtropical, suave en otoño y en primavera, y algo cálido y seco en verano. Los vientos dominantes, por orden de importancia son: el viento del oeste (el cual transporta generalmente la humedad del océano Atlántico) y el viento del sudeste (también llamado viento austral, caracterizado por ser más bien cálido y seco).
El viento austral se le conoce también como "el viento de la locura", o también "el viento del diablo", por la extraordinaria fuerza que hace que se lleve todo a su paso, desecando la tierra y arrancando la vegetación del lugar. Así, el 4 de mayo de 1916 consiguió volcar el tren Tolosa-Revel. Otra de sus características atribuidas es la influencia que este tiene en el comportamiento humano y animal, gracias a sus ráfagas y torbellinos (se dice que en los días de viento austral, los habitantes de la región son fácilmente irritables).
En 2006 la ciudad recibió 2152 horas de sol frente a la media situada en 2014 horas al año, 656 mm de lluvia frente a la media de 636 mm. Además, Tolosa sufre 24 días muy cálidos y 33 días de heladas al año. Los meses más lluviosos son abril, mayo y junio. Las temperaturas mínimas se producen en enero con una media de 9 °C, y las temperaturas máximas en agosto con una media de 25 °C. La temperatura máxima registrada fue de 44 °C y la temperatura más fría, excepcional, fue de -19,2 °C el 15 de febrero de 1956. La marca atendiendo al nivel de precipitaciones se produjo el 7 de julio de 1977 con 82,7 mm según fuentes de Météo France.
Tolosa fue sorprendida por un tornado el 15 de mayo de 1980 a las 20:15 h. Dicho tornado se formó en el aeropuerto de Blagnac, desplazándose en dirección a Tolosa para acabar su recorrido en el barrio de Casselardit, cerca de Purpan. Este tornado, clasificado como F2, con vientos de 200 km/h, arrancó tejados y causó daños importantes en la zona. Es un clima de medio oceánico.
| Parámetros climáticos promedio de Toulouse (Aeropuerto de Toulouse-Blagnac), normales 1991–2020, extremos 1947–presente | Parámetros climáticos promedio de Toulouse (Aeropuerto de Toulouse-Blagnac), normales 1991–2020, extremos 1947–presente | Parámetros climáticos promedio de Toulouse (Aeropuerto de Toulouse-Blagnac), normales 1991–2020, extremos 1947–presente | Parámetros climáticos promedio de Toulouse (Aeropuerto de Toulouse-Blagnac), normales 1991–2020, extremos 1947–presente | Parámetros climáticos promedio de Toulouse (Aeropuerto de Toulouse-Blagnac), normales 1991–2020, extremos 1947–presente | Parámetros climáticos promedio de Toulouse (Aeropuerto de Toulouse-Blagnac), normales 1991–2020, extremos 1947–presente | Parámetros climáticos promedio de Toulouse (Aeropuerto de Toulouse-Blagnac), normales 1991–2020, extremos 1947–presente | Parámetros climáticos promedio de Toulouse (Aeropuerto de Toulouse-Blagnac), normales 1991–2020, extremos 1947–presente | Parámetros climáticos promedio de Toulouse (Aeropuerto de Toulouse-Blagnac), normales 1991–2020, extremos 1947–presente | Parámetros climáticos promedio de Toulouse (Aeropuerto de Toulouse-Blagnac), normales 1991–2020, extremos 1947–presente | Parámetros climáticos promedio de Toulouse (Aeropuerto de Toulouse-Blagnac), normales 1991–2020, extremos 1947–presente | Parámetros climáticos promedio de Toulouse (Aeropuerto de Toulouse-Blagnac), normales 1991–2020, extremos 1947–presente | Parámetros climáticos promedio de Toulouse (Aeropuerto de Toulouse-Blagnac), normales 1991–2020, extremos 1947–presente | Parámetros climáticos promedio de Toulouse (Aeropuerto de Toulouse-Blagnac), normales 1991–2020, extremos 1947–presente |
| Mes | Ene. | Feb. | Mar. | Abr. | May. | Jun. | Jul. | Ago. | Sep. | Oct. | Nov. | Dic. | Anual |
| --- | --- | --- | --- | --- | --- | --- | --- | --- | --- | --- | --- | --- | --- |
| Temp. máx. abs. (°C) | 21.2 | 24.1 | 27.1 | 30.0 | 34.4 | 40.2 | 40.2 | 40.7 | 35.3 | 31.8 | 24.3 | 21.1 | 40.7 |
| Temp. máx. media (°C)                                                                                                   | 9.7 | 11.2 | 15.0 | 17.6 | 21.4 | 25.7 | 28.2 | 28.5 | 24.8 | 19.7 | 13.5 | 10.4 | 18.8 |
| Temp. media (°C) | 6.3 | 7.1 | 10.3 | 12.7 | 16.4 | 20.3 | 22.6 | 22.8 | 19.3 | 15.3 | 9.9 | 7.0 | 14.2 |
| Temp. mín. media (°C)                                                                                                   | 2.9 | 3.1 | 5.5 | 7.9 | 11.4 | 15.0 | 17.0 | 17.1 | 13.9 | 10.9 | 6.3 | 3.6 | 9.6 |
| Temp. mín. abs. (°C) | -18.6 | -19.2 | -8.4 | -3.0 | -0.8 | 4.0 | 7.6 | 5.5 | 1.9 | -3.0 | -7.5 | -12.0 | -19.2 |
| Precipitación total (mm)                                                                                                | 52.5 | 37.2 | 45.3 | 65.2 | 73.6 | 64.2 | 40.1 | 44.6 | 45.7 | 54.3 | 55.0 | 49.3 | 627.0 |
| Días de precipitaciones (≥ 1.0 mm)                                                                                      | 9.2 | 7.8 | 8.2 | 9.3 | 9.9 | 7.1 | 5.7 | 5.9 | 6.6 | 7.5 | 10.0 | 8.7 | 95.8 |
| Días de nevadas (≥ 1 mm)                                                                                                | 1.8 | 2.0 | 0.5 | 0.3 | 0.0 | 0.0 | 0.0 | 0.0 | 0.0 | 0.0 | 0.5 | 1.2 | 6.1 |
| Horas de sol | 89.1 | 118.2 | 175.3 | 188.5 | 212.3 | 231.8 | 258.6 | 246.4 | 210.1 | 155.2 | 99.9 | 89.7 | 2075.1 |
| Humedad relativa (%) | 87 | 82 | 77 | 76 | 76 | 72 | 68 | 71 | 74 | 81 | 85 | 88 | 78.1 |
| Fuente n.º 1: Meteo France                                                                                              | | | | | | | | | | | | | |
| Fuente n.º 2: Infoclimat.fr (humedad 1961–1990)                                                                         | | | | | | | | | | | | | |

| Parámetros climáticos promedio de Toulouse–Francazal, normales 1991–2020, extremos 1922–presente | Parámetros climáticos promedio de Toulouse–Francazal, normales 1991–2020, extremos 1922–presente | Parámetros climáticos promedio de Toulouse–Francazal, normales 1991–2020, extremos 1922–presente | Parámetros climáticos promedio de Toulouse–Francazal, normales 1991–2020, extremos 1922–presente | Parámetros climáticos promedio de Toulouse–Francazal, normales 1991–2020, extremos 1922–presente | Parámetros climáticos promedio de Toulouse–Francazal, normales 1991–2020, extremos 1922–presente | Parámetros climáticos promedio de Toulouse–Francazal, normales 1991–2020, extremos 1922–presente | Parámetros climáticos promedio de Toulouse–Francazal, normales 1991–2020, extremos 1922–presente | Parámetros climáticos promedio de Toulouse–Francazal, normales 1991–2020, extremos 1922–presente | Parámetros climáticos promedio de Toulouse–Francazal, normales 1991–2020, extremos 1922–presente | Parámetros climáticos promedio de Toulouse–Francazal, normales 1991–2020, extremos 1922–presente | Parámetros climáticos promedio de Toulouse–Francazal, normales 1991–2020, extremos 1922–presente | Parámetros climáticos promedio de Toulouse–Francazal, normales 1991–2020, extremos 1922–presente | Parámetros climáticos promedio de Toulouse–Francazal, normales 1991–2020, extremos 1922–presente |
| Mes                                                                                              | Ene.                                                                                             | Feb.                                                                                             | Mar.                                                                                             | Abr.                                                                                             | May.                                                                                             | Jun.                                                                                             | Jul.                                                                                             | Ago.                                                                                             | Sep.                                                                                             | Oct.                                                                                             | Nov.                                                                                             | Dic.                                                                                             | Anual                                                                                            |
| ------------------------------------------------------------------------------------------------ | ------------------------------------------------------------------------------------------------ | ------------------------------------------------------------------------------------------------ | ------------------------------------------------------------------------------------------------ | ------------------------------------------------------------------------------------------------ | ------------------------------------------------------------------------------------------------ | ------------------------------------------------------------------------------------------------ | ------------------------------------------------------------------------------------------------ | ------------------------------------------------------------------------------------------------ | ------------------------------------------------------------------------------------------------ | ------------------------------------------------------------------------------------------------ | ------------------------------------------------------------------------------------------------ | ------------------------------------------------------------------------------------------------ | ------------------------------------------------------------------------------------------------ |
| Temp. máx. abs. (°C)                                                                             | 23.3                                                                                             | 24.8                                                                                             | 28.3                                                                                             | 29.9                                                                                             | 33.9                                                                                             | 39.6                                                                                             | 40.2                                                                                             | 44.0                                                                                             | 36.0                                                                                             | 35.4                                                                                             | 27.0                                                                                             | 26.9                                                                                             | 44.0                                                                                             |
| Temp. máx. media (°C)                                                                            | 9.9                                                                                              | 11.3                                                                                             | 15.0                                                                                             | 17.6                                                                                             | 21.3                                                                                             | 25.5                                                                                             | 28.1                                                                                             | 28.6                                                                                             | 24.8                                                                                             | 19.8                                                                                             | 13.7                                                                                             | 10.7                                                                                             | 18.9                                                                                             |
| Temp. media (°C)                                                                                 | 6.5                                                                                              | 7.3                                                                                              | 10.3                                                                                             | 12.8                                                                                             | 16.5                                                                                             | 20.3                                                                                             | 22.6                                                                                             | 22.8                                                                                             | 19.4                                                                                             | 15.4                                                                                             | 10.0                                                                                             | 7.2                                                                                              | 14.3                                                                                             |
| Temp. mín. media (°C)                                                                            | 3.1                                                                                              | 3.2                                                                                              | 5.7                                                                                              | 8.0                                                                                              | 11.6                                                                                             | 15.1                                                                                             | 17.0                                                                                             | 17.1                                                                                             | 13.9                                                                                             | 11.0                                                                                             | 6.4                                                                                              | 3.8                                                                                              | 9.7                                                                                              |
| Temp. mín. abs. (°C)                                                                             | -19.0                                                                                            | -16.7                                                                                            | -7.4                                                                                             | -4.1                                                                                             | 0.1                                                                                              | 4.5                                                                                              | 7.0                                                                                              | 7.3                                                                                              | 0.0                                                                                              | -2.6                                                                                             | -8.5                                                                                             | -13.4                                                                                            | -19.0                                                                                            |
| Precipitación total (mm)                                                                         | 56.4                                                                                             | 38.8                                                                                             | 43.7                                                                                             | 65.2                                                                                             | 74.7                                                                                             | 59.2                                                                                             | 42.5                                                                                             | 42.6                                                                                             | 50.5                                                                                             | 52.4                                                                                             | 58.2                                                                                             | 51.5                                                                                             | 635.7                                                                                            |
| Días de precipitaciones (≥ 1.0 mm)                                                               | 8.8                                                                                              | 7.6                                                                                              | 8.1                                                                                              | 9.5                                                                                              | 9.5                                                                                              | 7.1                                                                                              | 5.6                                                                                              | 6.0                                                                                              | 6.4                                                                                              | 7.7                                                                                              | 9.6                                                                                              | 9.0                                                                                              | 94.8                                                                                             |
| Horas de sol                                                                                     | 93.1                                                                                             | 116.6                                                                                            | 173.6                                                                                            | 186.7                                                                                            | 207.5                                                                                            | 224.8                                                                                            | 246.8                                                                                            | 234.9                                                                                            | 202.5                                                                                            | 147.9                                                                                            | 94.9                                                                                             | 85.4                                                                                             | 2014.5                                                                                           |
| Fuente: Meteo France (horas de sol 1991–2010)                                                    |                                                                                                  |                                                                                                  |                                                                                                  |                                                                                                  |                                                                                                  |                                                                                                  |                                                                                                  |                                                                                                  |                                                                                                  |                                                                                                  |                                                                                                  |                                                                                                  |                                                                                                  |

## Urbanismo

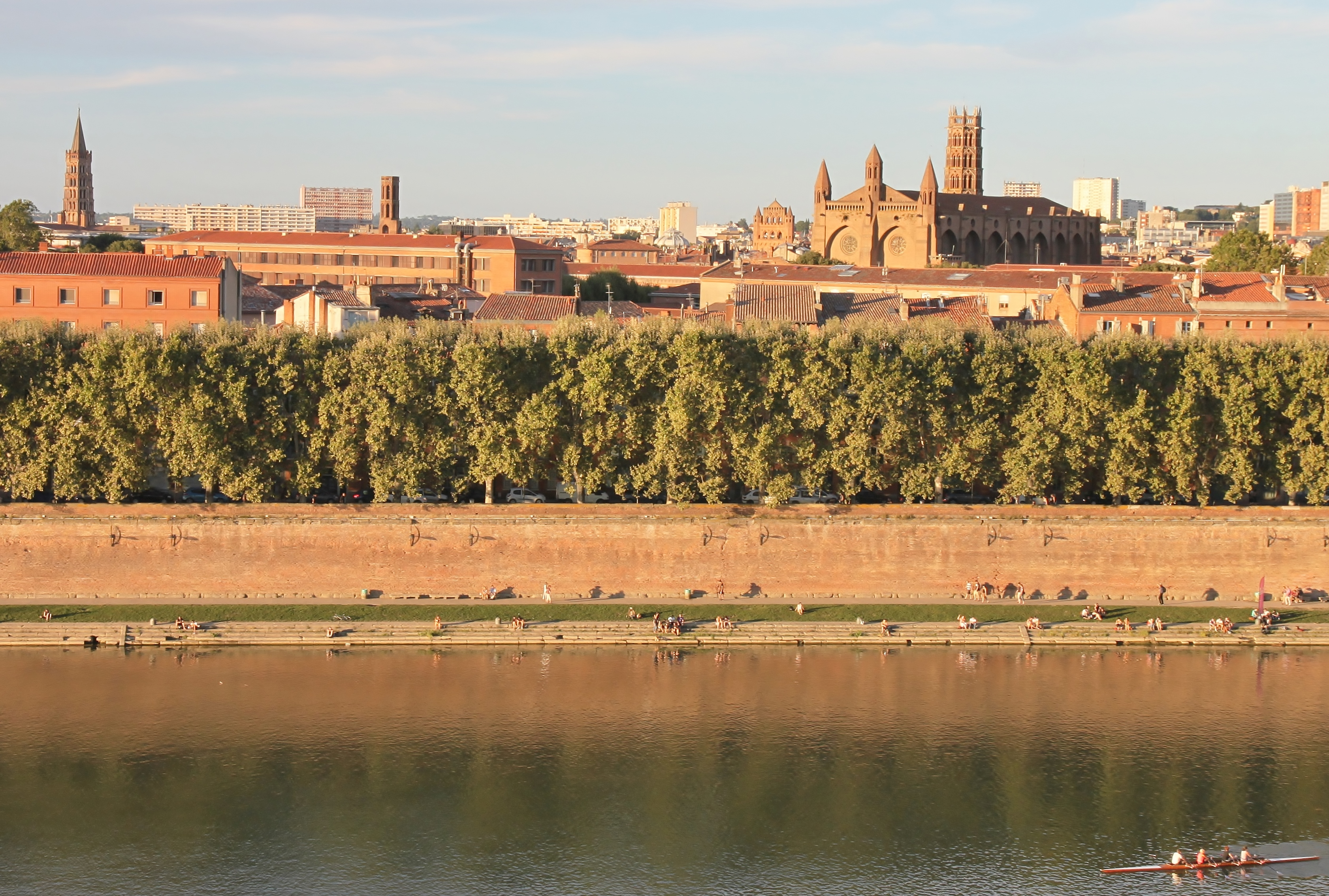
Los diques de ladrillos de las orillas del río Garona,.

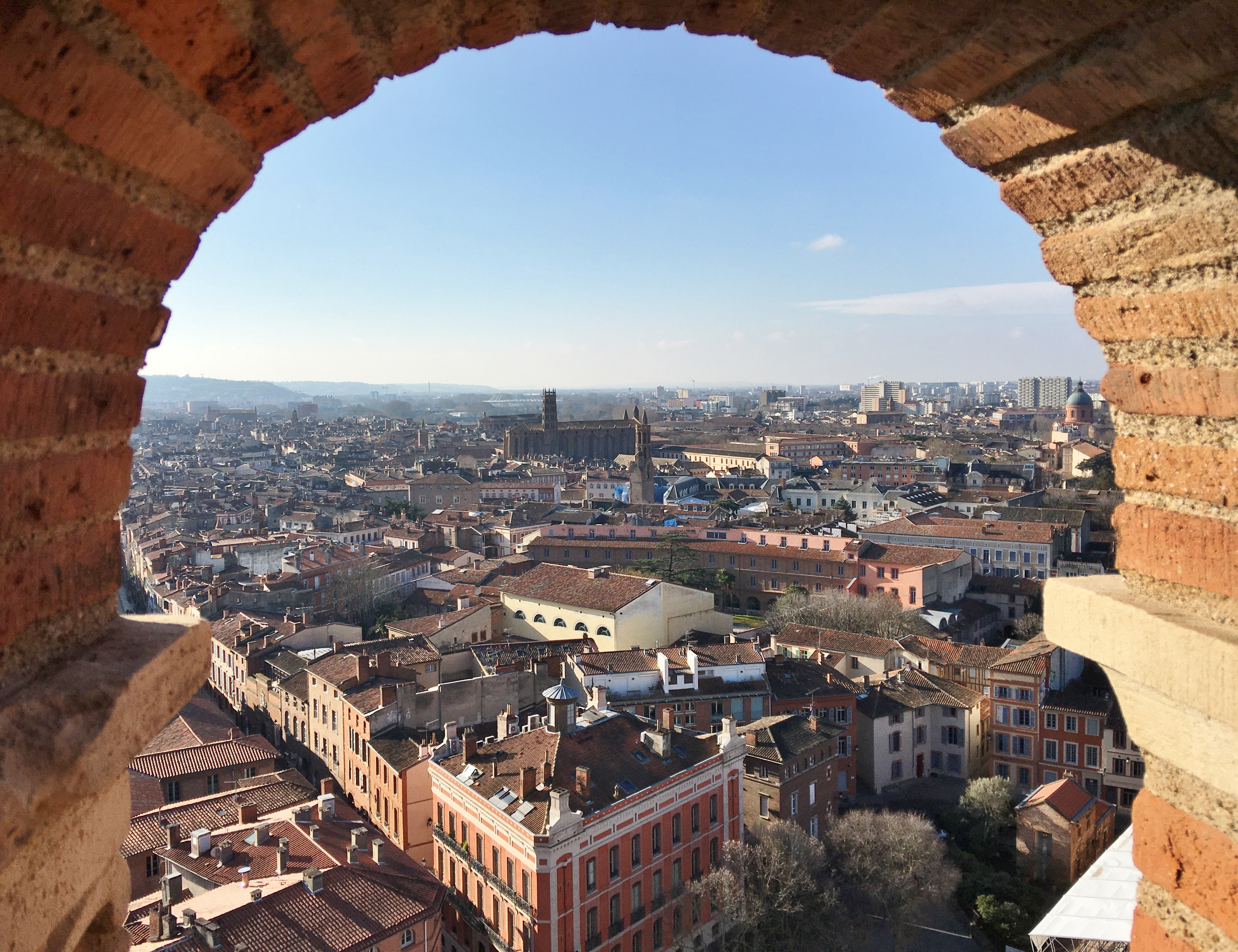
Vista del casco antiguo de Toulouse.

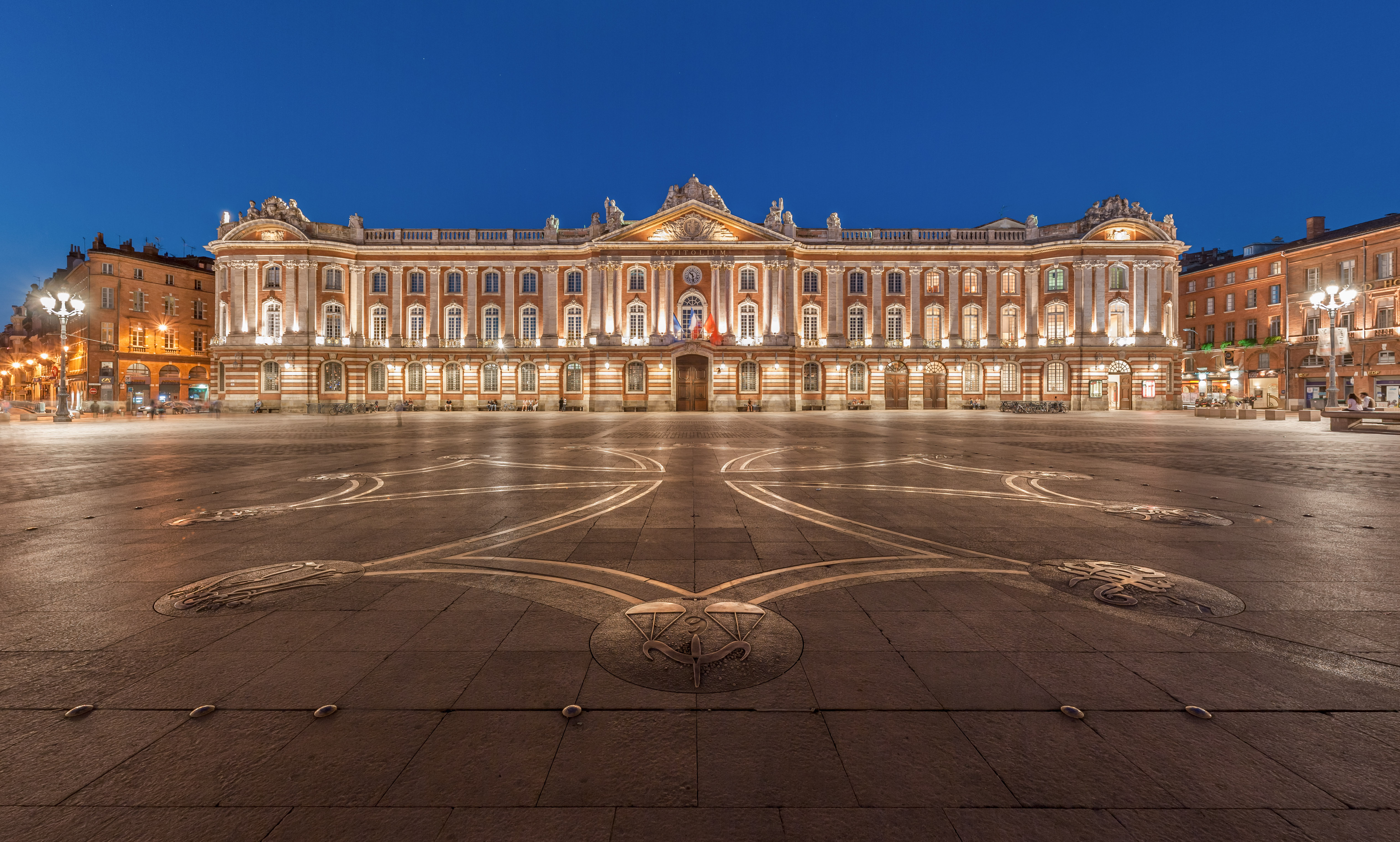
"Le capitole", Ayuntamiento de Toulouse.

Las características históricas de la ciudad han conformado las siguientes zonas:
- la ciudad romana, formada por calles estrechas y tortuosas que no sufrieron cambios importantes hasta la Edad Moderna;
- la ciudad medieval, conservada a excepción de su muralla;
- los suburbios del siglo XVIII y XIX;
- el reciente extrarradio: la construcción de numerosas urbanizaciones en pueblos cercanos ha ocasionado la absorción por parte de la ciudad de estos municipios.

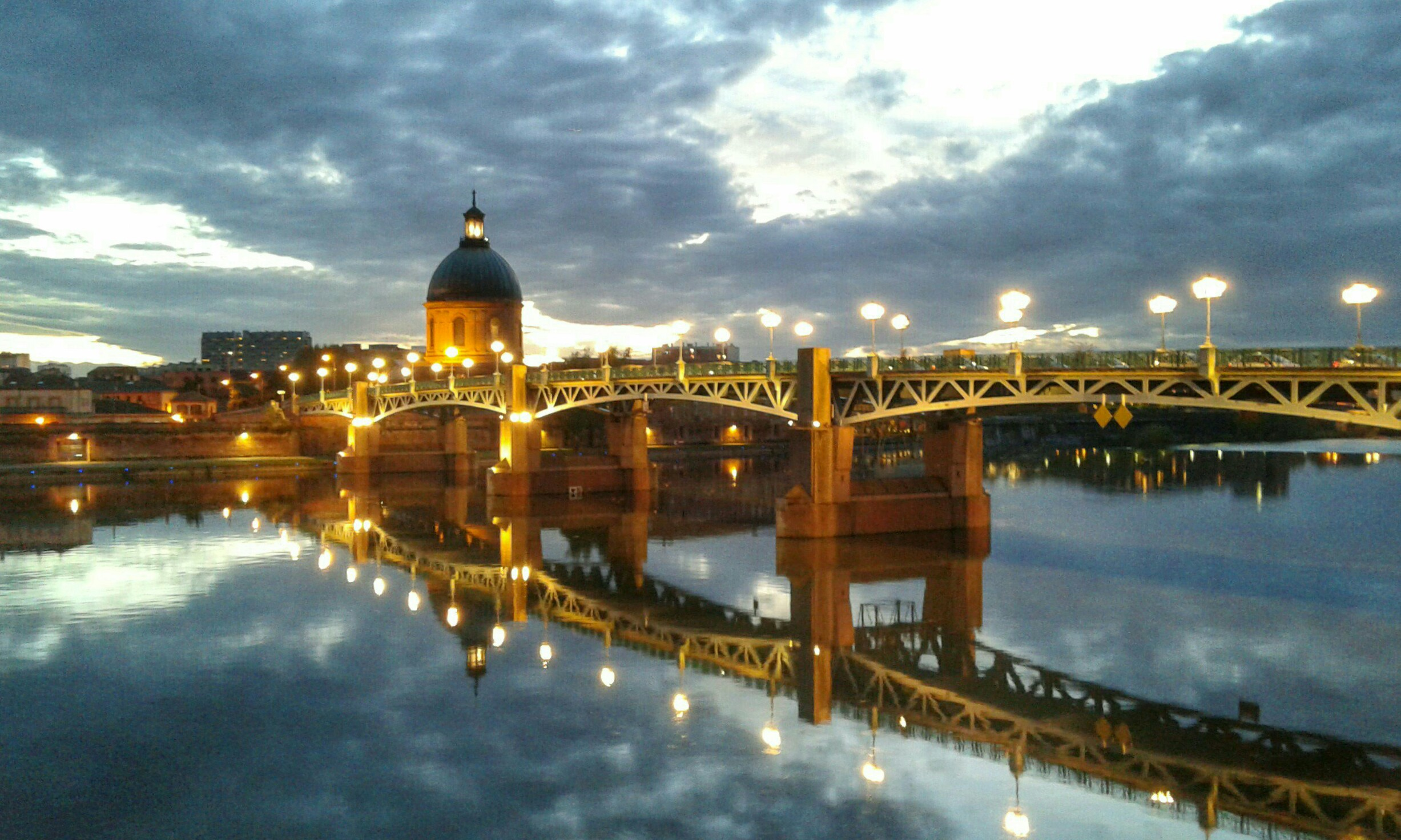
Puente St. Pierre

En la actualidad, la ciudad se ha convertido en una verdadera metrópoli europea comparable con Lyon, Marsella, Fráncfort o Dublín. Más que una metrópoli, Tolosa se consolida como una tecnópolis especializada en la aeronáutica, la industria aeroespacial, las telecomunicaciones y el sector de la medicina.
Este dinamismo económico (alto crecimiento de empleo) conlleva un fuerte aumento demográfico, que acarrea una profunda variación de sus infraestructuras, viviendas e industrias. En efecto, Tolosa es la capital europea de la aeronáutica y de las industrias espaciales, pero continúa diversificándose especialmente en el campo de la investigación médica.

## Demografía
Con una población en 2022 intramuros de 511 684 habitantes, Toulouse es la cuarta ciudad más grande de Francia y teniendo en cuenta los pueblos que la rodean la cuarta aglomeración (1 081 726) pronto la cuarta por delante de Lille y cuarta área urbana (1 513 396) por detrás de las de París, Lyon y Marsella.

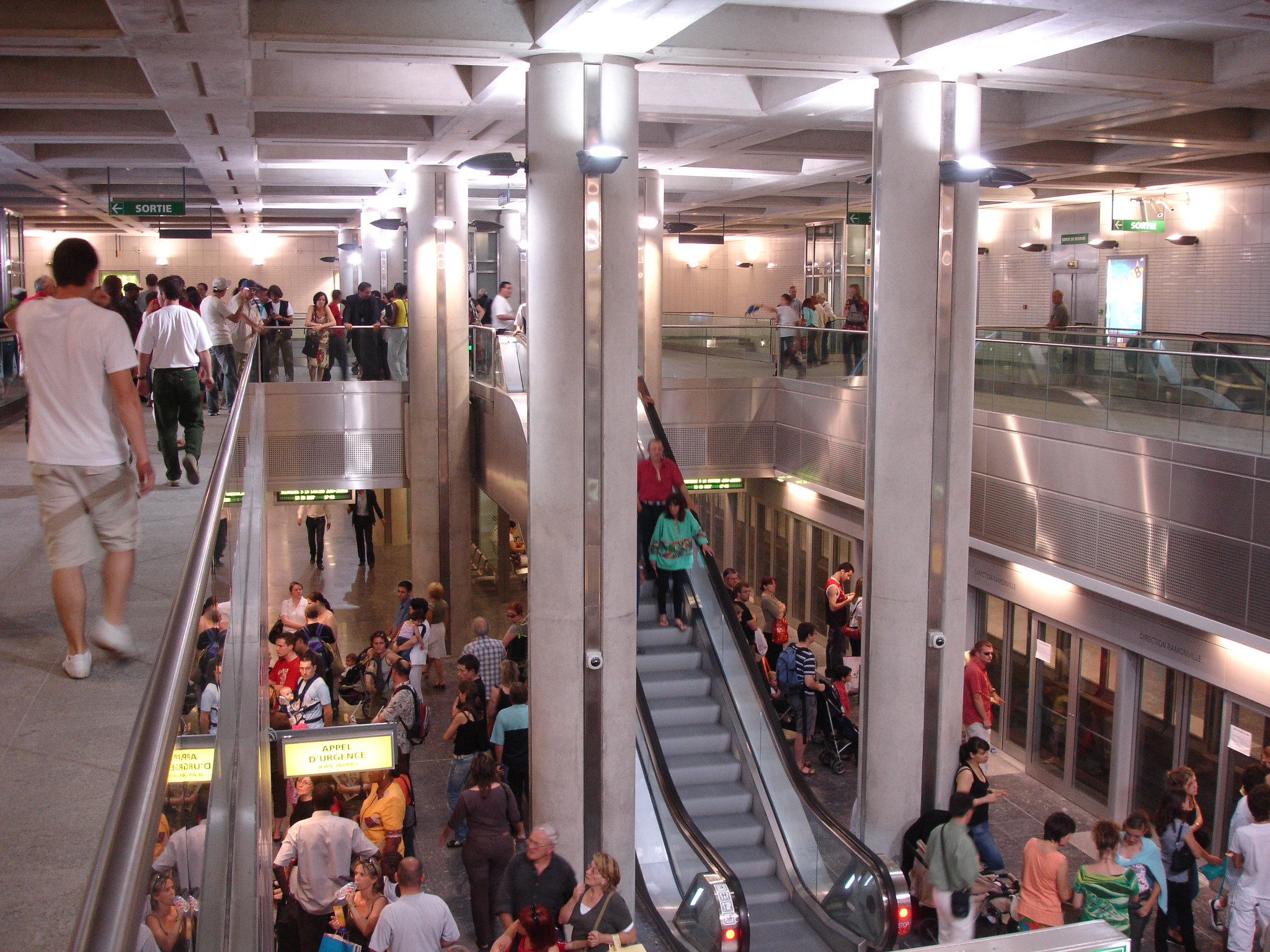
Personas en el metro de Toulouse

Lleva varias décadas de crecimiento demográfico ininterrumpido debido, por un lado, a su pujanza industrial (especialmente en los sectores aeroespacial, electrónico, químico, biotecnológico e informático) y a que el clima agradable y su situación estratégica entre destinos turísticos, como los Pirineos y las costas atlántica y mediterránea, contribuye a arraigar a los muchos inmigrantes que llegan a ella a trabajar o cursar estudios.
Debido al carácter especializado de muchos de los empleos ofrecidos, buen número de estos inmigrantes procede de otras metrópolis francesas y europeas. Así, casi dos tercios de los nuevos tulusanos son de fuera de la región de Mediodía-Pirineos y el 11 % ni siquiera son franceses. Se espera que este porcentaje aumente con la apertura del Oncopole, un centro de investigación europeo sobre el cáncer que se construye sobre las antiguas ruinas de AZF y con la instalación en la villa de la sede social del Sistema de posicionamiento Galileo.
| 52 612 | 50 171 | 51 689 | 52 328 | 90 368 | 77 372 | 94 227 | 96 564 | 103 144 | 113 714 | 126 936 | 124 852 | 131 642 | 140 289 | 147 617 | 149 791 | 149 963 |
| Para los censos de 1962 a 1999 la población legal corresponde a la población sin duplicidades (Fuente: INSEE [Consultar]) |        |        |        |        |        |        |        |         |         |         |         |         |         |         |         |         |

| 149 841 | 149 438 | 149 576 | 175 434 | 180 771 | 194 564 | 213 220 | 264 411 | 268 863 | 323 724 | 370 796 | 373 796 | 347 995 | 358 688 | 390 350 | 466 297 | 479 553 | 504 078 | 511 684 |
| Para los censos de 1962 a 1999 la población legal corresponde a la población sin duplicidades (Fuente: INSEE [Consultar]) |         |         |         |         |         |         |         |         |         |         |         |         |         |         |         |         |         |         |

Según el INSEE y el AUAT la aglomeración gana 14 000 habitantes al año mientras que el área urbana crece unos 19 000. De mantenerse este ritmo de crecimiento se espera que Toulouse alcance a Lyon en 2025 como tercera ciudad de Francia y la aglomeración arrebate la cuarta plaza a Lille.
|      | Aglomeración | Área urbana |
| ---- | ------------ | ----------- |
| 1936 | 252 477      | 366 206     |
| 1954 | 323 822      | 436 052     |
| 1962 | 392 777      | 464 791     |
| 1968 | 481 993      | 559 080     |
| 1975 | 560 165      | 649 535     |
| 1982 | 588 224      | 737 448     |
| 1990 | 666 941      | 841 152     |
| 1999 | 761 090      | 964 797     |
| 2012 | 906 457      | 1 270 760   |
| 2021 | 1 063 235    | 1 490 640   |
| 2022 | 1 081 726    | 1 513 396   |

 fuente : INSEE

### Oleadas de inmigración
Existen numerosas comunidades con fuerte representación en la ciudad occitana, entre las que destacan las procedentes de Cuba, Irlanda, Estados Unidos y Asia, principalmente Vietnam. Pero por encima de estas se puede observar el impacto (tanto numérico como cultural) que tuvieron otras oleadas inmigrantes en el último siglo y medio.

#### Españoles
Tras la victoria del bando sublevado, Toulouse fue una de las sedes del Gobierno republicano en el exilio. Junto con exiliados de la política y del ejército republicano, unos 100 000 refugiados se establecen en la ville rose (la mayor comunidad española en Francia junto con la de Montpellier), que organizaron gran parte de la resistencia antifranquista desde sus sedes; popularmente se la conocía como "la 5.ª provincia catalana". Tras la Segunda Guerra Mundial vuelven a abrirse sedes que reproducen la división en familias de la España antifranquista (socialistas, comunistas, anarquistas, sindicalistas, independentistas...), agrupándose algunos en torno a la Casa de España. Todavía hoy la anarquista CNT mantiene abierto un histórico local en la 4 Rue de Belfort.
Hoy en día los hijos y nietos de esos españoles forman aún una de las principales minorías de la ciudad. Entre 20 000 y 25 000 que han contribuido a que el español sea el segundo idioma más hablado e imprimido parte de su carácter al ambiente nocturno tolosano.

#### Magrebíes
Con 50 000 habitantes los norteafricanos constituyen la principal comunidad del Toulouse actual. Venidos de Túnez, Marruecos y principalmente Argelia (sobre todo pieds-noirs repatriados tras la independencia) se han instalado principalmente en el barrio de Arnaud-Bernard (al igual que lo habían hecho anteriormente los españoles y los italianos) donde podemos encontrar tiendas y establecimientos típicos de sus países de origen. Actualmente se está produciendo un aburguesamiento de la zona que había llegado a adquirir mala fama y que va perdiendo su carácter popular según se instalan en ella ejecutivos y mandos intermedios y se desplazan los antiguos inmigrantes por los distintos barrios de la ciudad (como ya había ocurrido por ejemplo en el también céntrico barrio de Saint-Cyprien).
Mayoritariamente musulmanes, la presencia de esta comunidad se ha notado con la apertura de cuatro mezquitas en las últimas décadas.

#### Comunidades afrodescendientes
Existe una amplia comunidad afrodescendiente (fundamentalmente establecida en Saint-Cyprien) venida de las antiguas colonias francesas en el África subsahariana, así como de las Antillas, la Isla de la Reunión y Madagascar. Debido a lo variado de su procedencia no se puede hablar de una única comunidad afrodescendiente sino de varios grupos de entre los que habría que destacar los afrocaribeños de Saint-Michel.

#### Otras comunidades europeas
Entre los años 1879 y 1914 se produjo en Italia la grande emigrazione hacia América y hacia otros países europeos. A principios del siglo pasado los italianos llegaban a constituir el 1 % de la población francesa. Si bien Toulouse no fue uno de los destinos principales de esa oleada inmigrante, subsisten hoy en día unas 15 000 personas de ese origen (aunque el número de ellos asimilado es probablemente mayor).
Debido a la presencia de la sede y buen número de las factorías del grupo franco-germano-britano-hispano EADS (particularmente de Airbus) la última década ha visto crecer las comunidades británica y alemana hasta 10 000 y 7000 miembros respectivamente.

## Historia

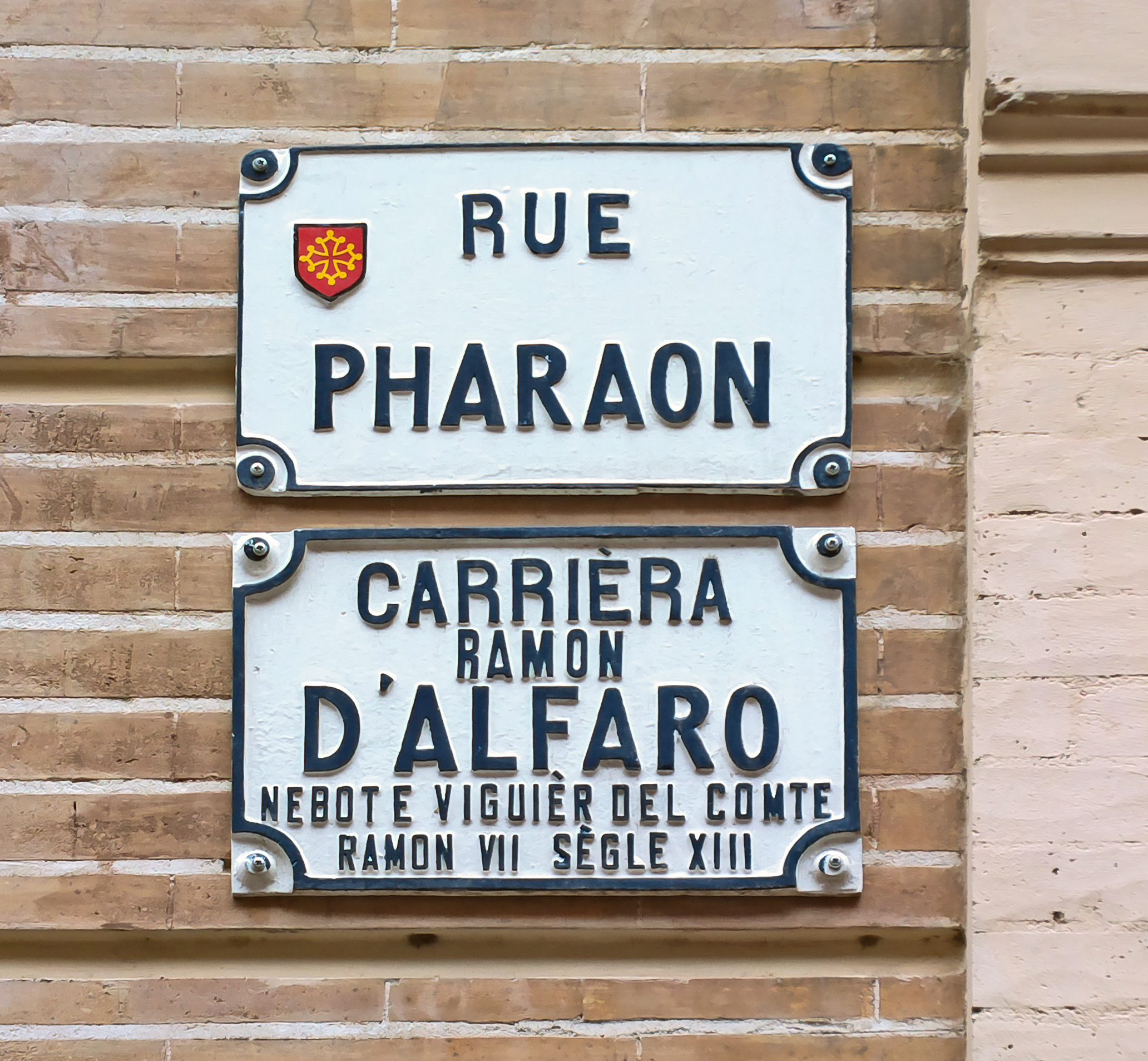
Señalización bilingüe en Tolosa (francés y occitano).

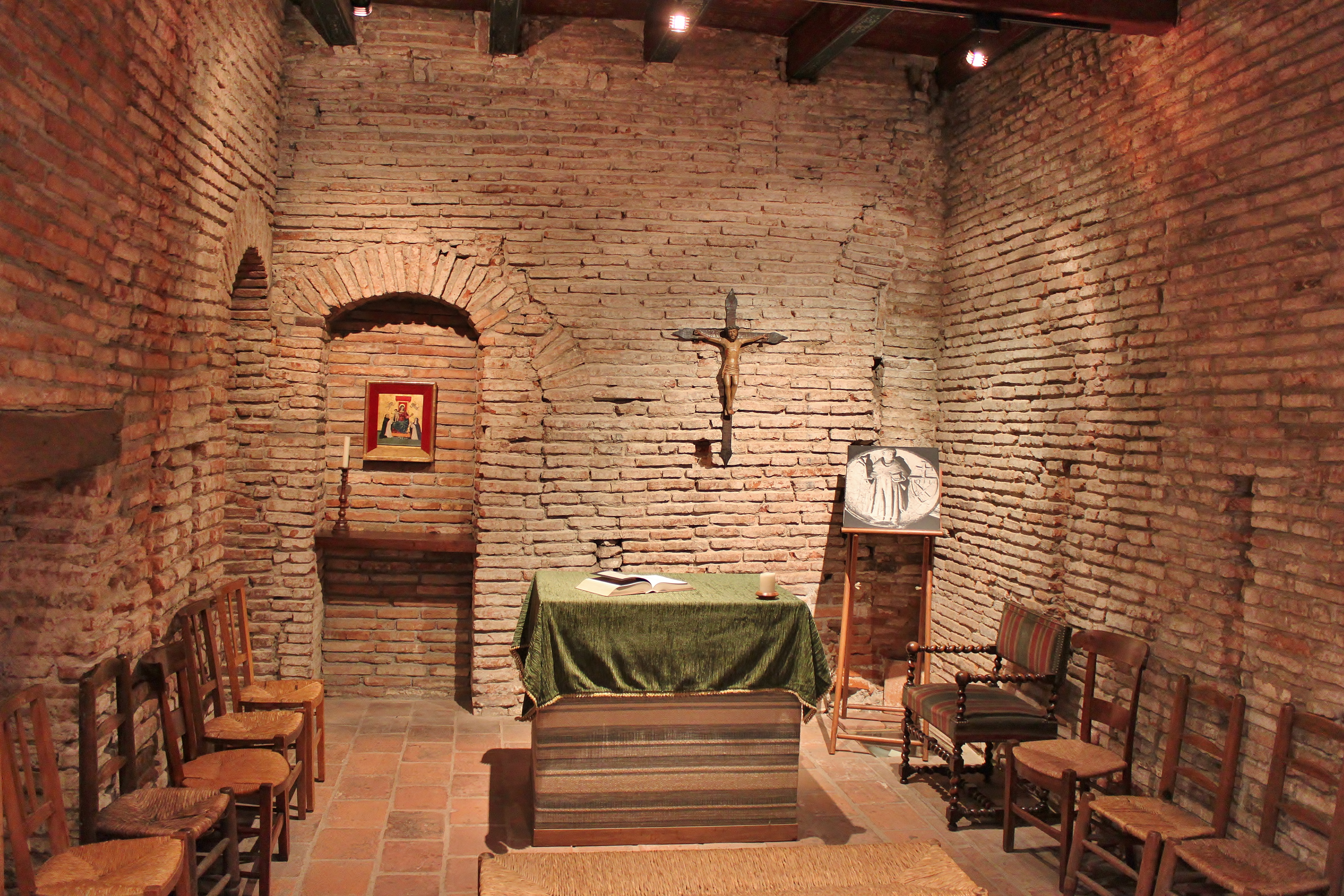
La habitación de Santo Domingo en la Casa Seilhan, en Toulouse, se considera el lugar donde nació la Orden Dominicana.

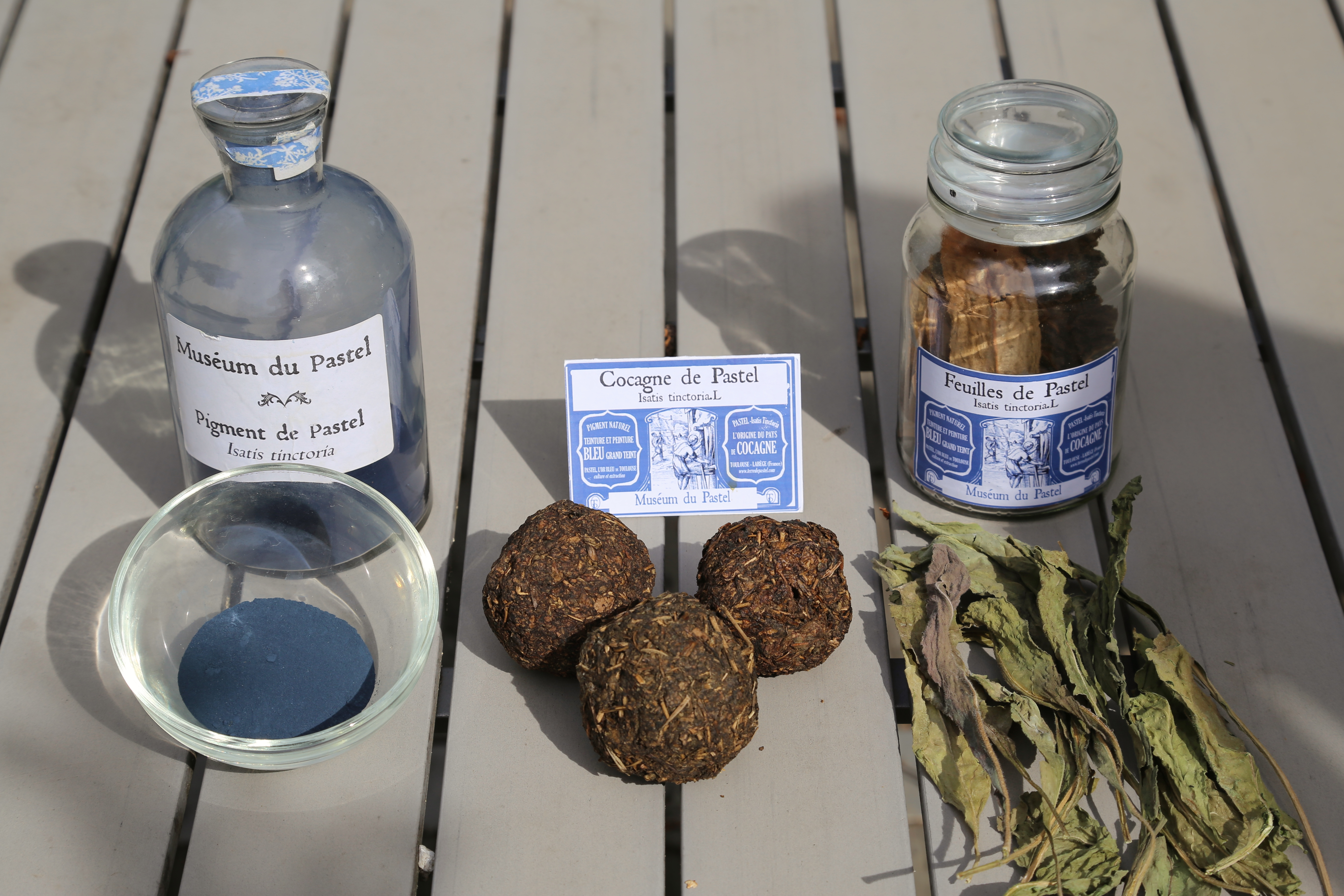
El comercio internacional del tinte azul del glasto hizo la fortuna de los mercaderes de Toulouse durante el Renacimiento.

Los romanos conquistaron Toulouse (entonces llamada Tolosa) entre 120 y 100 a. C. y trasladaron la ciudad a pocos kilómetros de las colinas donde era un oppidum a las orillas del río Garona, más propicias para el comercio.
Alrededor del año 250 (fecha elegida, pero no segura), Toulouse se ve marcada por el calvario de Saturnino, el primer obispo de Toulouse. Este episodio ilustra los difíciles comienzos del cristianismo en la Galia romana. Los siglos III y IV son prósperos y la ciudad crece. La primera iglesia de San Sernín se construye en el 403 para albergar las reliquias de Saturnino, con el auge del cristianismo en la región. El ladrillo es ampliamente utilizado como material de construcción.
Del 418 al 507, los visigodos hicieron de Toulouse la capital de un vasto reino que se extendía desde el Loira hasta Gibraltar, pero tras la batalla de Vouillé, en el 507, los francos les arrebataron Toulouse y la mayor parte del sur de lo que hoy es Francia.
Toulouse era entonces la capital del reino franco de Aquitania. En 721, el duque Odo de Aquitania derrotó a un ejército musulmán omeya invasor en la batalla de Toulouse. Muchos cronistas árabes consideran que la victoria de Odo fue la verdadera parada de la expansión musulmana en la Europa cristiana, siendo las incursiones de los años siguientes simples incursiones de saqueo sin verdadera voluntad de conquista (incluyendo la que terminó con la victoria de Charles Martel en la batalla de Poitiers), en el sentido de que evitaron las ciudades excesivamente bien defendidas en lugar de asediarlas.
La ciudad se convirtió en la capital del condado de Tolosa durante la época carolingia (siglo IX). En 1096, Raimundo IV, conde de Toulouse, partió con su ejército al llamado del papa para unirse a la Primera Cruzada, de la cual fue uno de los principales líderes.
En el siglo XII los notables de Toulouse aprovecharon un debilitamiento del poder del conde, ocupado por sus guerras en Provenza para obtener para su ciudad una gran autonomía, crearon un cuerpo municipal de cónsules (llamados capitouls en Toulouse) para dirigir la ciudad.
A principios del siglo XIII, el condado de Toulouse se vio envuelto en otra cruzada, de la que esta vez fue víctima. La razón fue el desarrollo del catarismo en el sur de Francia, que el papa quería erradicar por todos los medios posibles. Esta lucha tomó varios aspectos, más allá de la cruzada militar, como la creación de una arquitectura gótica original y militante: el gótico meridional. Fue también en el contexto de esta lucha contra la herejía que la Orden Dominicana fue creada en 1215 en Toulouse por el presbítero castellano Domingo de Guzmán, y en 1229 se fundó la Universidad de Toulouse, una de las más antiguas de Europa. La consecuencia final de esta guerra de religión fue la pérdida de todo el inmenso condado de Toulouse, que fue anexado al dominio real (es decir, que pasó a las manos del rey de Francia) en 1271. Esto fue el mayor paso hacia la construcción de Francia como país unitario.
En 1323 se creó en Toulouse el Consistori del Gay Saber para preservar el arte lírico de los trovadores mediante la organización de un concurso de poesía occitana. Se considera que es la sociedad literaria más antigua de Europa, al origen del más sofisticado tratado de gramática y retórica de la Edad Media : las Leys d'amors. En 1694 se transformó en la Real Academia de los Juegos Florales (Académie des Jeux Floraux), todavía activa hoy en día, por el rey Luis XIV.
El 28 de enero de 1369, los restos mortales del filósofo y teólogo cristiano Tomás de Aquino fueron trasladados a Tolosa de Languedoc. El santo había fallecido casi un siglo atrás, cerca de Terracina, el 7 de marzo de 1274.
En el siglo XV, el rey Carlos VII estableció en Toulouse el segundo parlamento de Francia después del de París. Reforzando su lugar como centro administrativo, la ciudad se enriqueció, participando en el comercio del vino de Burdeos con Inglaterra, así como de cereales y textiles. Una importante fuente de ingresos era la producción y exportación del glasto (“pastel” en francés), un tinte azul muy demandado por la industria textil europea. La fortuna generada por este comercio internacional fue el origen de varias de los soberbios hôtels particuliers (mansiones) renacentistas de Toulouse.

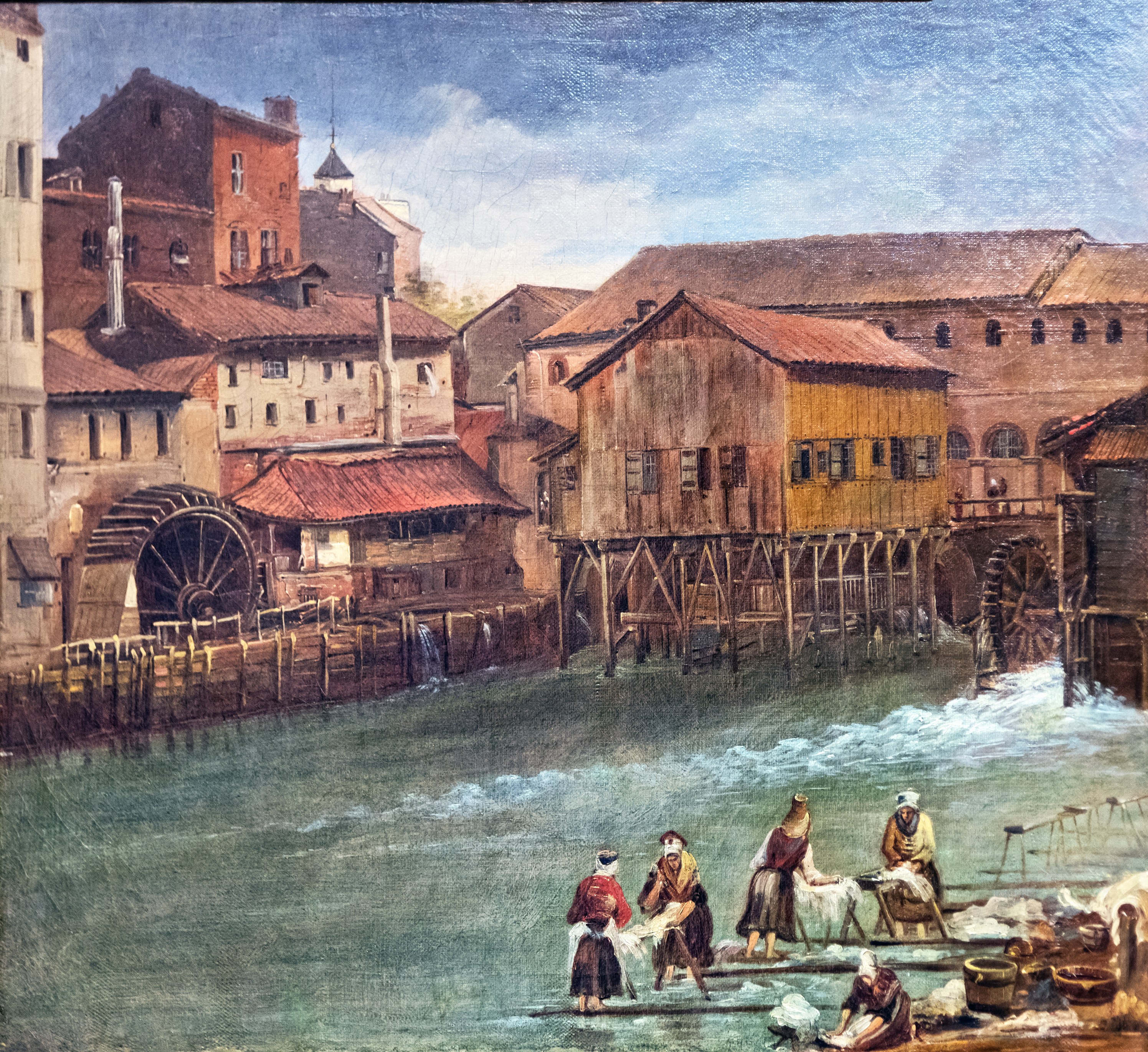
Paisaje urbano de Toulouse en la primera mitad del

Tolosa fue escenario de la última batalla de la guerra de la Independencia española al ser tomada por las tropas anglo-hispano-portuguesas de los generales lord Wellington, Luis Wimphen y Miguel de Álava al mariscal Soult el 12 de abril de 1814.
En el siglo XX, Tolosa tuvo la suerte de no ser escenario de combates durante la Segunda Guerra Mundial. A inicios de los años 1960, numerosos repatriados de Argelia (los pied-noirs, pies negros) se instalaron en esta ciudad, contribuyendo así al fuerte aumento de su población, que pasó de 269 000 habitantes en 1954 a 380 000 en 1968.

## Industria

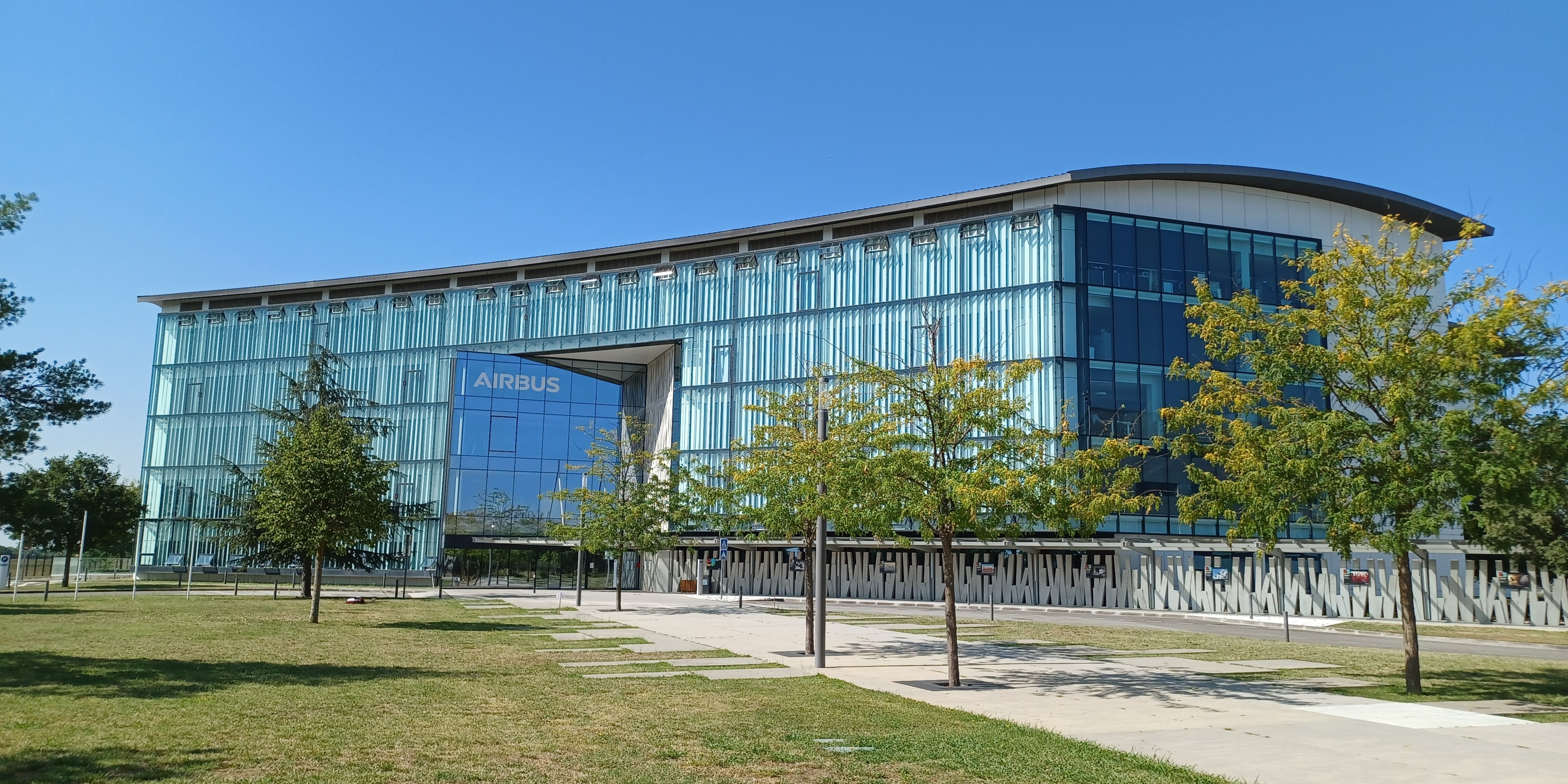
Sede central global de Airbus en el aeropuerto de Toulouse-Blagnac

Toulouse es mundialmente conocida por su industria aeroespacial. En 1917 acogió industrias estratégicas como la aeronáutica. Fue punto de partida de la primera línea aérea regular francesa. Numerosos precursores de la aviación francesa se establecieron en Toulouse, entre ellos Clément Ader (nacido en Muret, población muy cercana), Pierre Latécoère (constructor y diseñador), Didier Daurat (quien en 1919 organizó la conexión postal Toulouse-Casablanca), Émile Dewoitine (constructor) y Jean Mermoz (pionero de la línea Río de Janeiro-Santiago de Chile, en 1930). Junto con Hamburgo (Alemania) y Sevilla, es una de las ciudades en las que se ensamblan los aviones Airbus, como en el caso del avión de largo alcance A380. La industria espacial está también representada con empresas como Spot Image (imágenes por satélite), Alcatel, Airbus Defence & Space y el CNES (Centro Nacional de Estudios Espaciales).
Al sur de la ciudad se encuentran numerosas fábricas de productos químicos. El 21 de septiembre de 2001 estalló la fábrica AZF, provocando 30 muertos, 2500 heridos aproximadamente y una bajada notable de la actividad de este sector. En la zona de esta antigua fábrica, ya desmantelada, se va a instalar próximamente el complejo Canceropolis, centro de estudios avanzados sobre el cáncer.

## Educación

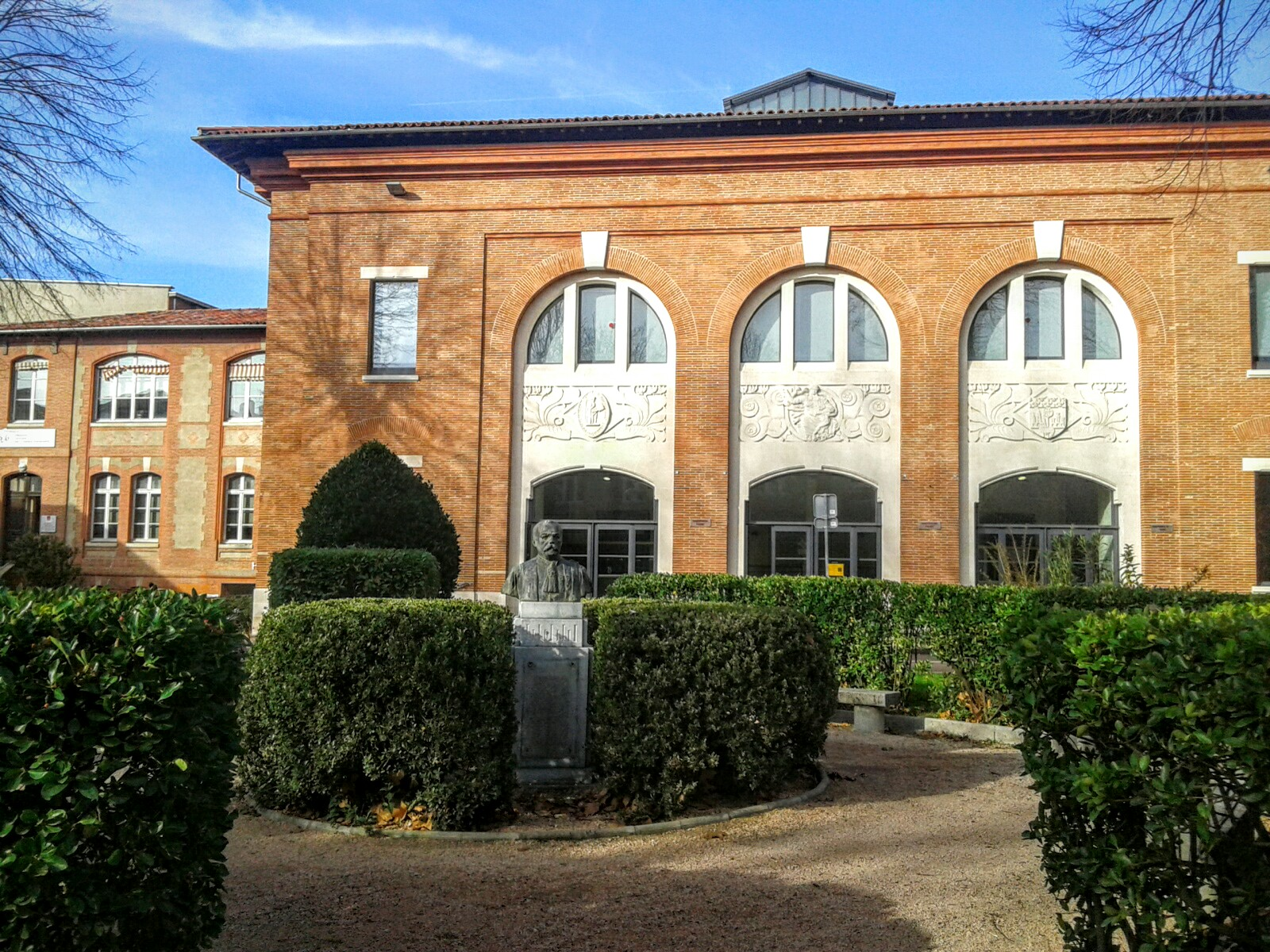
"Anciennes Facultés" en la Universidad de Toulouse 1 Capitole

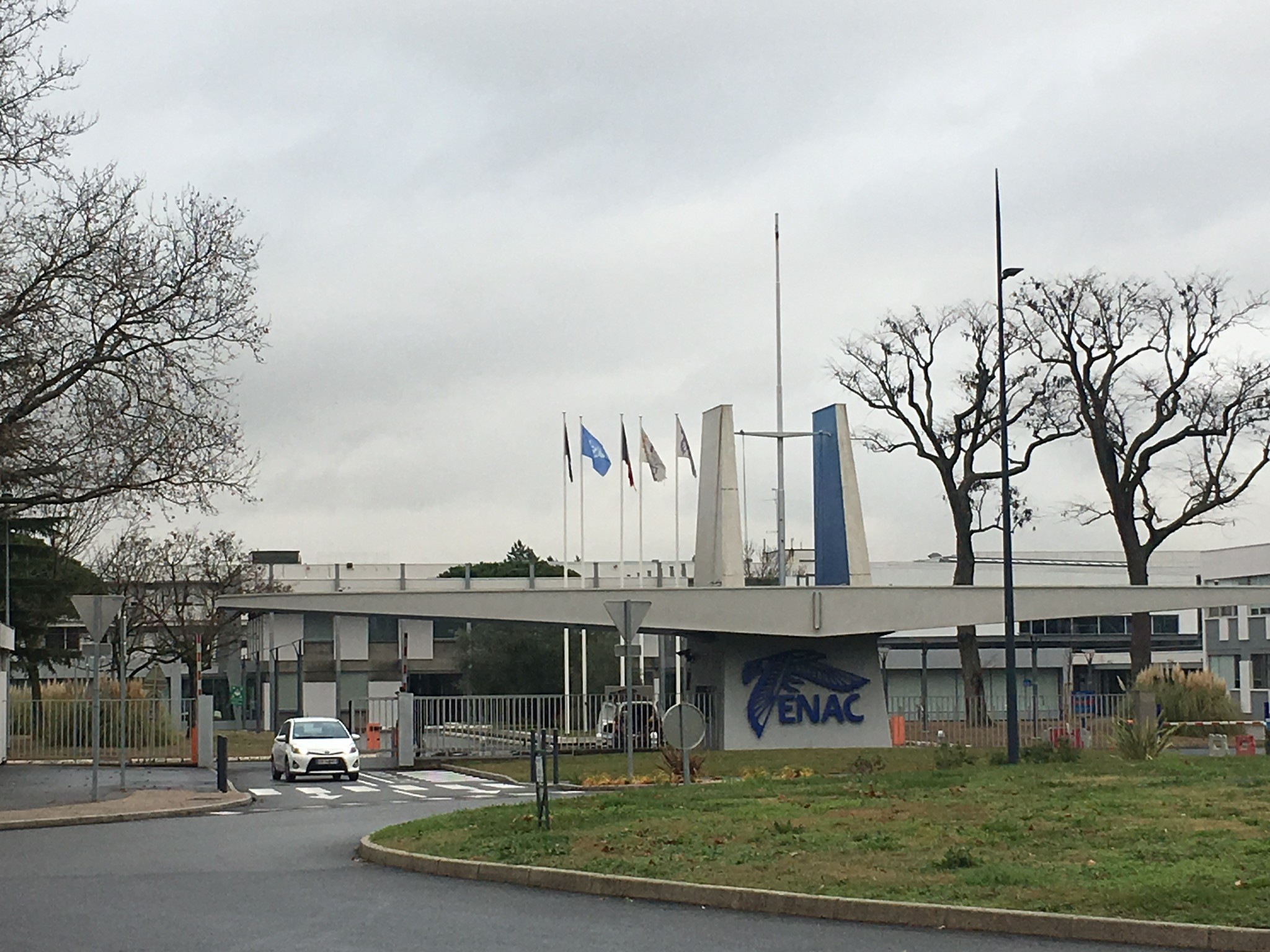
ENAC

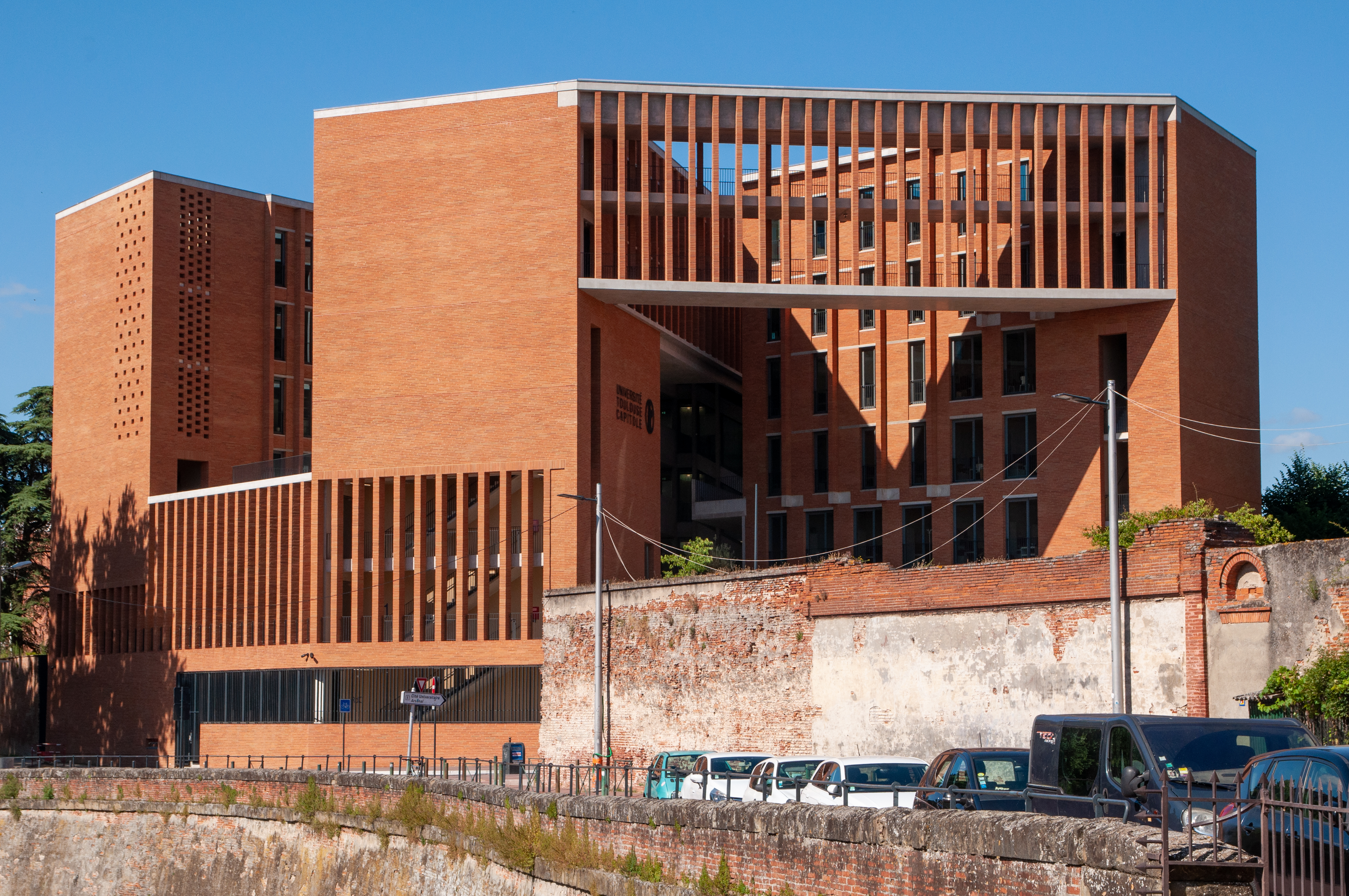
Nuevo edificio para la escuela de economía Toulouse School of Economics

La ciudad alberga también una industria informática muy fuerte, que aprovecha la gran cantidad de estudiantes, más de 93 000 (tercera ciudad universitaria de Francia, después de París y Lyon), distribuidos en sus tres universidades y sus tres escuelas politécnicas, así como por sus escuelas de ingeniería.
Los tres polos universitarios, sucesores de la antigua Universidad de Toulouse (Université de Toulouse) son:
- La Universidad de Toulouse I Capitole: Ciencias sociales, derecho, economía, gestión. A esta universidad está relacionado el Institut d'Études Politiques (Instituto de estudios políticos), más conocido con el sobrenombre de Sciences Po Toulouse, así como el Institut d'Administration des Entreprises (Instituto de Administración de Empresas).
- La Universidad de Toulouse II-Le Mirail: Ciencias humanas, disciplinas artísticas y literarias.
- La Université Paul-Sabatier (UPS - Toulouse III): Medicina, farmacia y ciencias exactas.

A estos tres polos hay que añadir el INPT (Institut national polytechnique de Toulouse) que tiene el estatus de universidad y que reagrupa seis grandes escuelas de ingenieros (ENSEEIHT, ENSIACET, ENSAT, ENIT, Purpan, ENM).
La importancia de la vida universitaria en Tolosa se manifiesta por la riqueza y la diversidad de los laboratorios de investigación presentes en los campus universitarios y los hospitales universitarios.
Las principales grandes escuelas:
- Escuelas de ingenieros
  - E-Artsup (Escuela Superior de Diseño Digital y Multimedia)
  - SUPINFO (Escuela Superior de Informática)
  - ISAE-SUPAERO (Escuela Nacional Superior de Aeronáutica y del Espacio)
  - ENAC (Escuela Nacional de Aviación Civil)
  - ENSEEIHT (Escuela Nacional Superior de Electrónica, Electrotecnia, Informática, Hidráulica y Telecomunicaciones)
  - École nationale de la météorologie (Escuela Nacional de Meteorología)
  - ENSIACET (Escuela Nacional Superior de Ingenieros Químicos y Tecnológicos)
  - ENSAT (Escuela Superior Nacional de Agronomía de Toulouse)
  - EPITA (Escuela de Informática y Tecnologías Avanzadas)
  - EPITECH (Escuela de Informática y Nuevas Tecnologías)
  - ICAM (Instituto Católico de las Artes y Oficios)
  - Institut national des sciences appliquées de Toulouse (Instituto Nacional de Ciencias Aplicadas)
  - IPSA (Instituto Politécnico de Ciencias Avanzadas)
  - ISCOM (Instituto Superior de Comunicaciones)
- Otras
  - Institut d'études politiques de Toulouse (Sciences Po Toulouse) (Instituto de Estudios Políticos de Toulouse)
  - Institut d'administration des entreprises de Toulouse (IAE Toulouse) (Instituto de Administración Empresarial de Toulouse)
  - Institut supérieur européen de gestion group (ISEG Group) (Instituto Superior Europeo de Gestión/Group)
  - Toulouse Business School (TBS)
  - Institut supérieur européen de formation par l'action (ISEFAC) (Instituto Superior Europeo de Formación para la Acción)
  - École nationale vétérinaire de Toulouse (Escuela Nacional de Veterinaria de Toulouse)
  - École nationale du cadastre (Escuela Nacional Catastral)
  - École supérieure d'agriculture de Purpan (Escuela Superior Agrónoma de Purpan)
  - École nationale supérieure de formation de l’enseignement agricole (Escuela Nacional Superior de Formación de la Enseñanza Agrícola)
  - École nationale supérieure d'architecture de Toulouse (Escuela Nacional Superior de Arquitectura de Toulouse)
  - École supérieure des beaux-arts de Toulouse (Escuela Superior de Bellas Artes de Toulouse)
  - Institut de la promotion supérieur du travail (Instituto de la Promoción Superior del Trabajo)
  - École de Journalisme de Toulouse (EJT) (Escuela de Periodismo de Toulouse)

## Patrimonio
Clasificada por el gobierno francés como Ciudad del Arte y la Historia, Toulouse cuenta con un abundante patrimonio arquitectónico, principalmente encerrado en las 220 ha que delimita su bulevar interior (una de las mayores zonas urbanas protegidas de Francia).

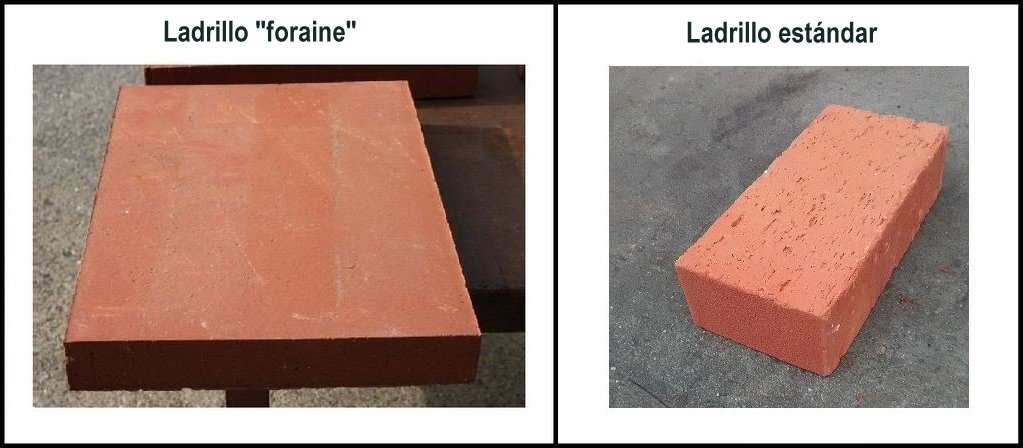
Diferencia entre un ladrillo "foraine" y un ladrillo estándar.

Casi todos los edificios del centro histórico se hicieron con el material de construcción tradicional de la región: el ladrillo "foraine", que le ha valido a la ciudad el apodo de Ville Rose (Ciudad Rosa). Heredero medieval del ladrillo romano, el ladrillo "foraine" se caracteriza por sus grandes dimensiones, su aspecto plano y su color que va del naranja/rosa al rojo.
La piedra blanca también está presente en menores cantidades. Como no había canteras de piedra cerca de Toulouse, se transportaba desde los Pirineos a través del río Garona y fue durante mucho tiempo rara y, por tanto, cara, considerada en Toulouse como un material de lujo. Sin embargo, es suficiente para dar a la arquitectura tolosana una de sus características: la policromía rojo-blanco.

### Monumentos religiosos

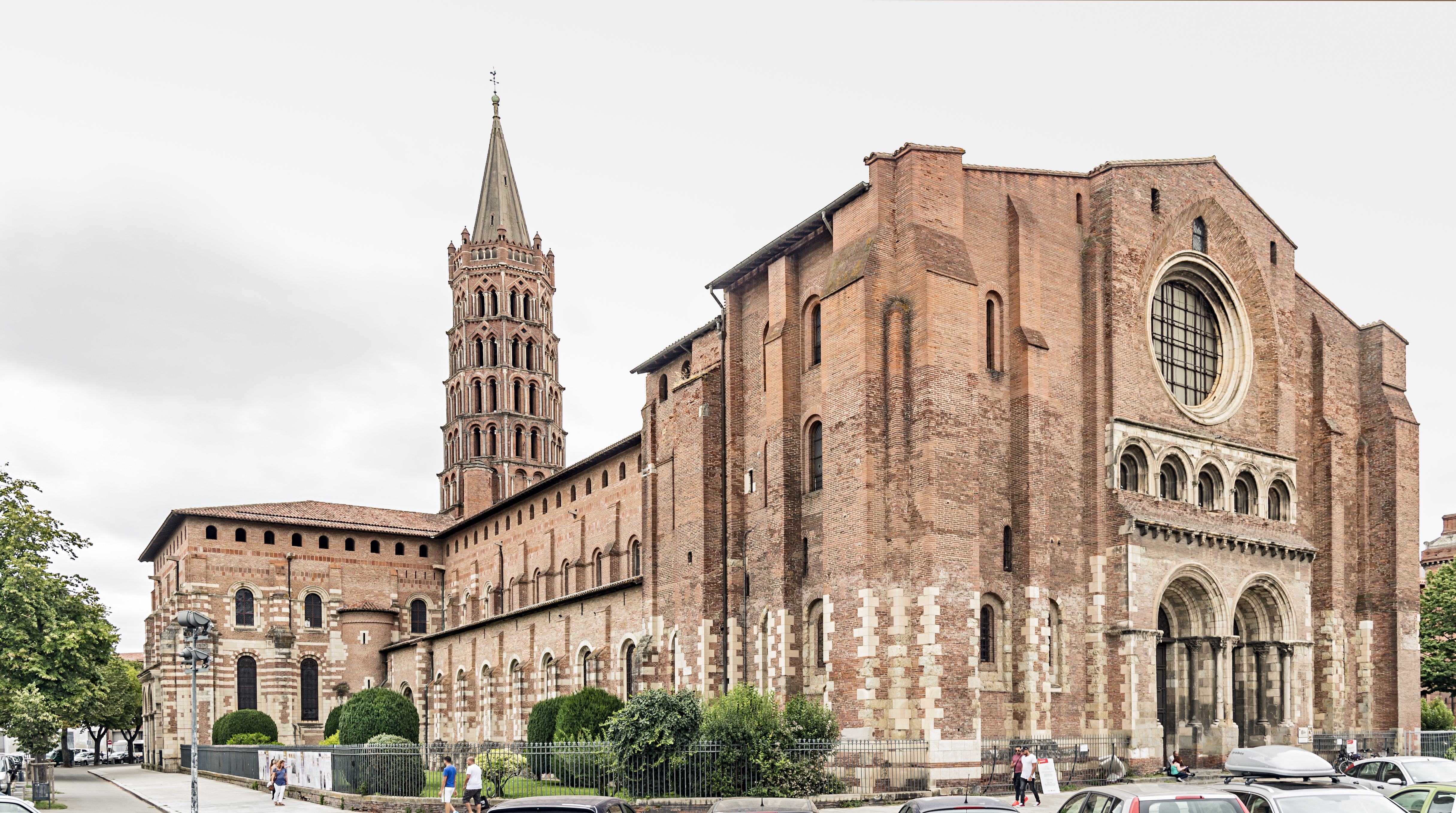
Basílica de San Sernín.

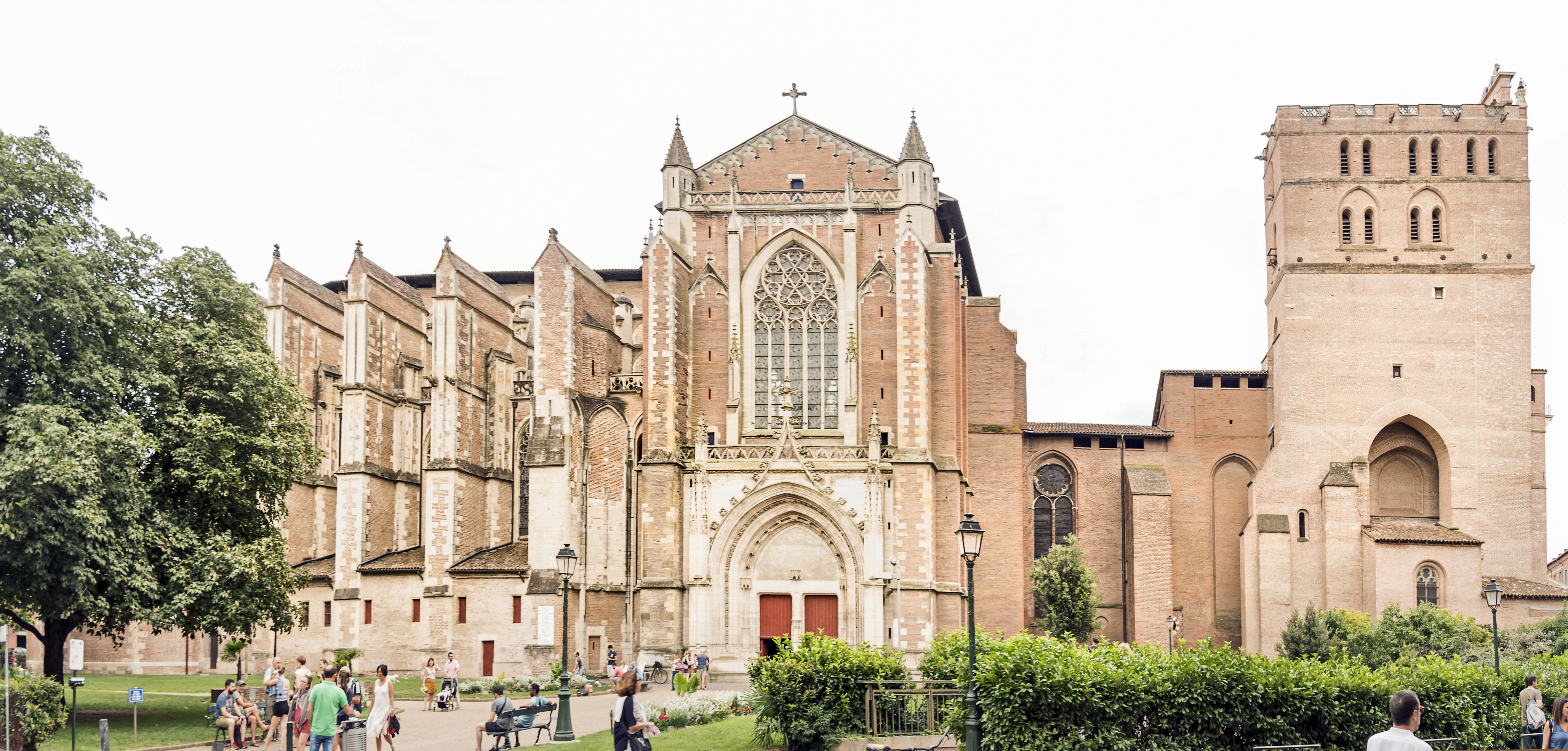
Catedral de St-Étienne.

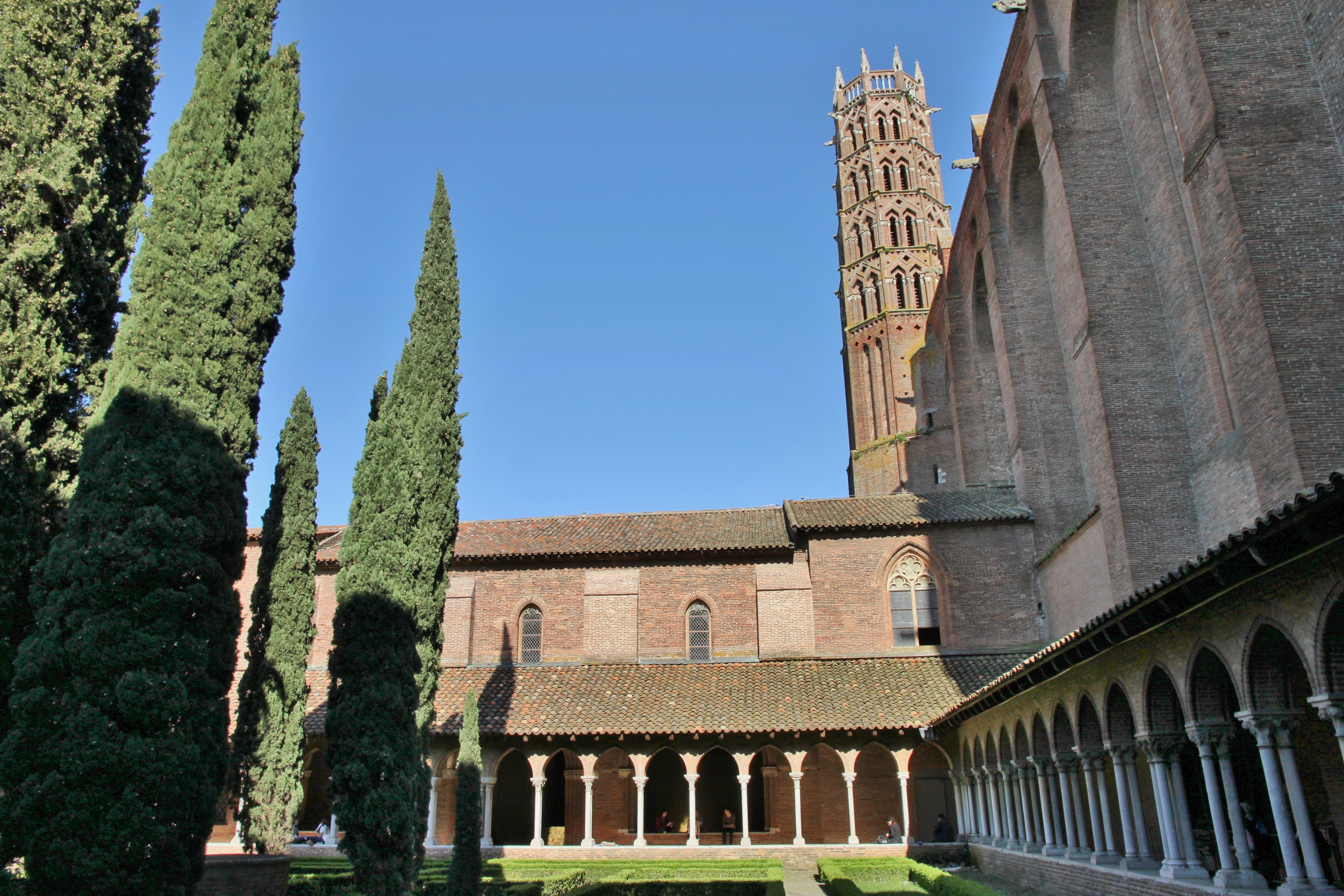
Convento de los Jacobinos.

Basílica de la Dorada, los siglos y.

Hay muchos monumentos católicos en Toulouse y varios son edificios notables. Sin embargo, tres de ellos destacan por su mayor interés histórico y arquitectónico: 
- La Basílica de San Sernín es una de las mayores iglesias de estilo románico en Europa, famosa por la calidad de su tímpano tallado (uno de los primeros de su tipo) y sus capiteles románicos. El gran número de reliquias encontradas en Saint-Sernin lo convierte en un importante núcleo de peregrinación del Camino de Santiago y ha determinado su plan arquitectónico con dobles colaterales y ambulatorio que lo convierten en el arquetipo de las grandes iglesias de peregrinación.[22]
- La Catedral de St-Étienne debe su especial apariencia a los diversos estilos arquitectónicos que reflejan las cuestiones políticas y religiosas de un siglo XIII que vio a Toulouse perder su independencia y regresar al seno del reino de Francia. Su antigua nave (1210-1220), construida en la época de la Cruzada Albigense, es el primer ejemplo del gótico meridional, una arquitectura militante concebida como un arma en la lucha contra el catarismo y basada en el principio de la nave única para fomentar la predicación.[23] Esta nave era probablemente al final de su construcción la más ancha de Europa Occidental (19 metros). El coro de estilo gótico del norte de Francia data del último cuarto del siglo XIII, más alto que la nave, y simboliza e ilustra el apego de la ciudad a la Corona de Francia tras la extinción de la línea de los condes de Toulouse en 1271.
- El Convento de los Jacobinos es una construcción monástica de los siglos XIII y XIV, hecha enteramente de ladrillos, una joya del gótico meridional. La iglesia tiene una doble nave separada por columnas de 28 metros de altura (22 metros de las cuales son para la parte de piedra), de las cuales emergen bóvedas de crucería. La última columna es un ejemplo temprano de "palmera" (1275-1292), único por su gran tamaño, con un tramo de bóvedas de nervaduras que forman una "palmera". El papa Urbano V la consideró la iglesia dominicana más hermosa de Europa, y en 1369 hizo trasladar allí los huesos de Tomás de Aquino, el famoso filósofo y teólogo dominicano que murió en 1274. También es posible que el papa quisiera compensar a Toulouse, la cuna de la Orden Dominicana, por no haber podido obtener las reliquias de Santo Domingo guardadas en Bolonia, donde había muerto.

Otras iglesias son características como: 
- Basílica de la Dorada de Toulouse, en la que destaca su Virgen Negra.
- Convento-museo de los Agustinos.
- Capilla-hospital de la Grave.
- Iglesia de Nuestra Señora de la Dalbade.
- Iglesia du Taur.
- Iglesia de Saint-Pierre des Cuisines.

Cabe destacar la gran variedad de cultos representados en la ciudad, que además de los edificios católicos ya reseñados, por ser los más monumentales, cuenta con templos protestantes como los de las calles Salin y Pargaminières, ortodoxos como las iglesias de Saint-Saturnin y Saint-Nicolas, una sinagoga y numerosas mezquitas.

Galeria de monumentos religiosos de Toulouse
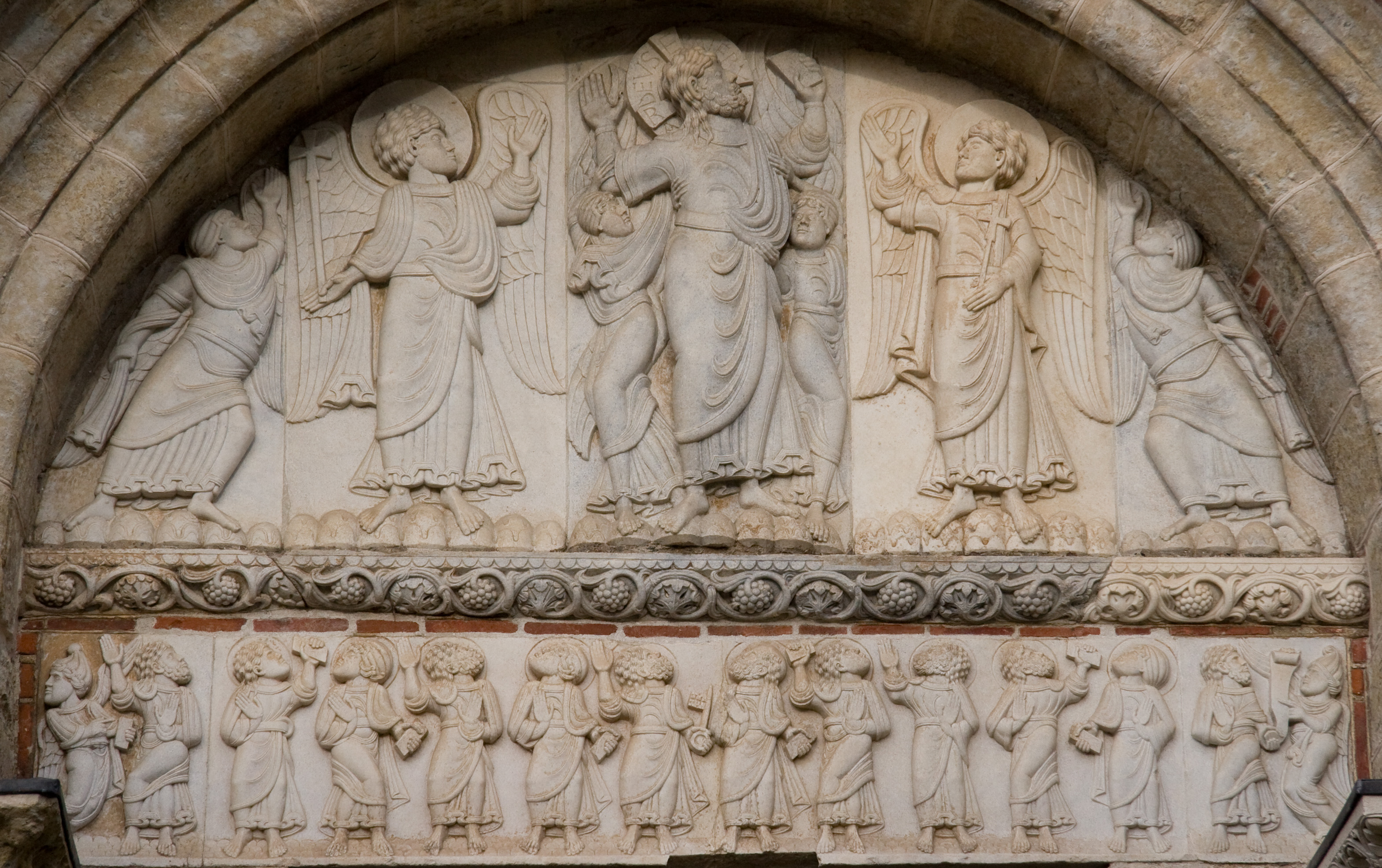
Tímpano románico de San Sernin, de finales del siglo XI o principios del XII.
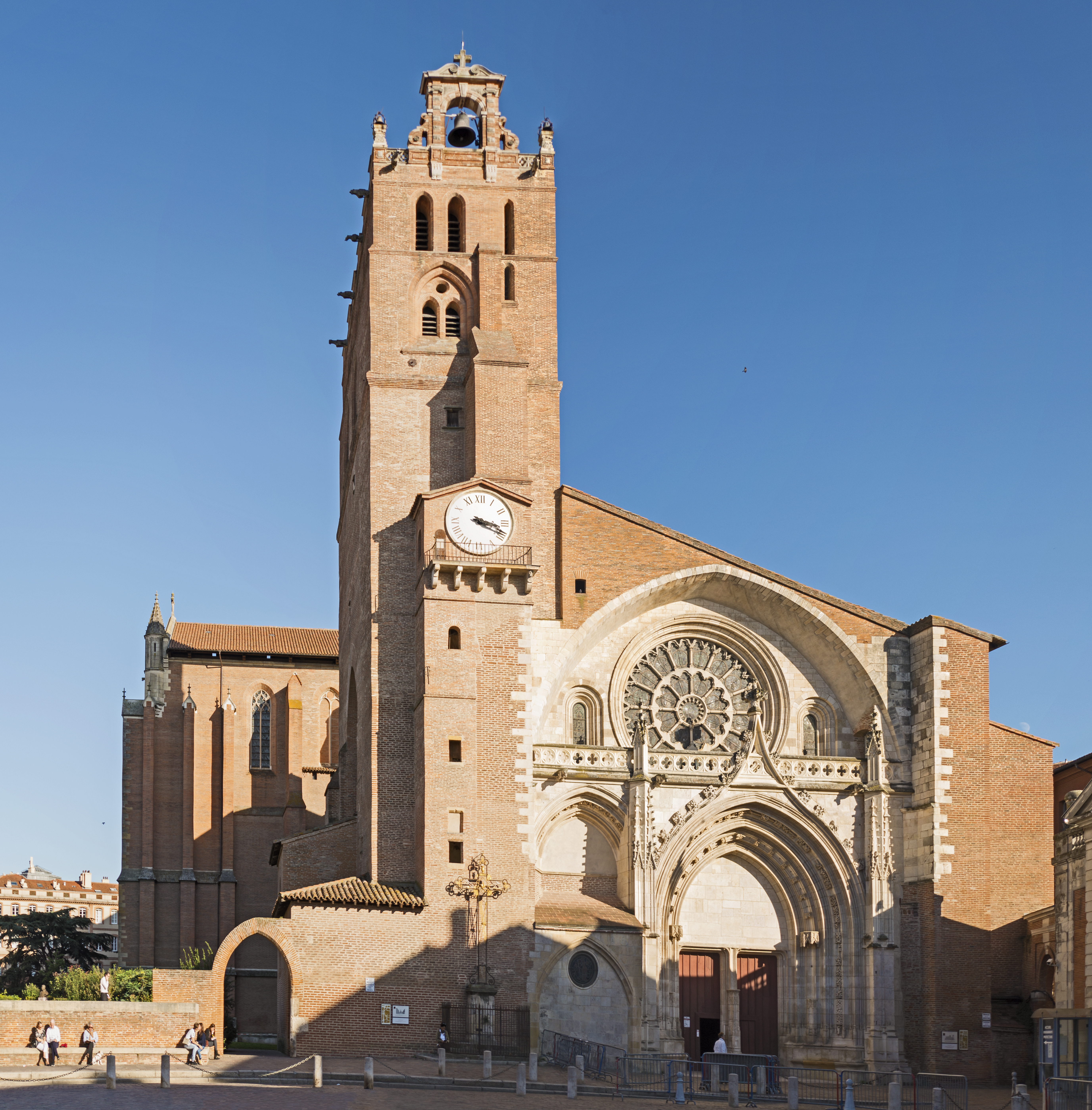
Fachada de la catedral, siglo XIII.
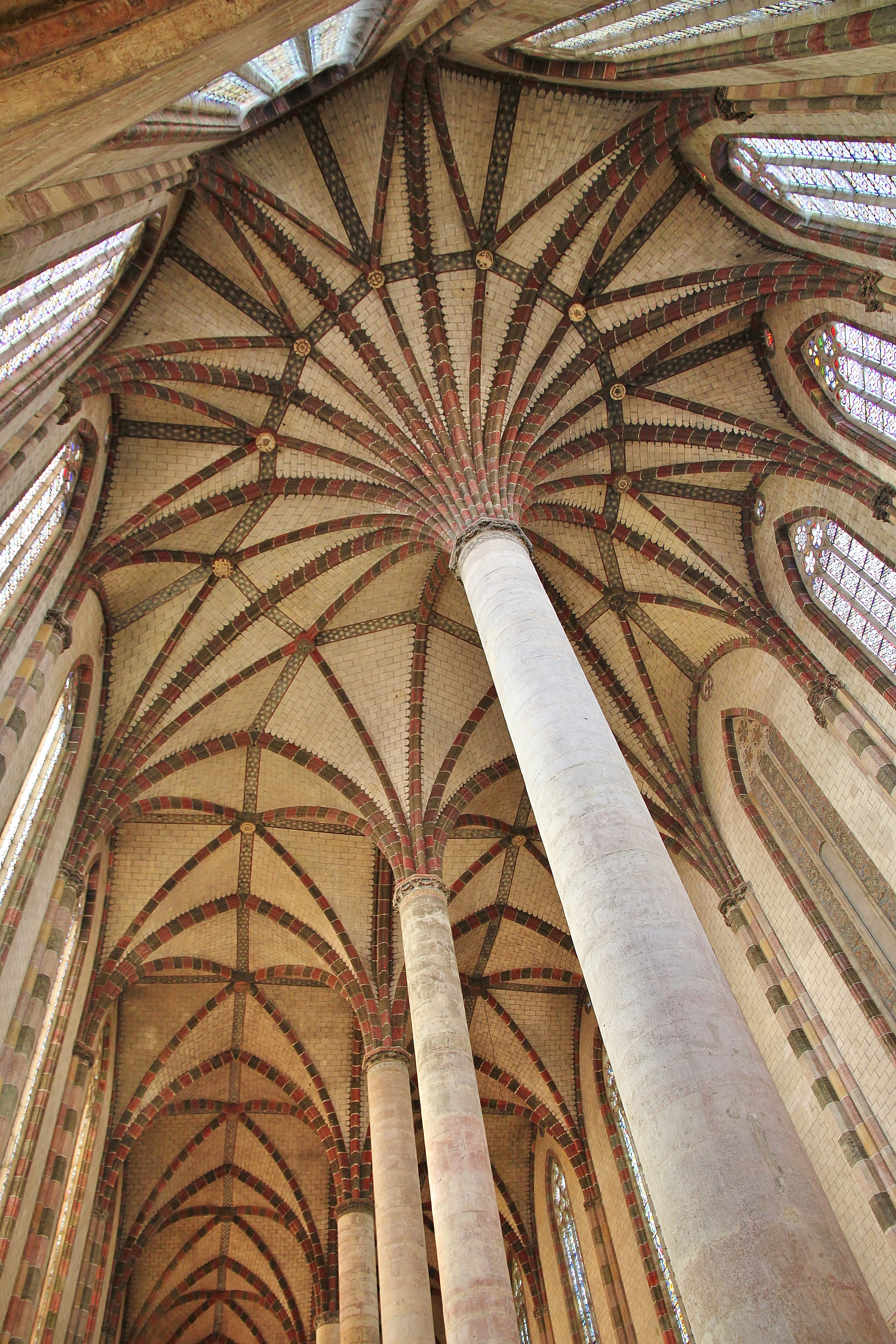
Palmera del Convento de los Jacobinos, 1275-1292.
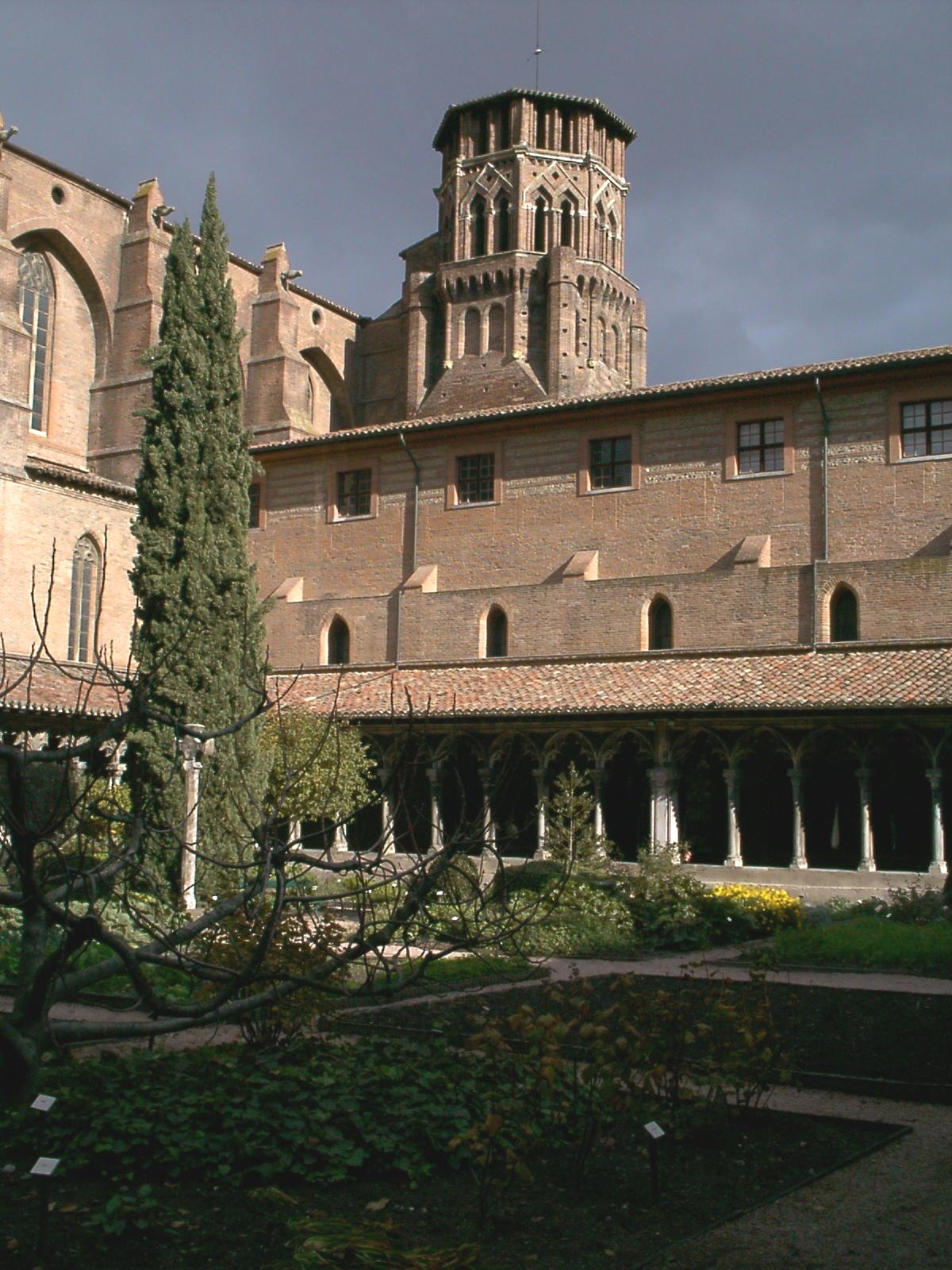
Claustro y campanario del Convento de los Agustinos, siglo XIV.
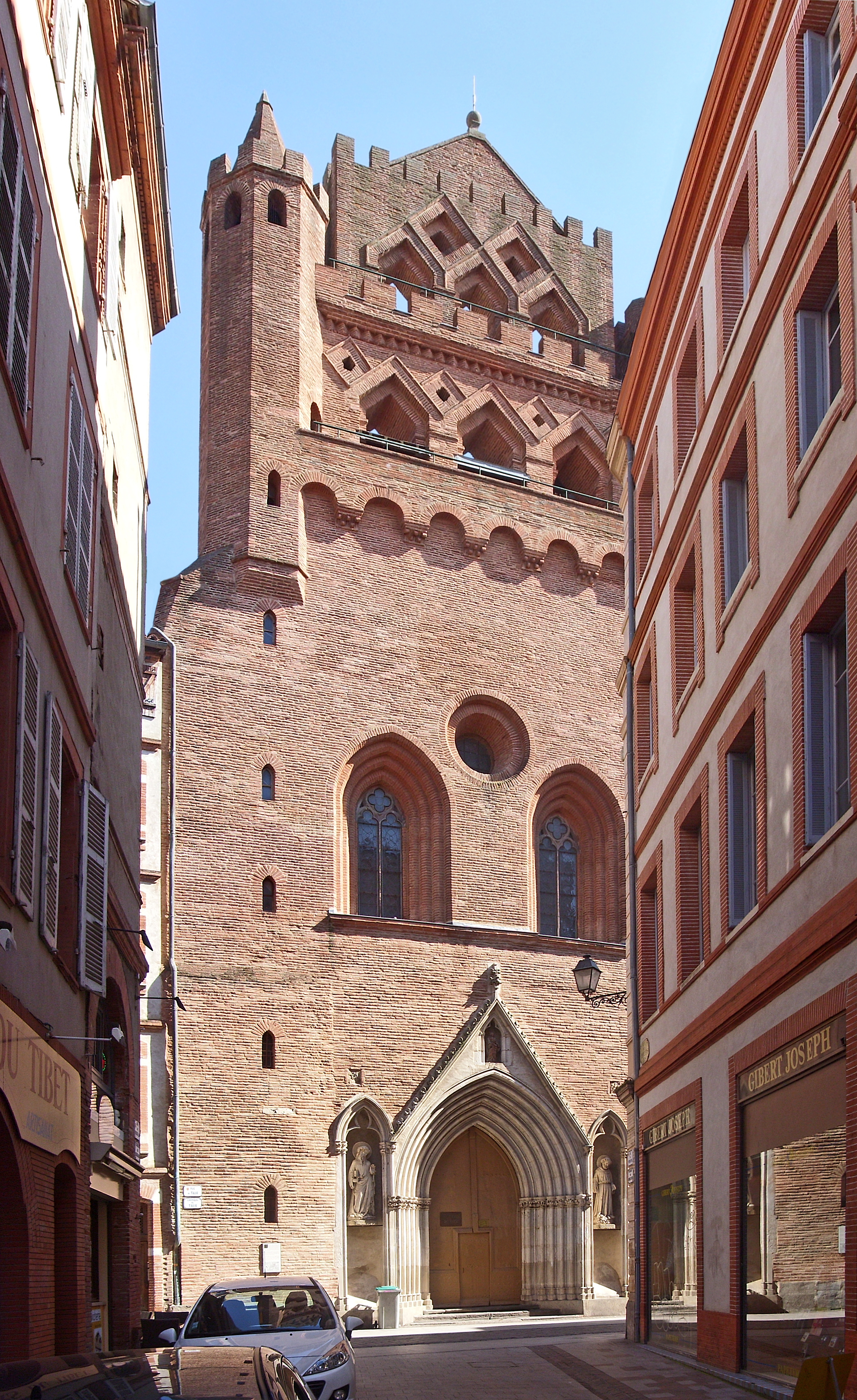
El campanario-muro de la iglesia du Taur, siglo XIV.
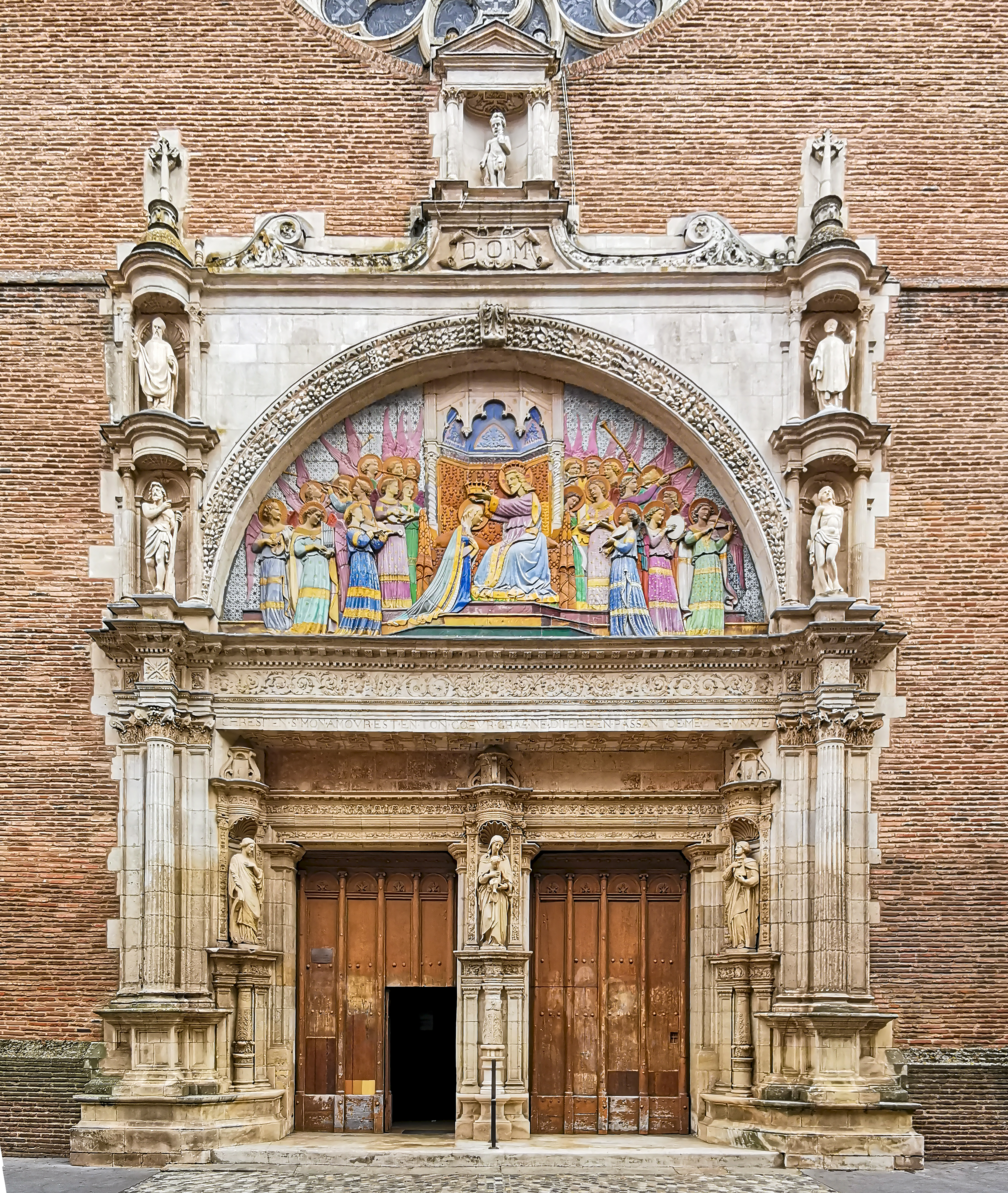
Iglesia de la Dalbade y su portal renacentista.
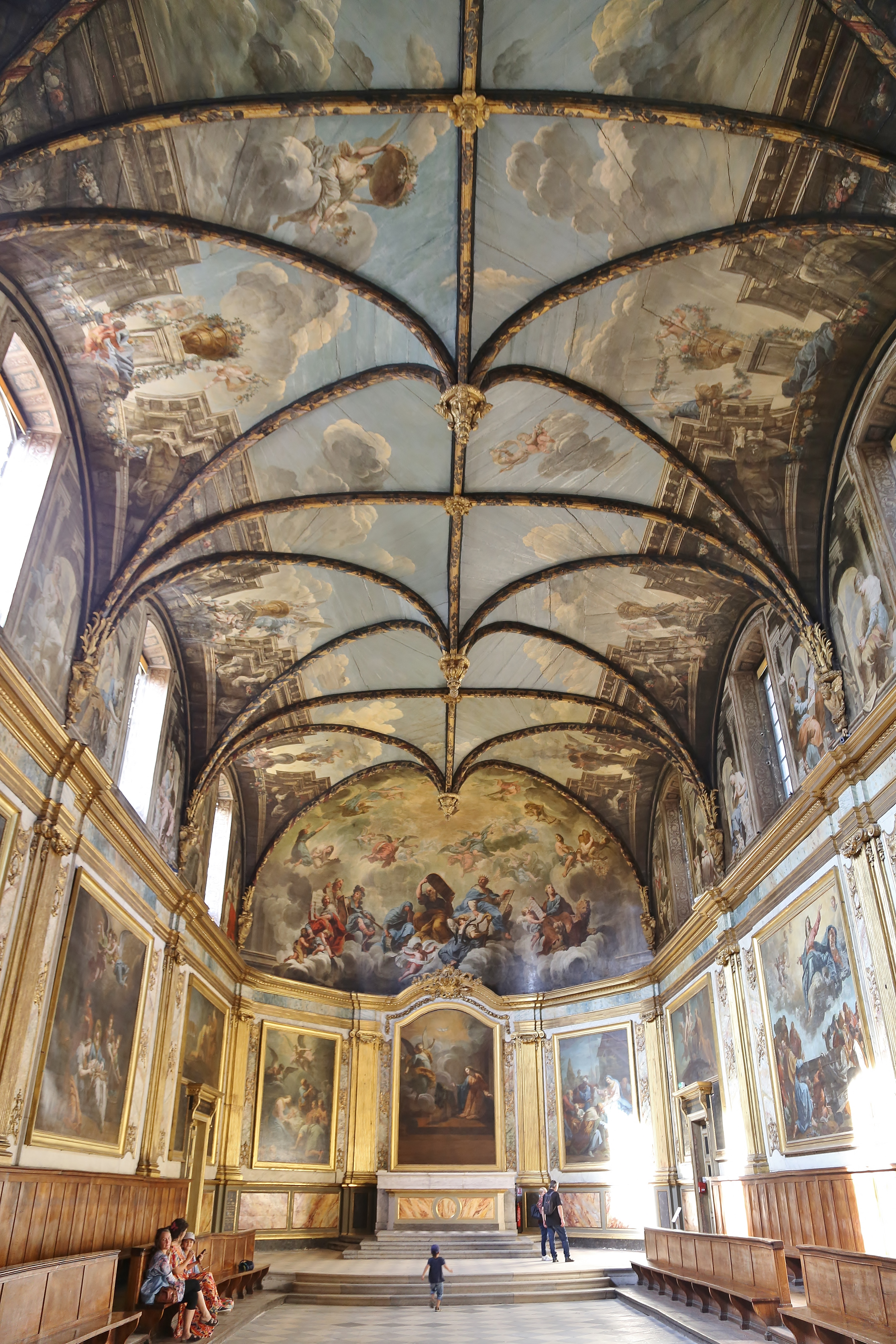
Capilla de las Carmelitas, los siglos XVII y XVIII.

### Monumentos civiles

#### Edificios civiles de estilo gótico
Toulouse tiene más de treinta torres de escalera de estilo gótico (más una decena del Renacimiento o más tarde), los restos de hôtels particuliers de la Edad Media y de principios del siglo XVI. A menudo se ocultan en los patios, las más visibles de estas torres góticas son la torre Boysson (1478), la torre Bernuy (1504) y la torre Serta (1529).

Galería de edificios civiles de estilo gótico
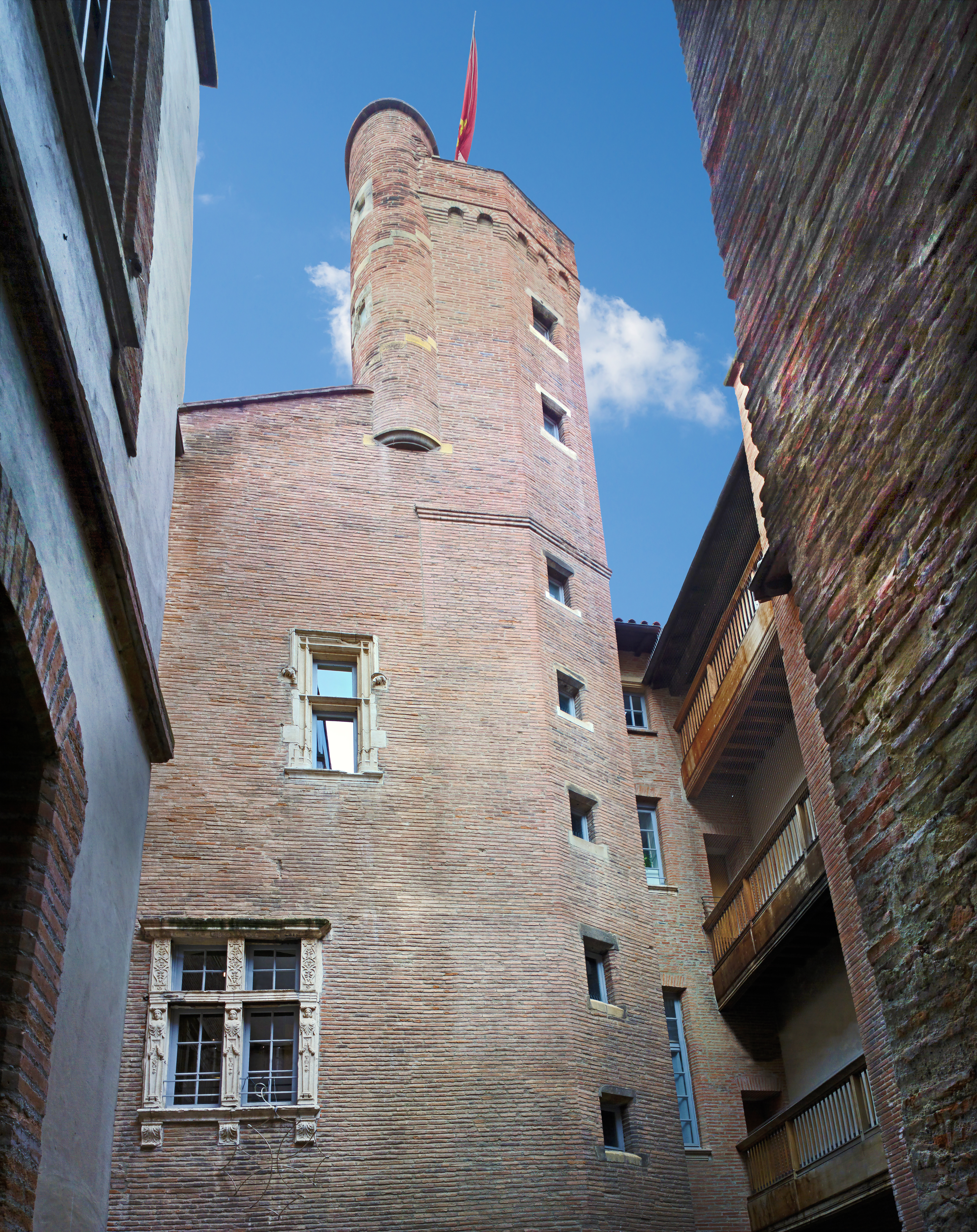
Torre de Boysson, 1478.
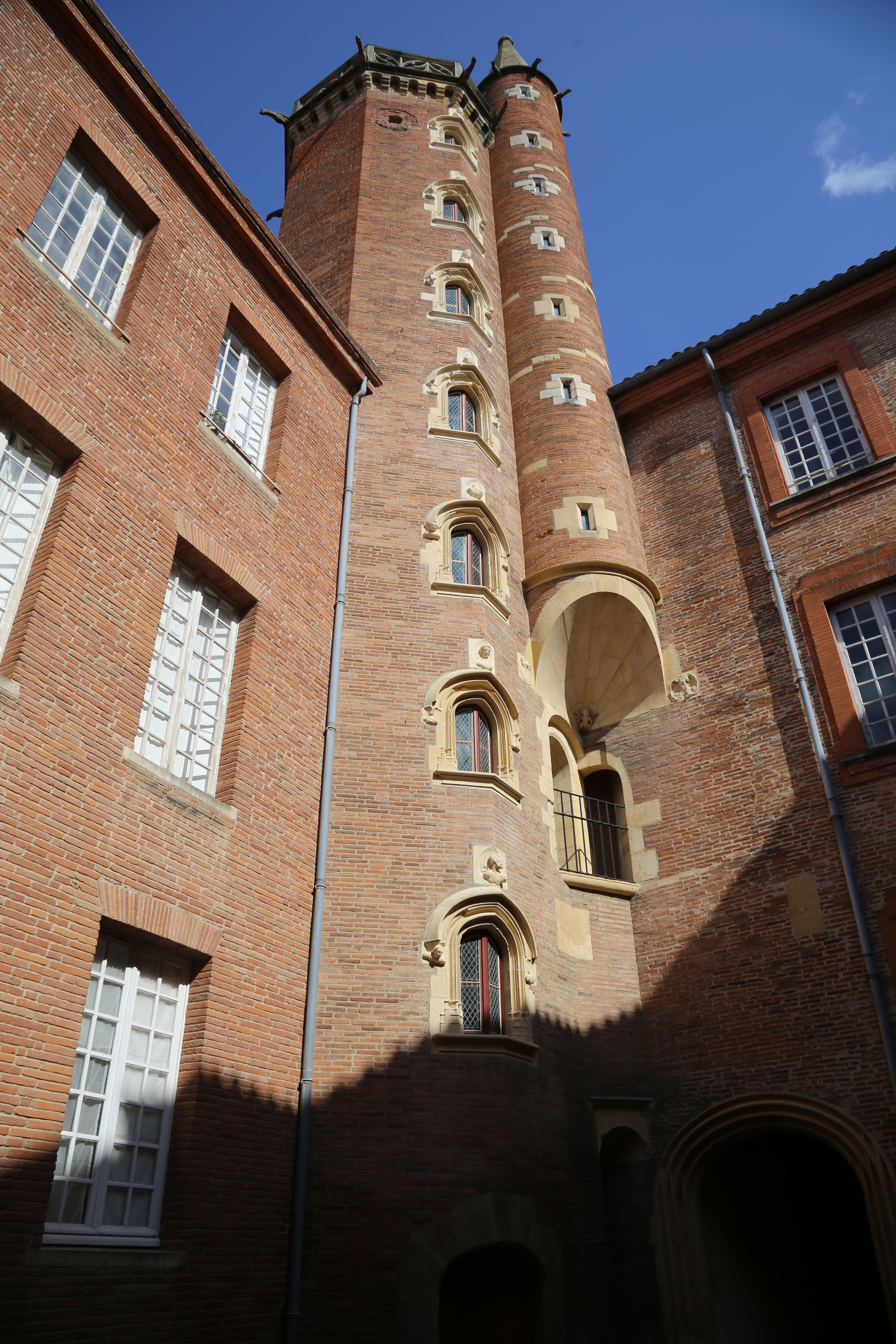
Torre de Bernuy, 1504.
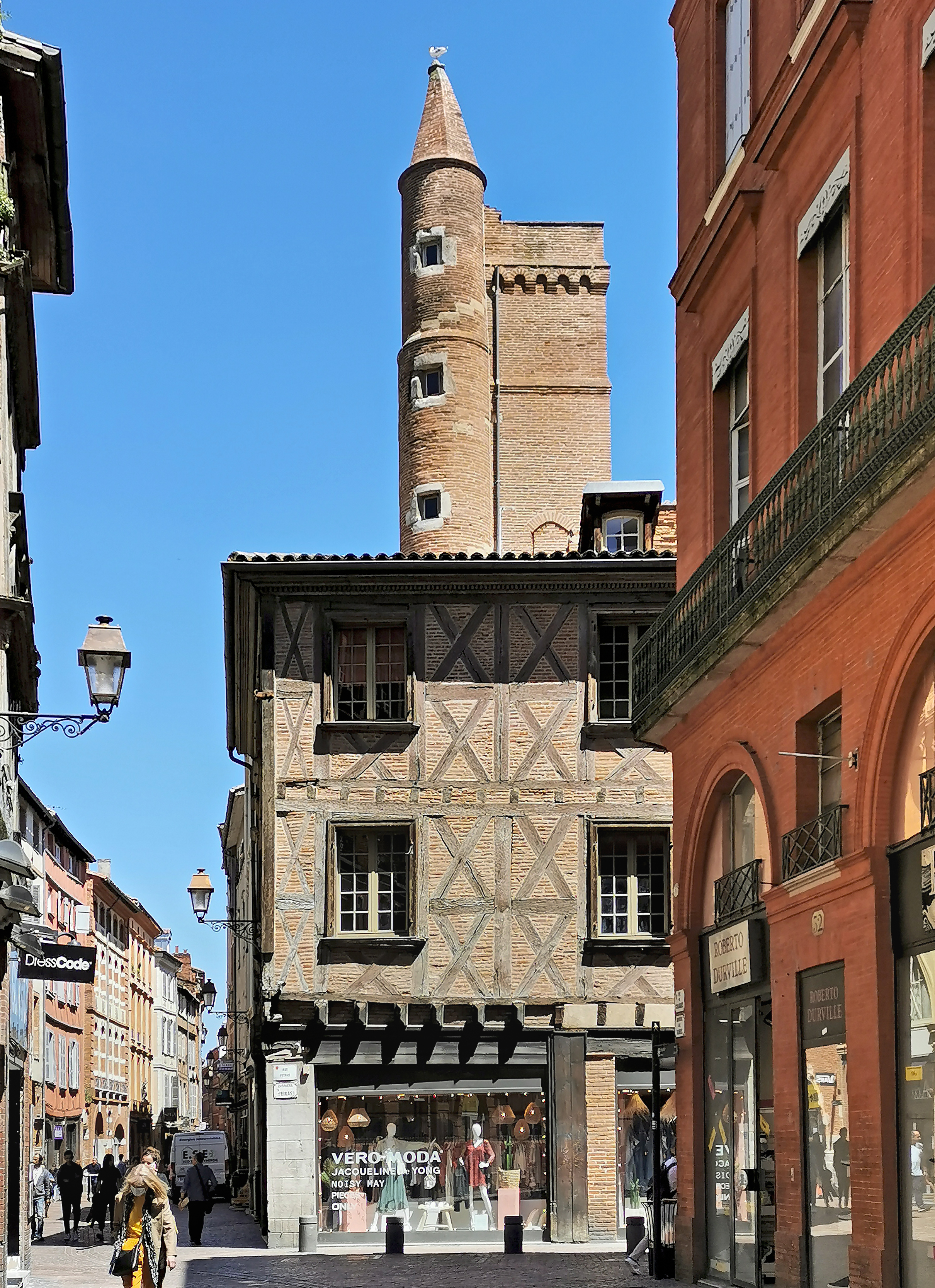
Torre de Serta, 1529.
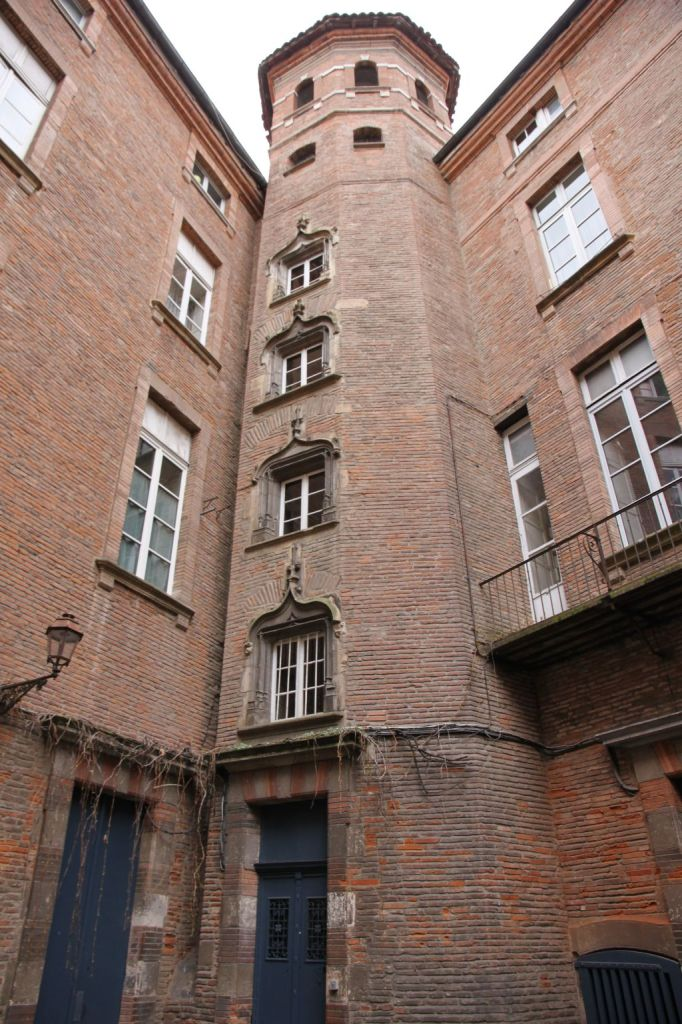
Torre de Olmières, 1503.
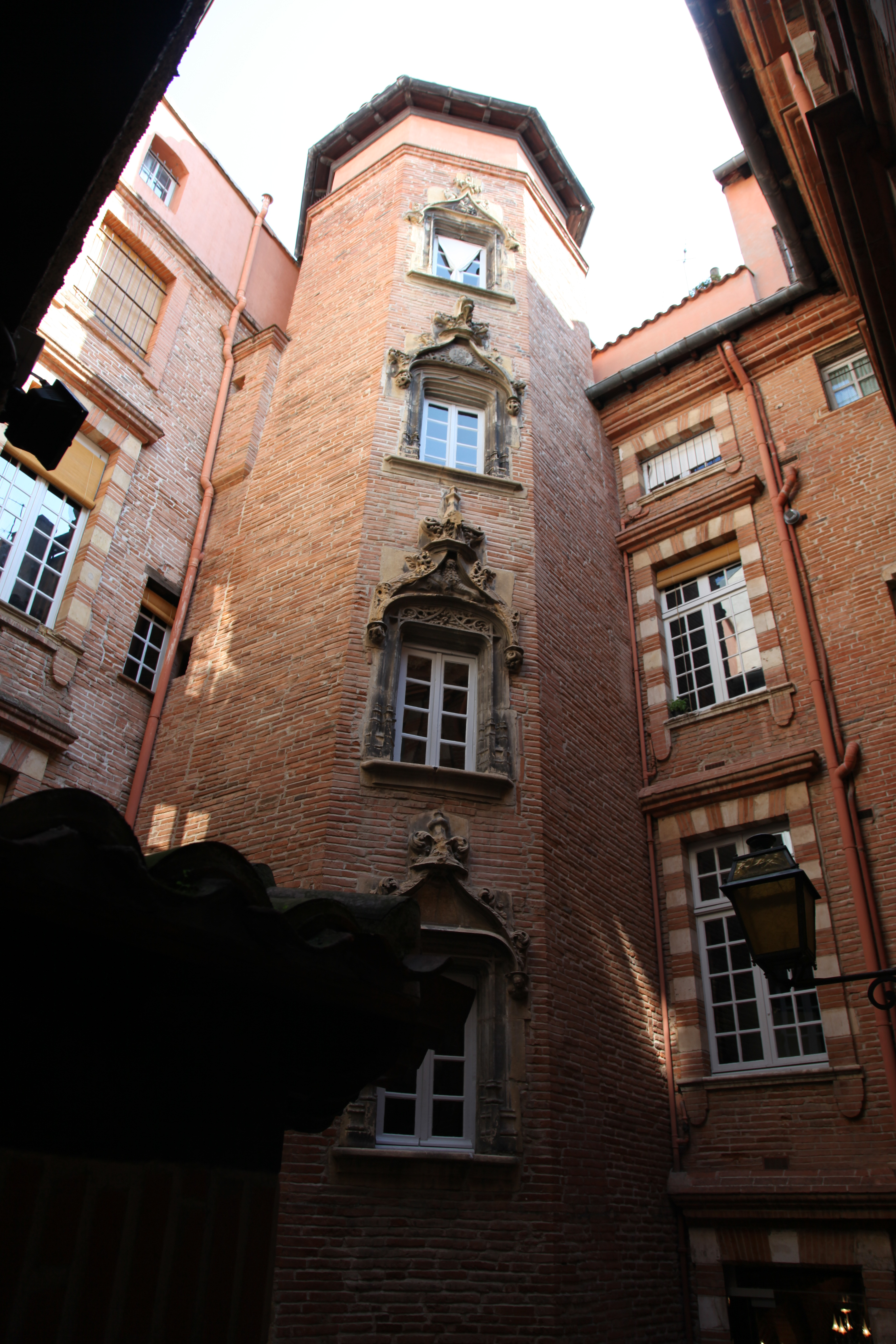
Torre de Beringuier Bonnefoy, 1513.
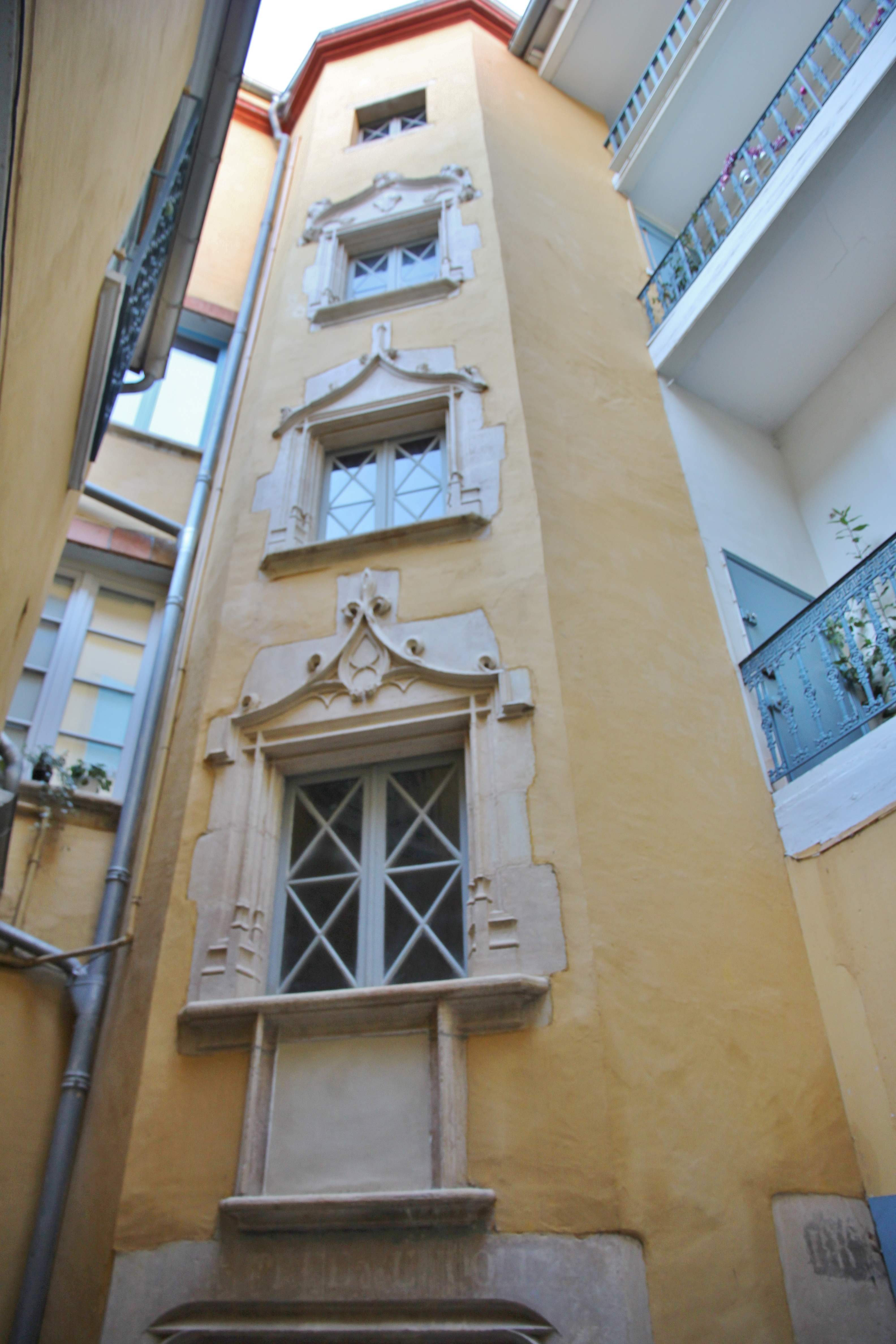
torre de Bruni, 1510.
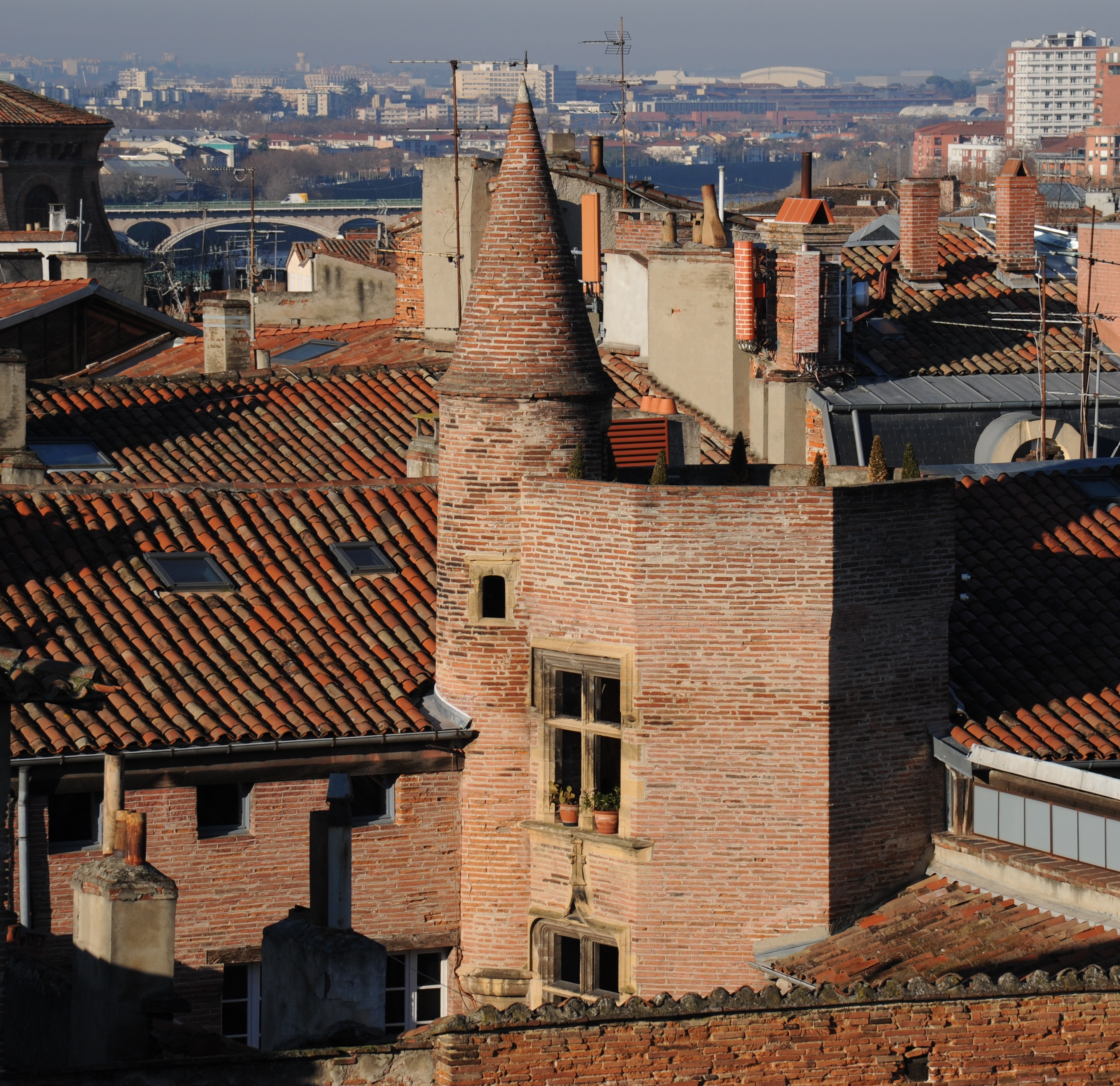
Torre de Delfau, 1497.
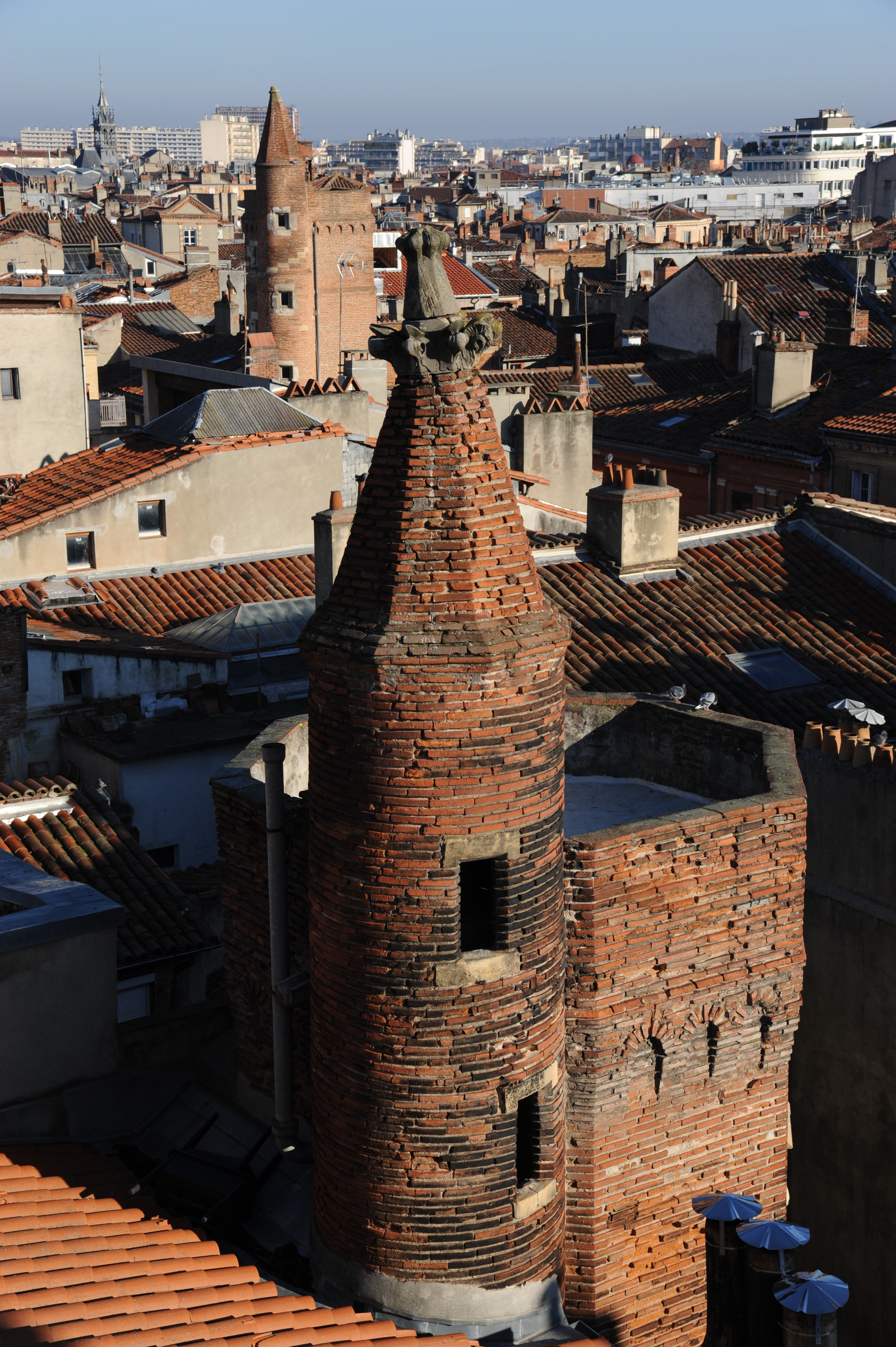
Torre de Lancefoc (sigle XV) y torre de Serta.
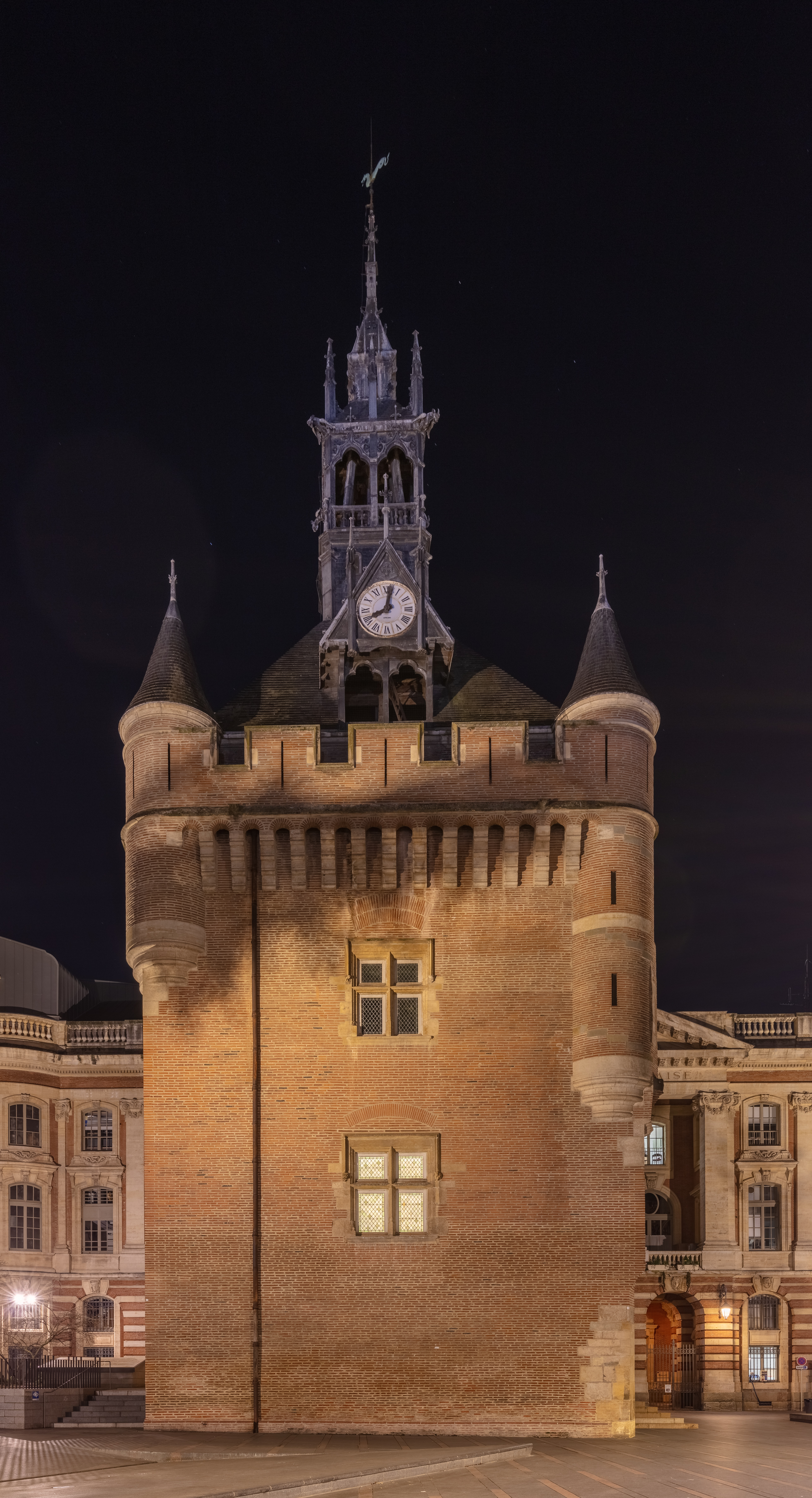
Antigua torre de archivos, 1525-1530.

#### Palacetes del Renacimiento
Toulouse tuvo una edad de oro durante el Renacimiento, debido al auge del comercio internacional del colorante azul de la planta isatis tinctoria, pero también porque fue la sede del Parlamento de Toulouse que hizo de la ciudad la capital judicial de la mayor parte del sur de Francia.
Los ricos comerciantes, notables o miembros de la nobleza de toga compitieron para que se construyeran magníficos hôtels particuliers (palacetes), los más famosos de los cuales son los de Assézat, de Bernuy, del Vieux Raisin, y de Bagis.

Galería de palacios urbanos renacentistas
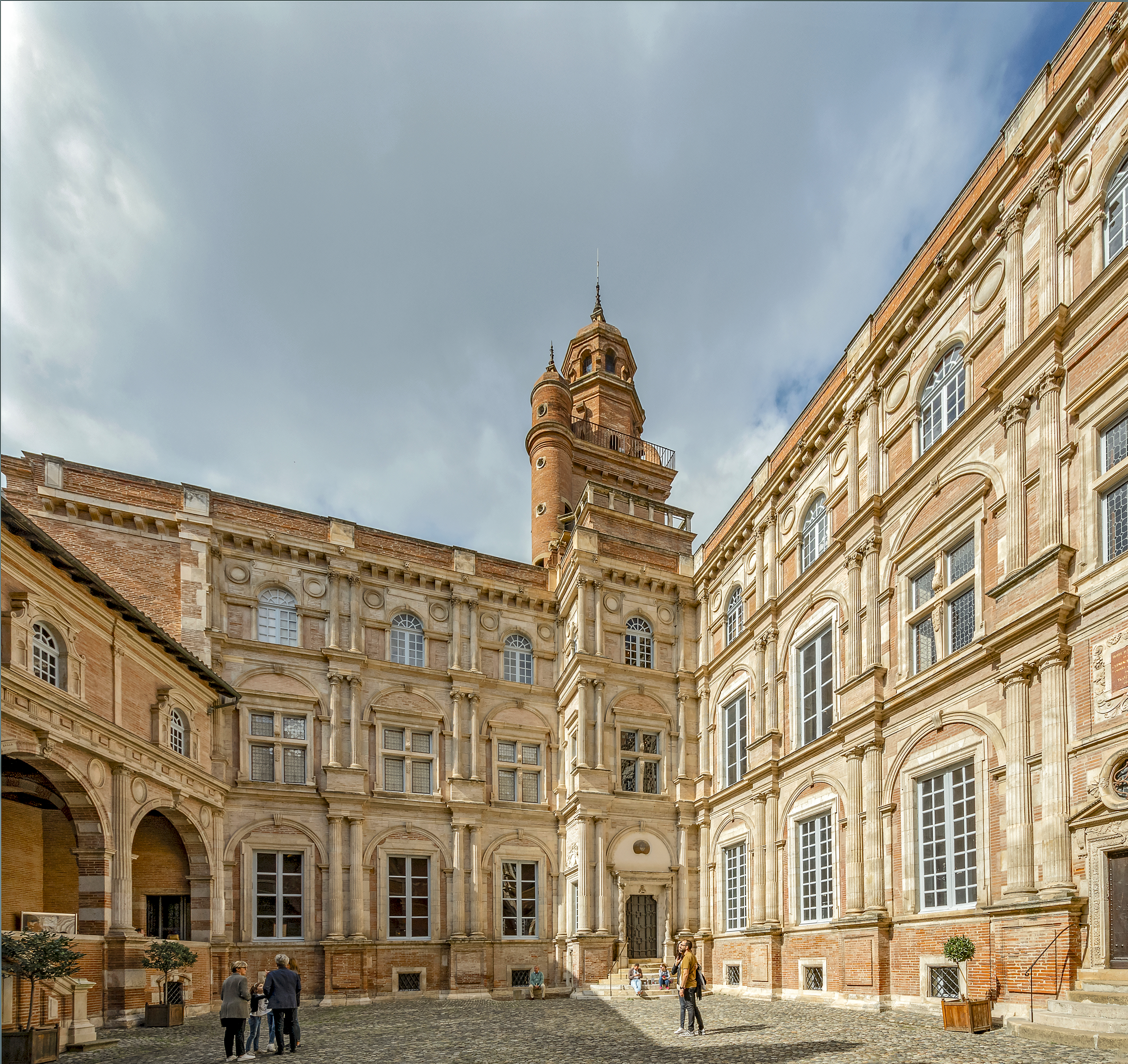
Hôtel d'Assézat (sede de la Fundación Bemberg), siglo XVI.
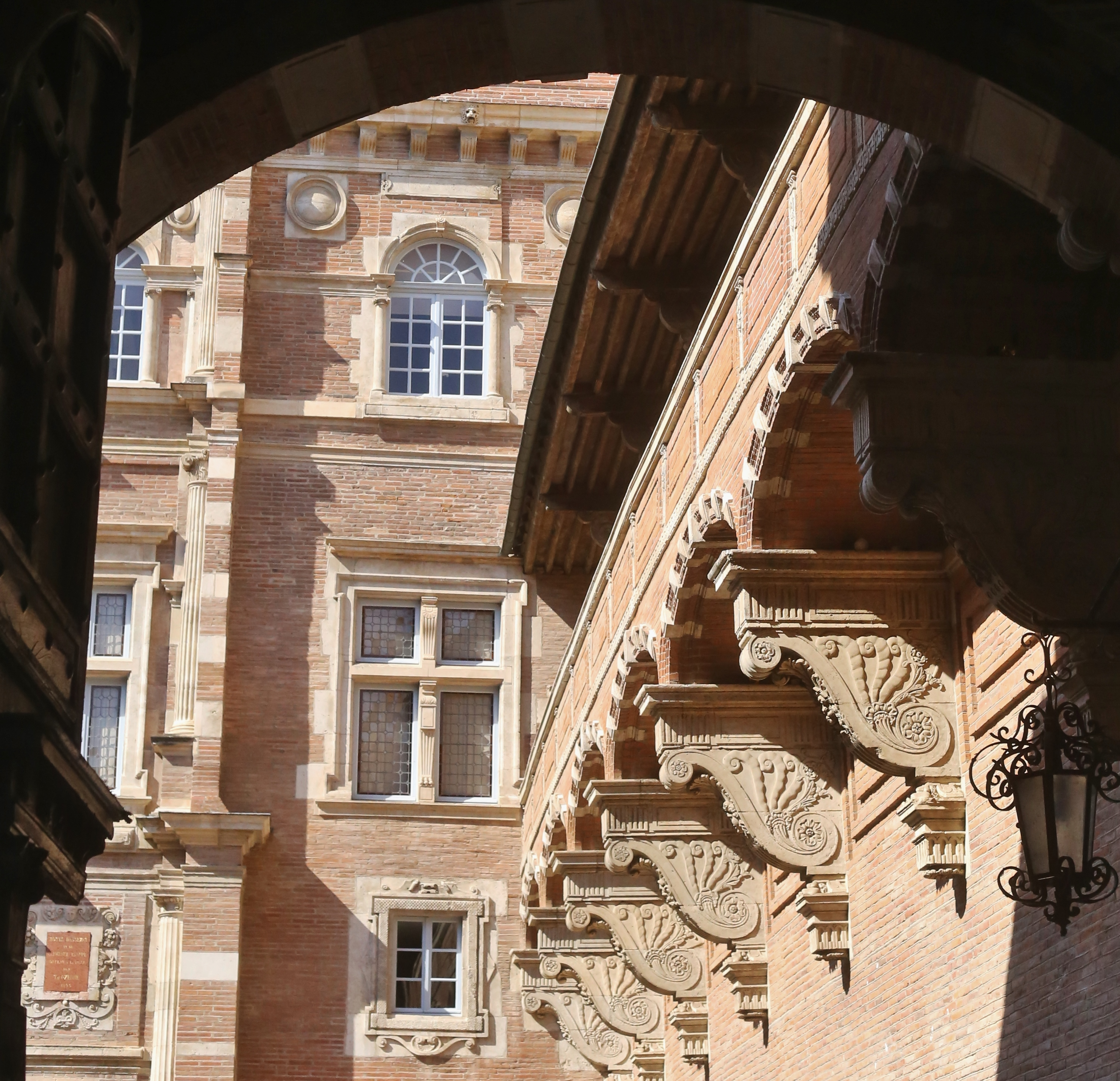
El Hôtel d'Assézat.
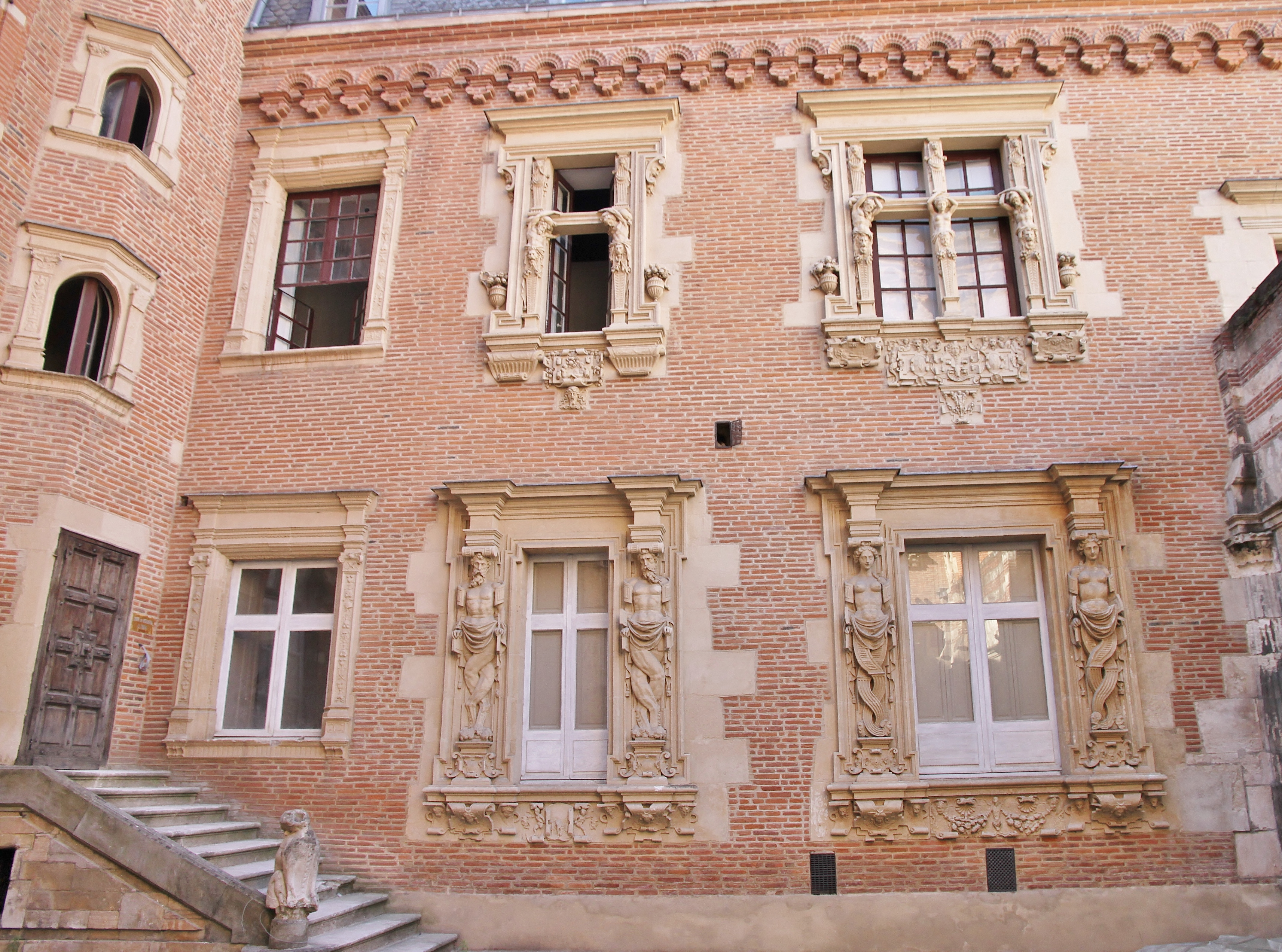
Las ventanas renacentistas del hôtel del Vieux-Raisin, siglo XVI.
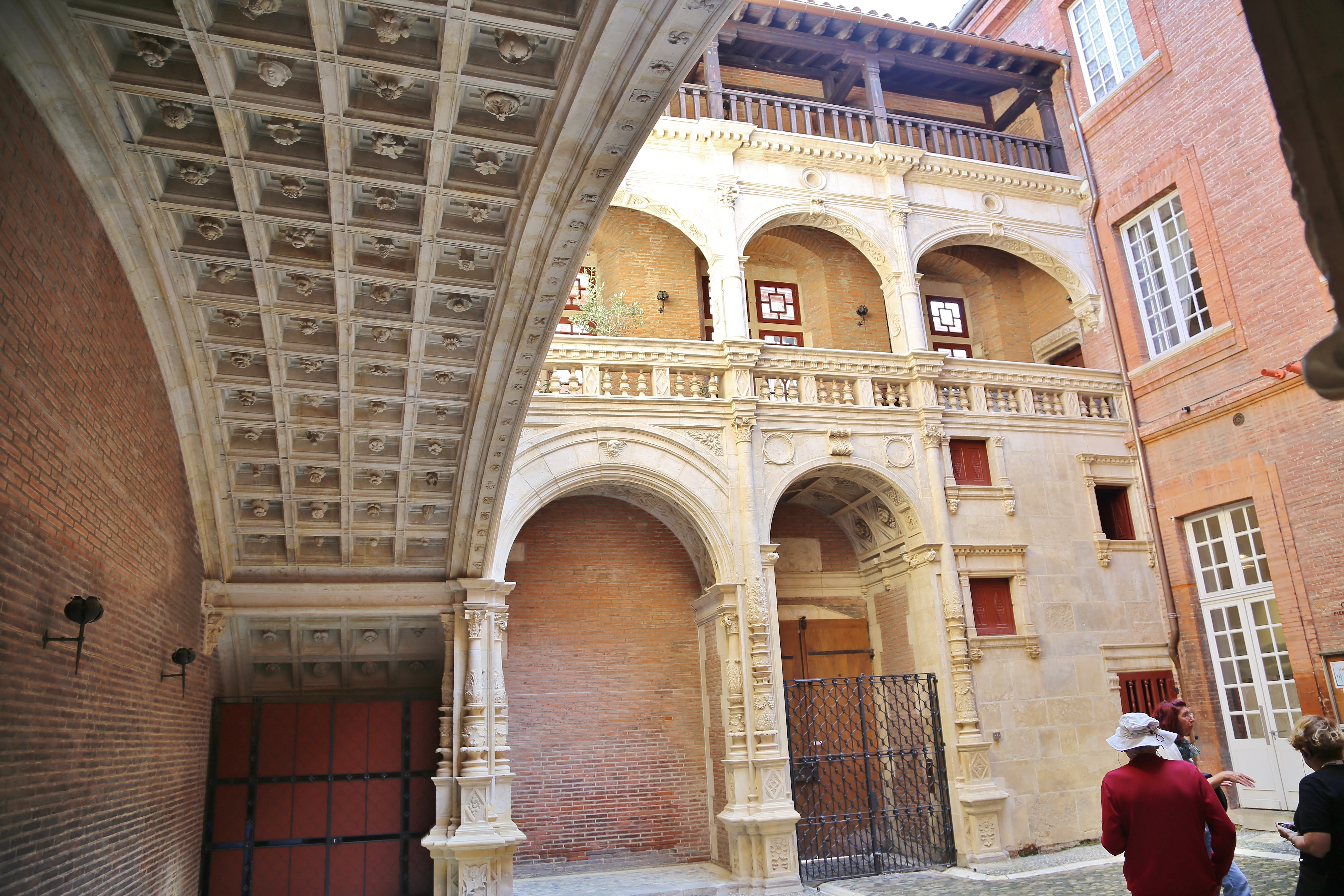
El patio renacentista del hôtel de Bernuy, siglo XVI.
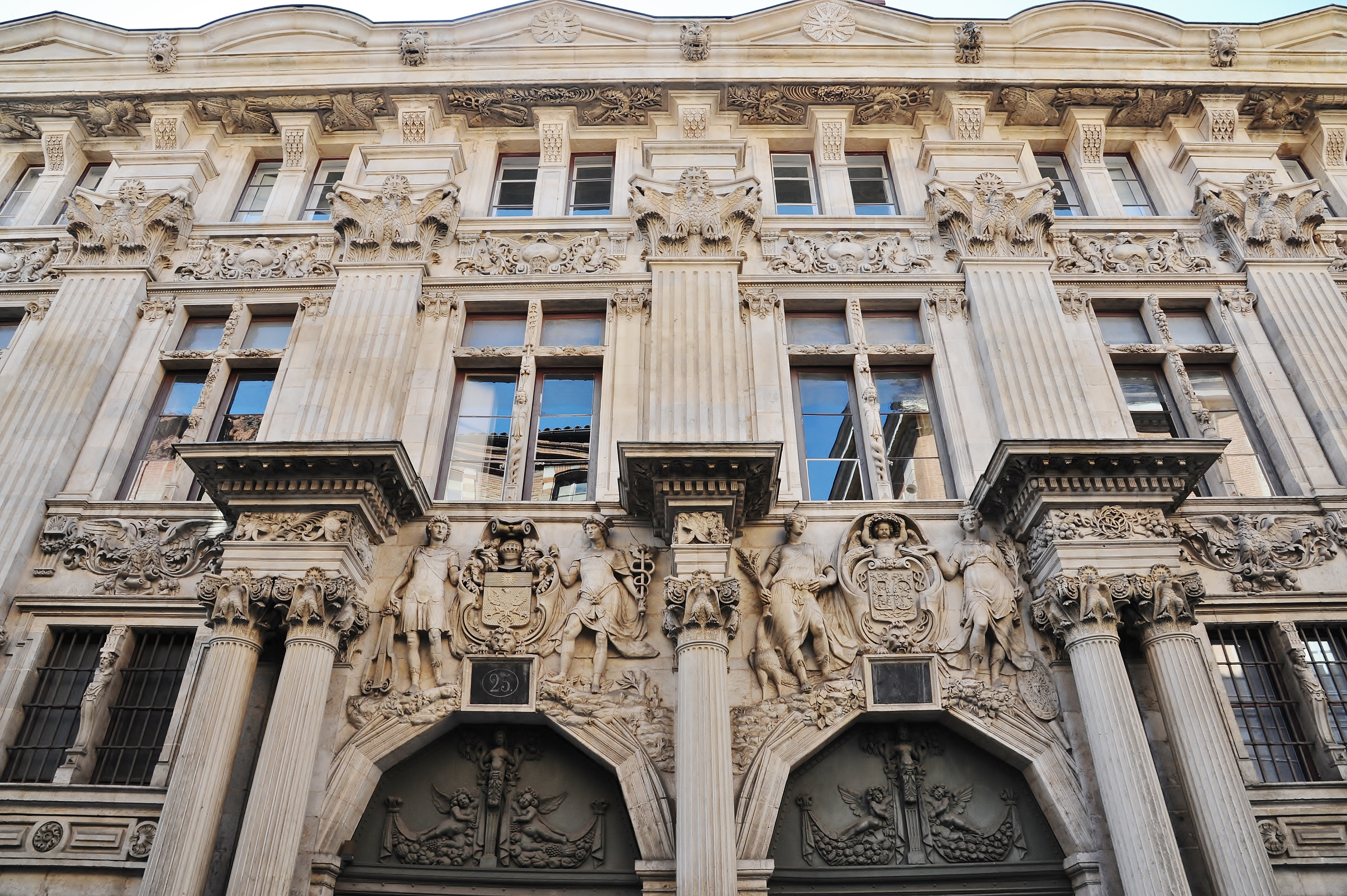
El hôtel de Clary y su decoración manierista, siglo XVII.

Galería de portales o puertas en el estilo renacentista
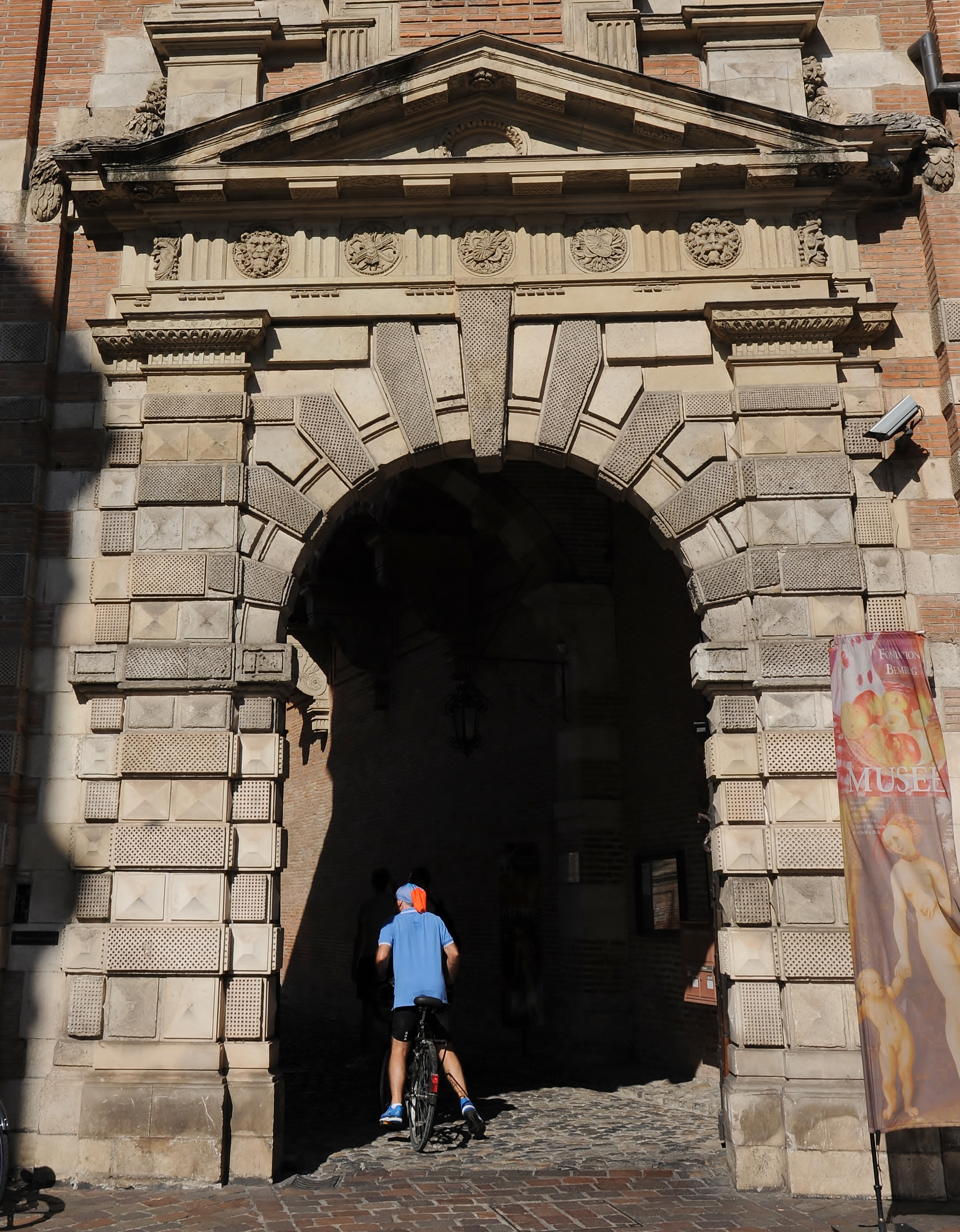
Portal del Hôtel d'Assézat.
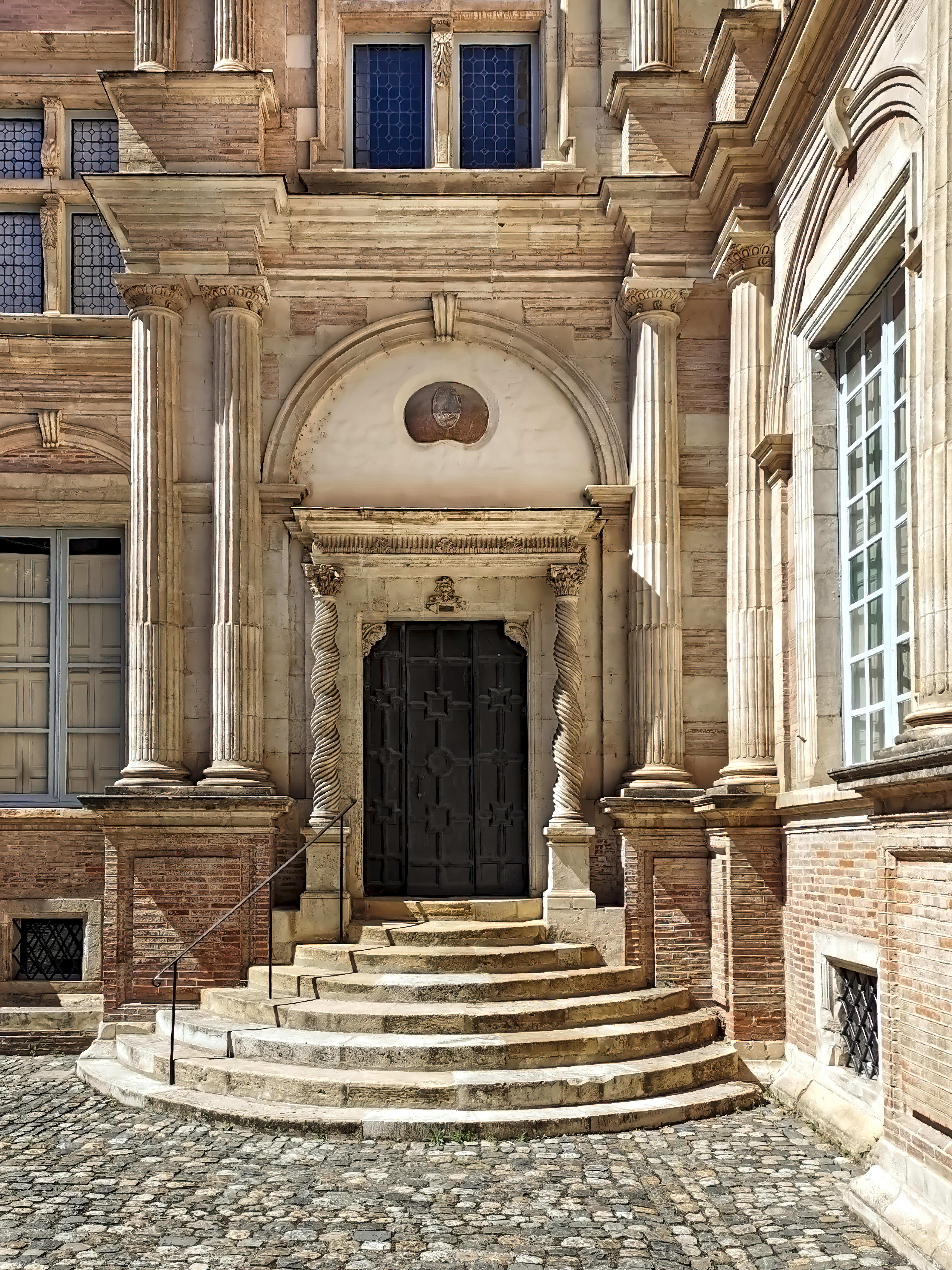
Puerta del Hôtel d'Assézat.
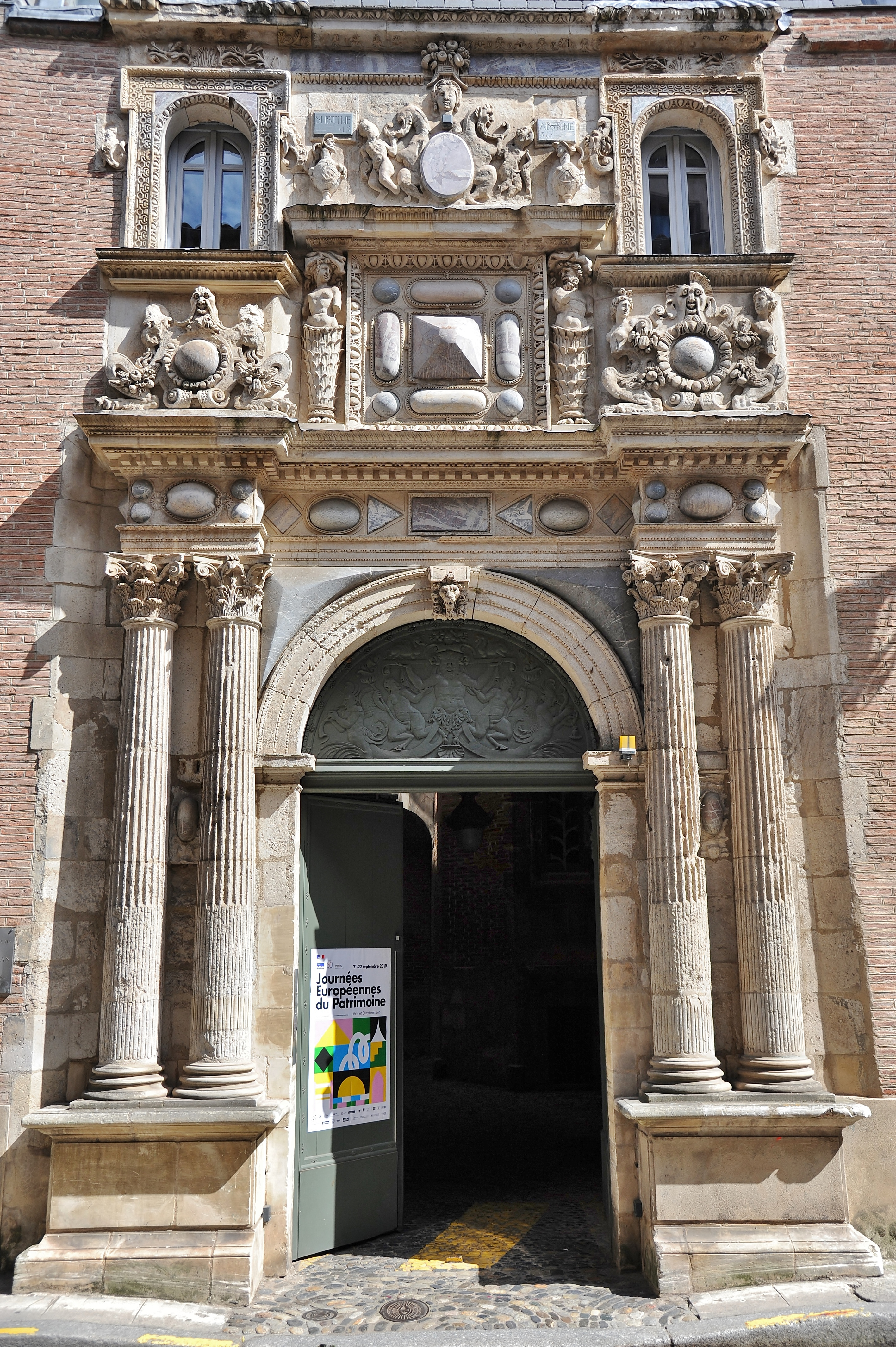
Portal del hôtel Molinier.
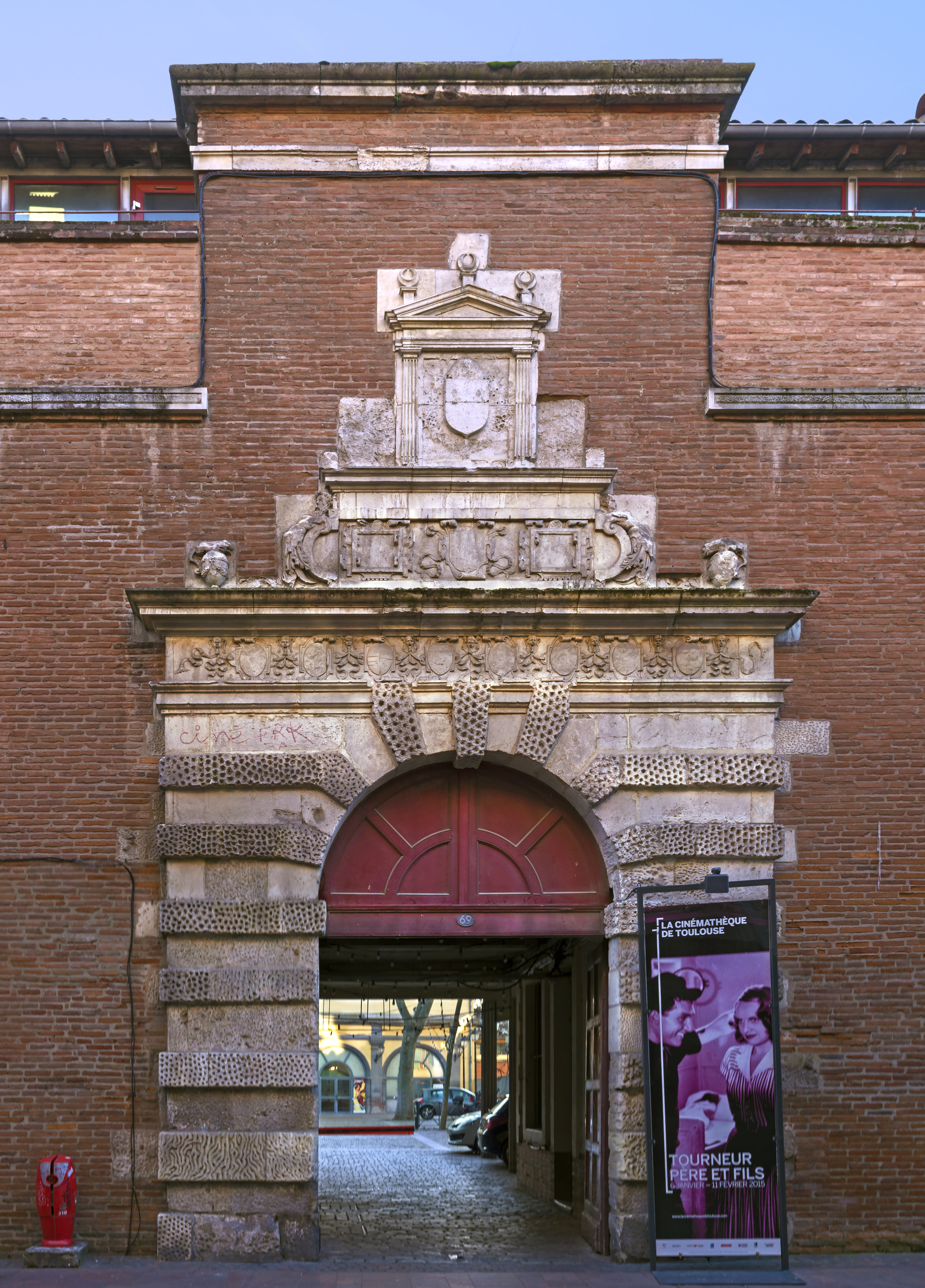
Portal de un colegio de la universidad de Toulouse.
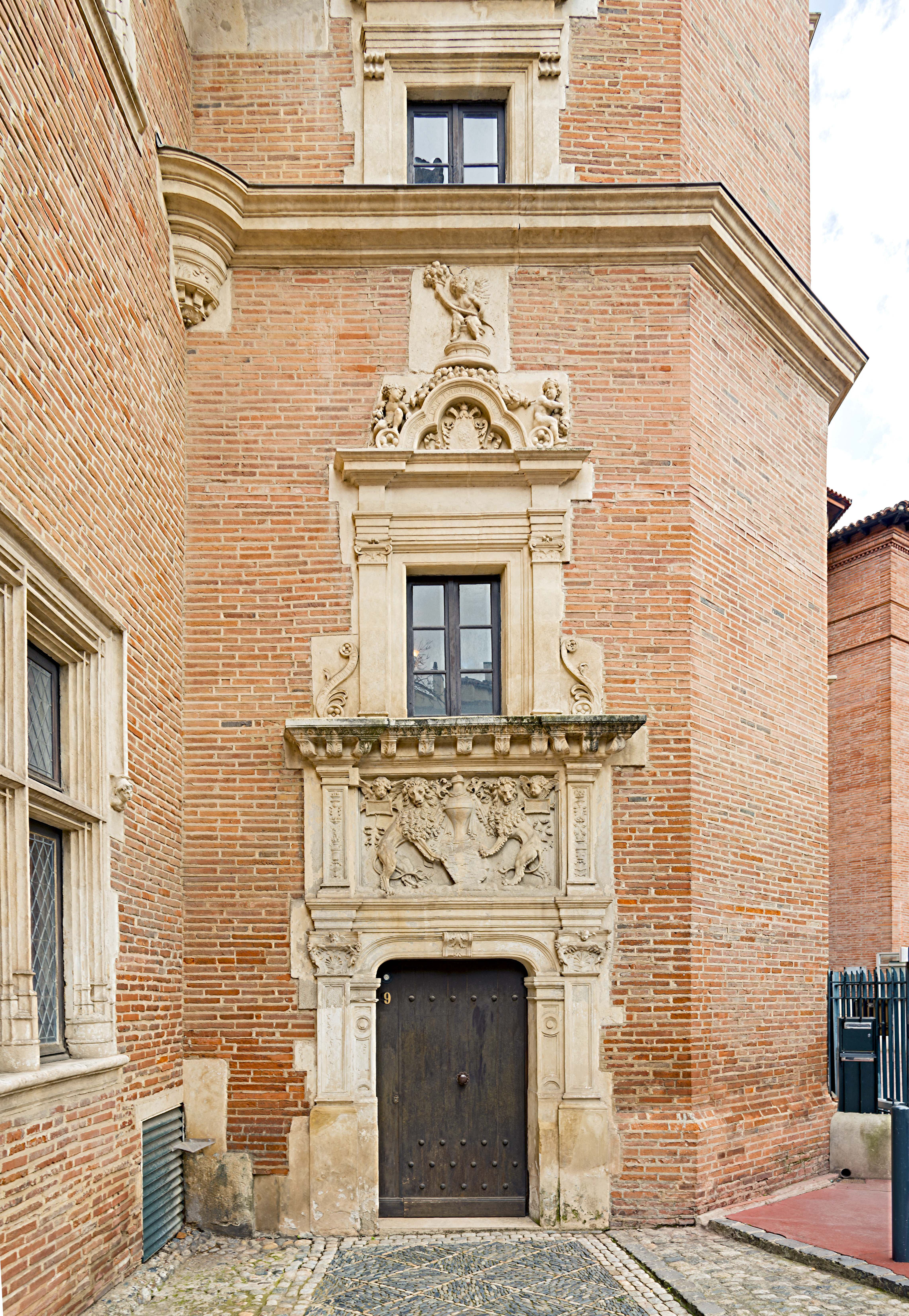
Puerta del Hôtel Dahus-Tournoer.
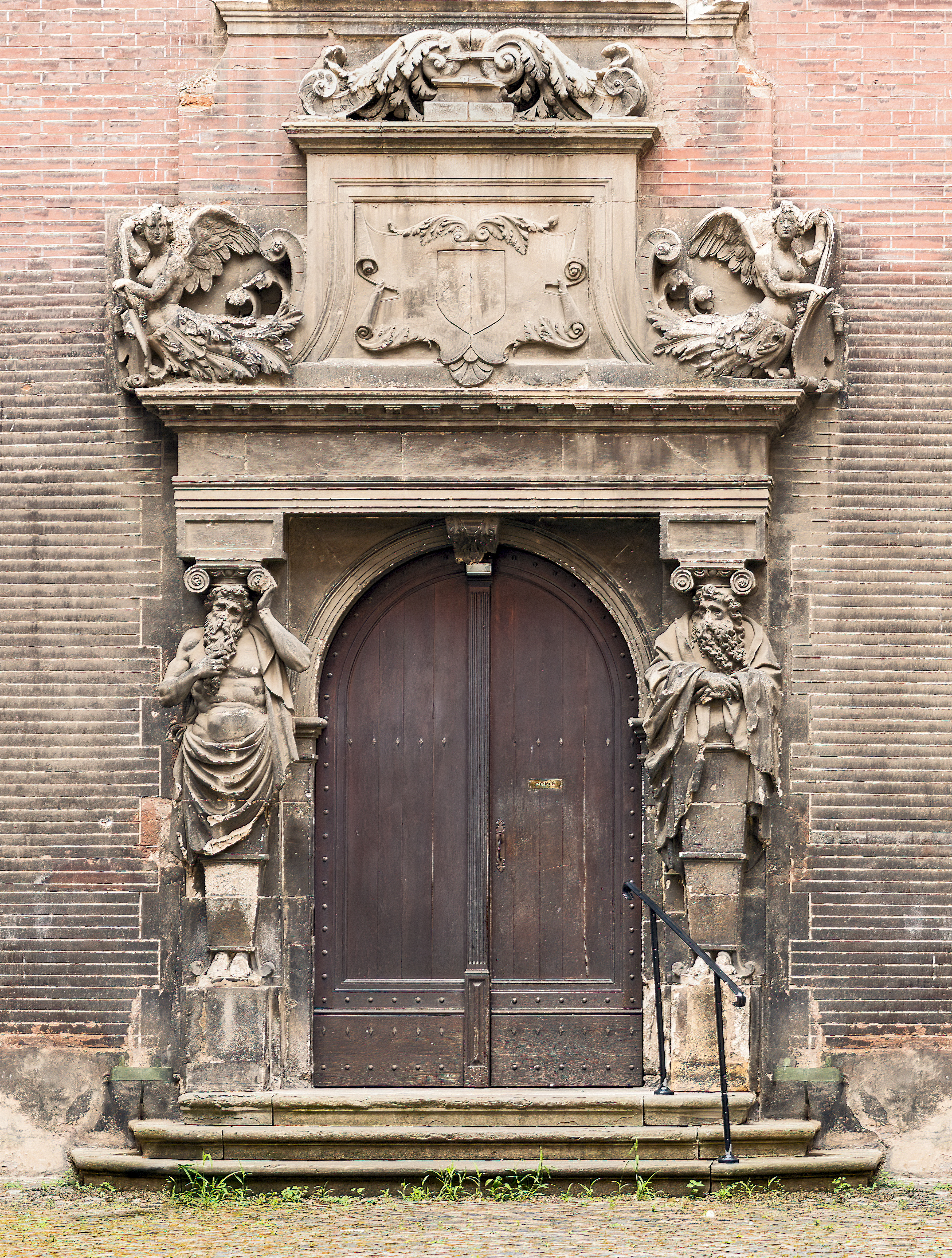
Puerta del hôtel de Bagis.
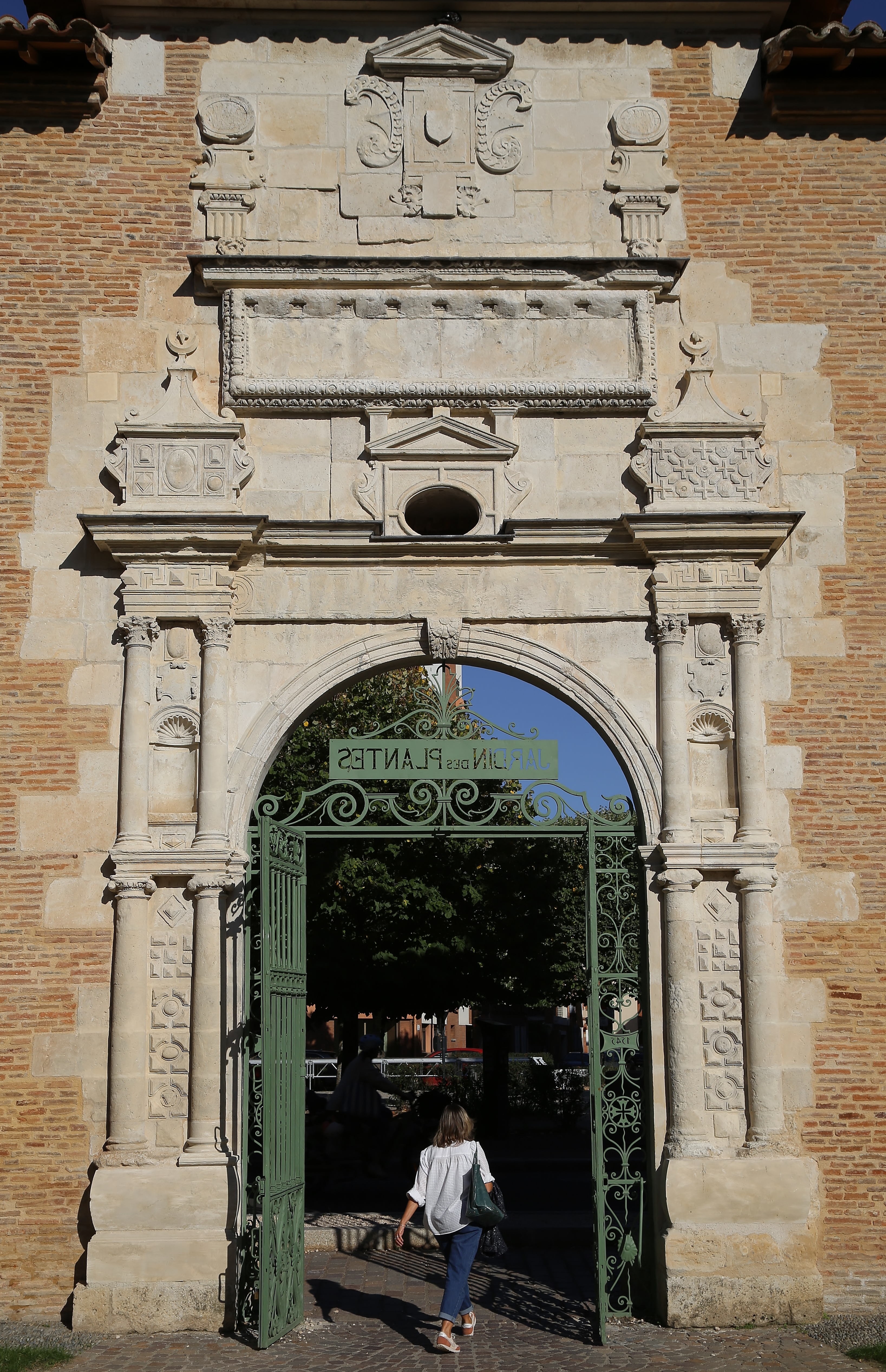
Portal del antiguo Capitolio.
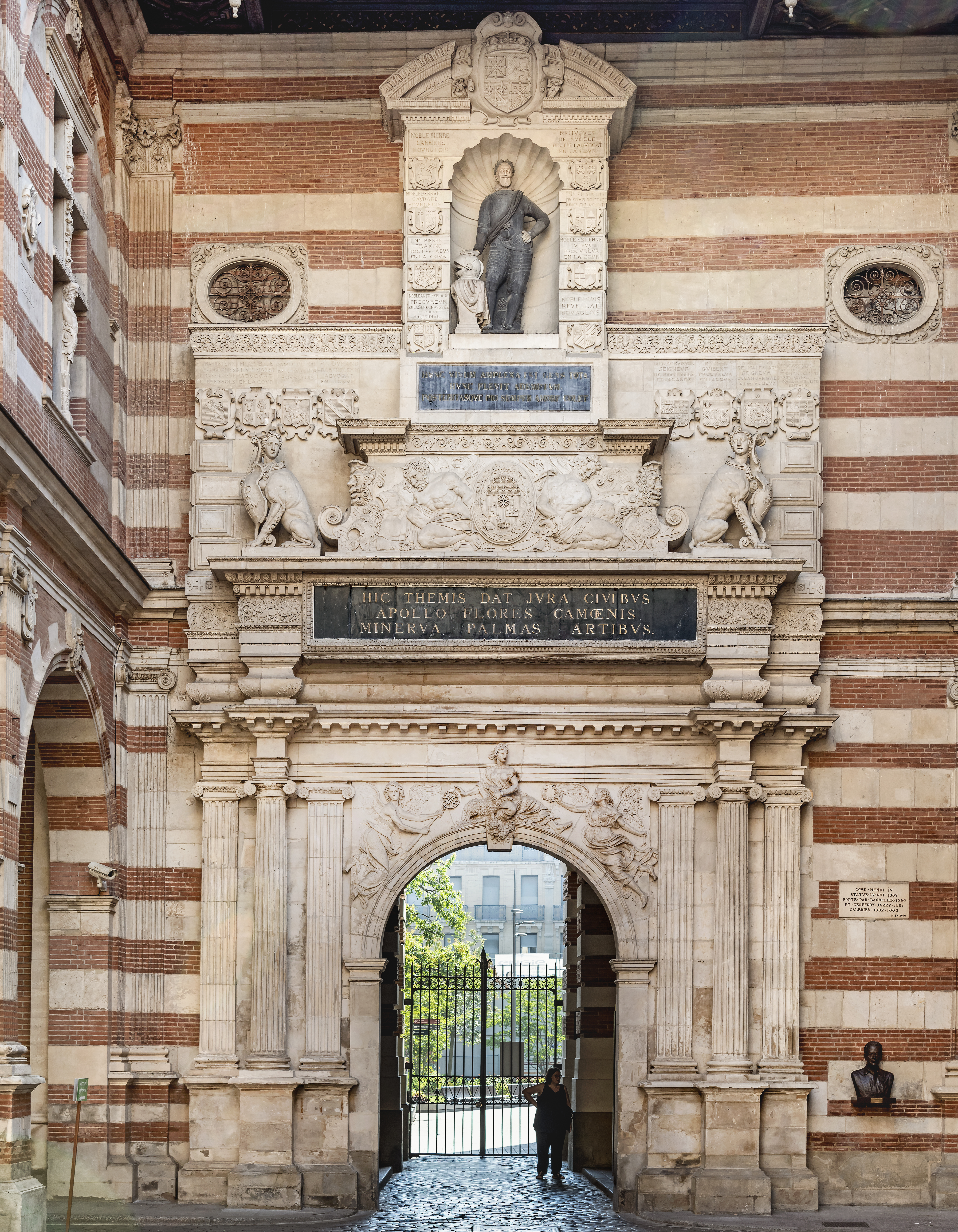
Portal del Capitolio de Toulouse en el patio.
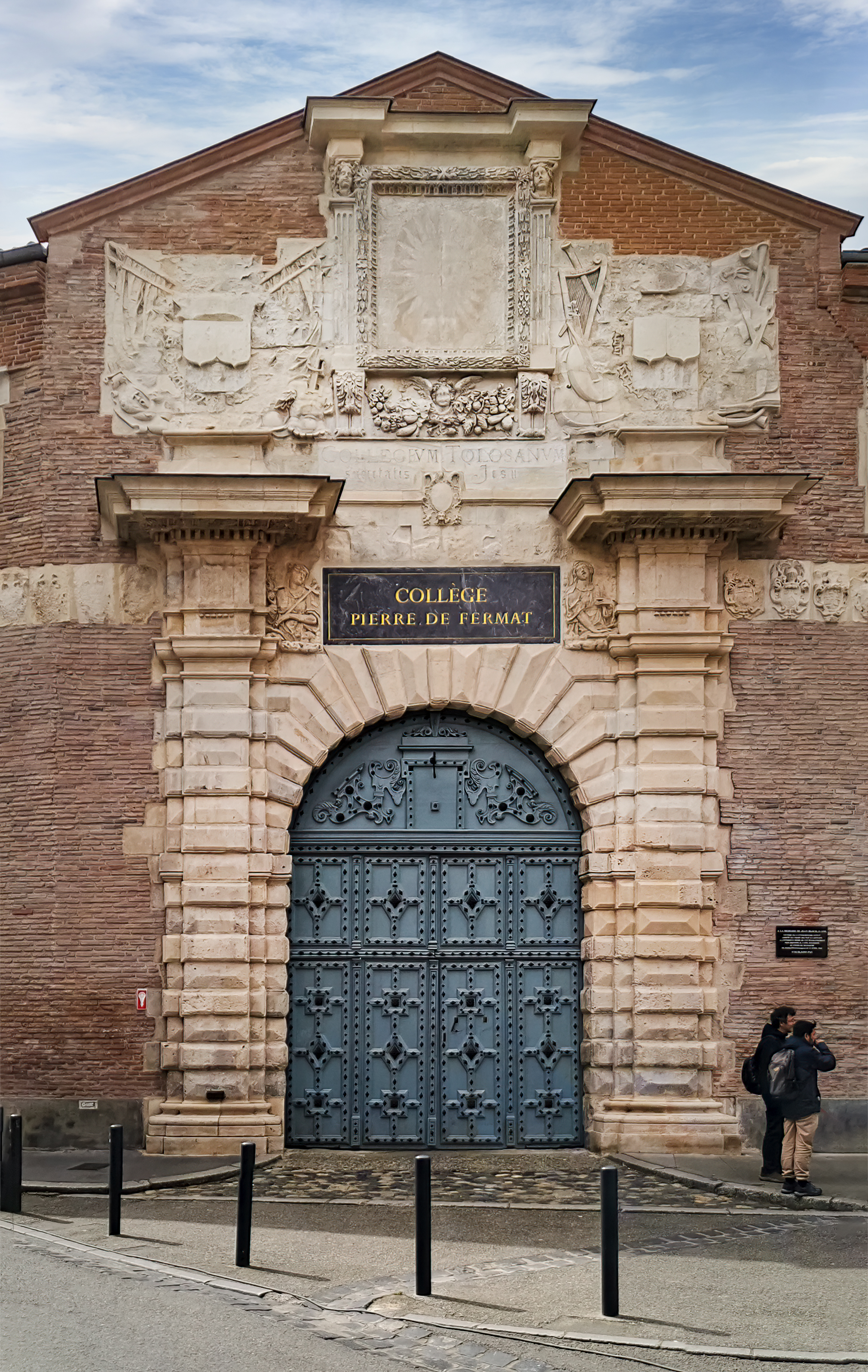
Portal del antiguo Colegio de los Jesuitas.

#### Los edificios civiles de los siglos XVII y posteriores

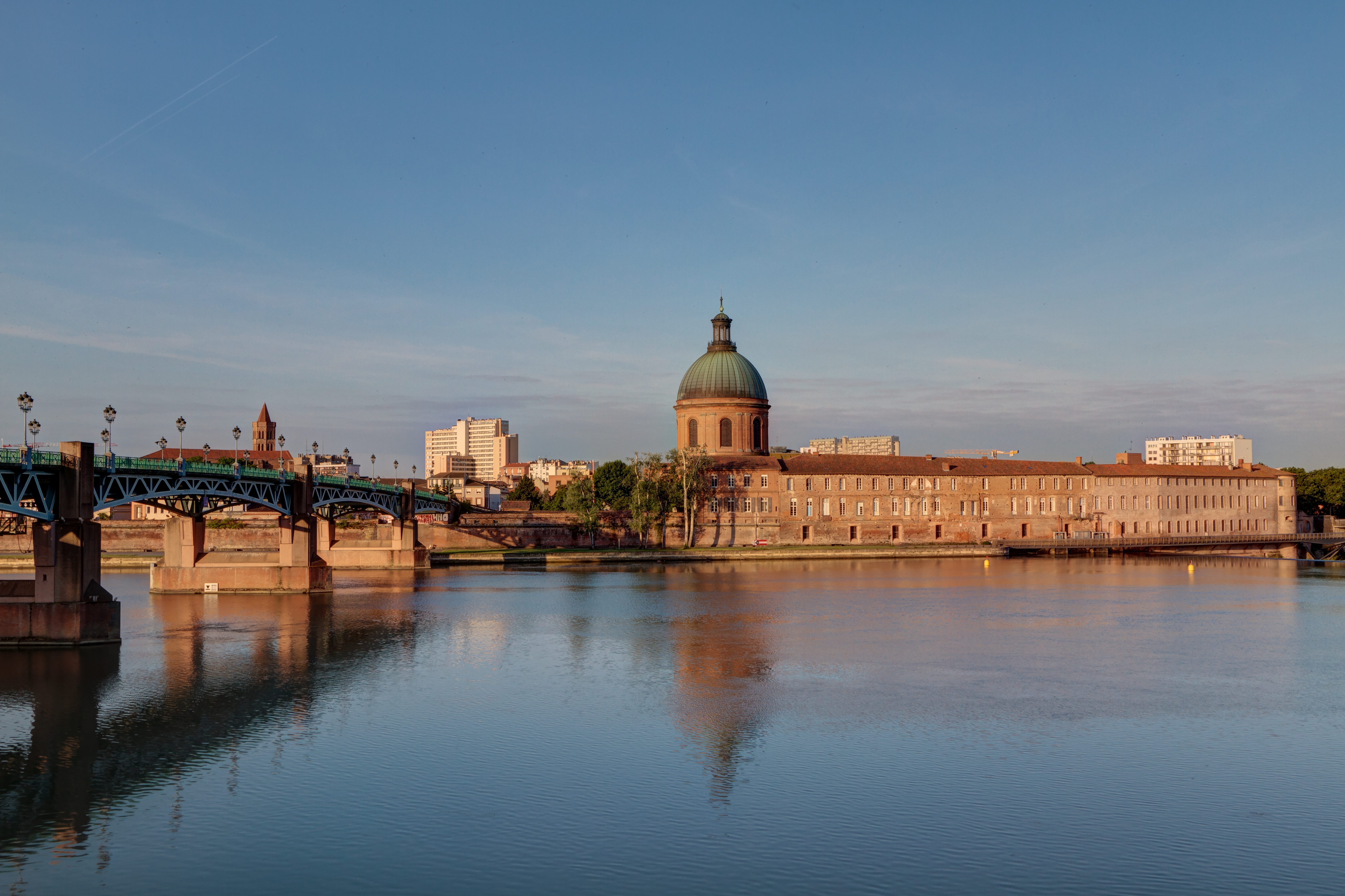
La cúpula de cobre de la Grave.

El mayor monumento de tipo civil de la ville rose es sin duda el Capitole o Capitolio. La sede del Ayuntamiento que da nombre a una gran plaza monumental centro neurálgico de la villa.
Destacan también la estación de tren de Matabiau, la sala de conciertos Halle aux Grains, la prisión de Saint-Michel, el palacio Niel o la cúpula de cobre del antiguo Hôpital de la Grave.

Galería de monumentos civiles de los siglos XVII y posteriores
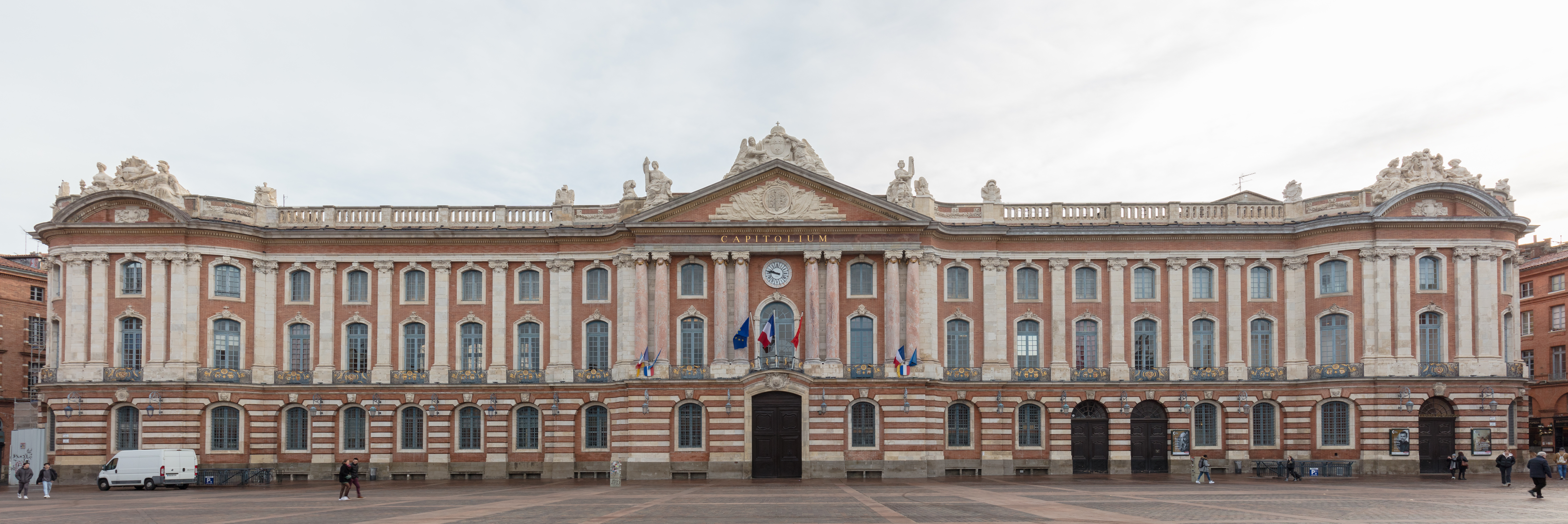
El Capitolio alberga el Ayuntamiento (fachada del siglo XVIII).
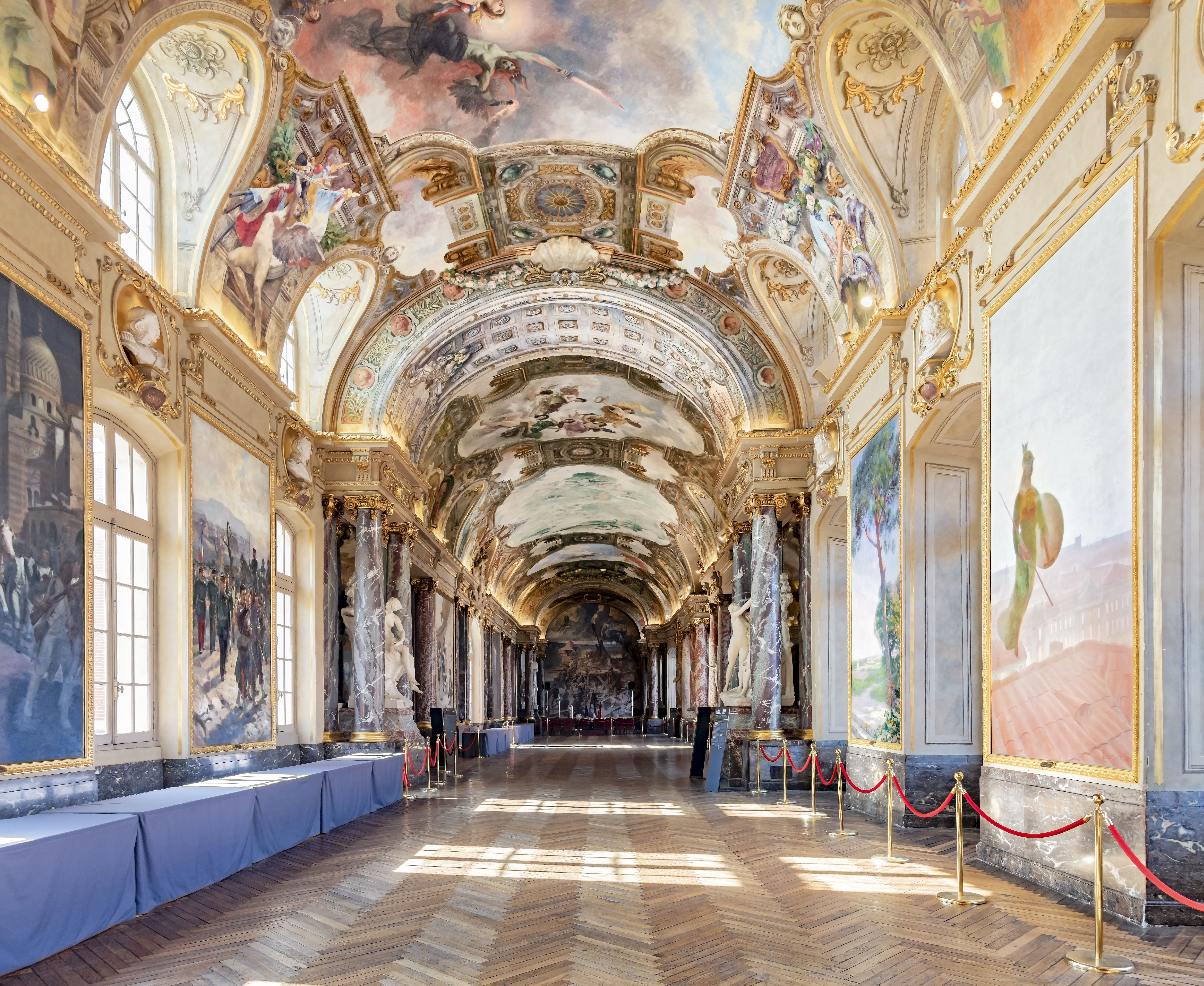
Sala de los Ilustres en el Capitolio (finales del siglo XIX).
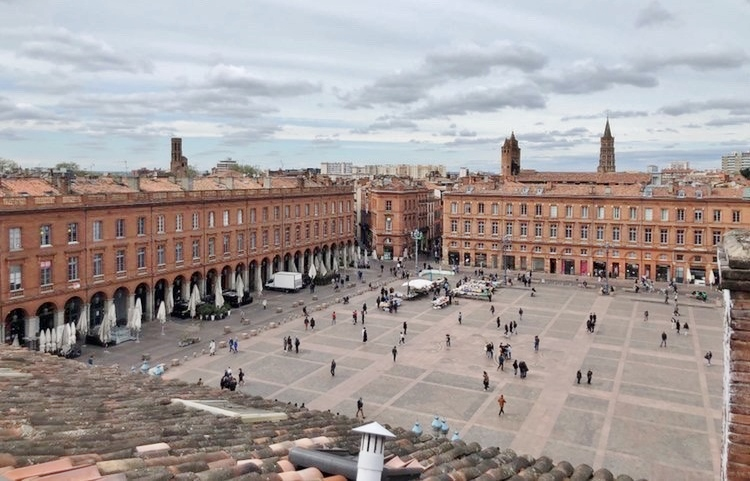
La Place du Capitole, siglo XIX.
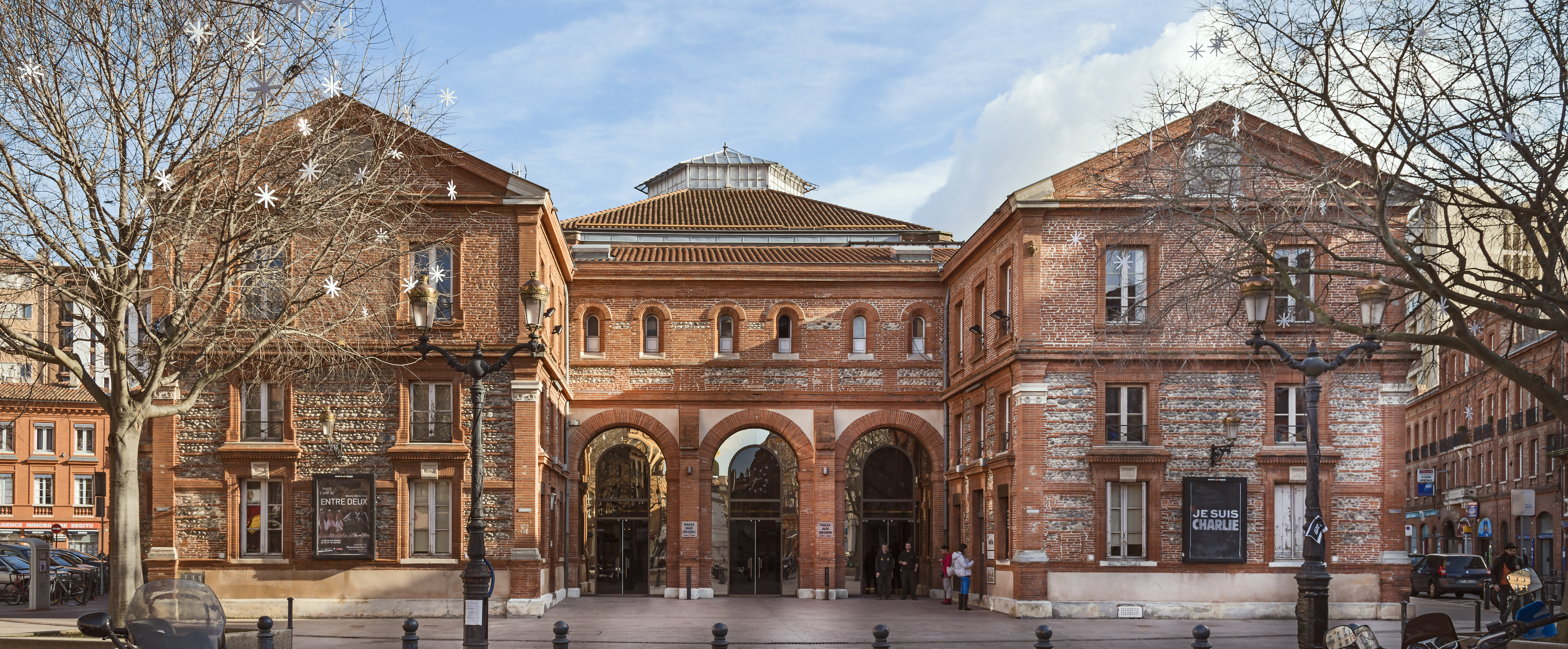
La Halle aux grains, sala de conciertos de la Orquesta del Capitolio.

### El río y el canal

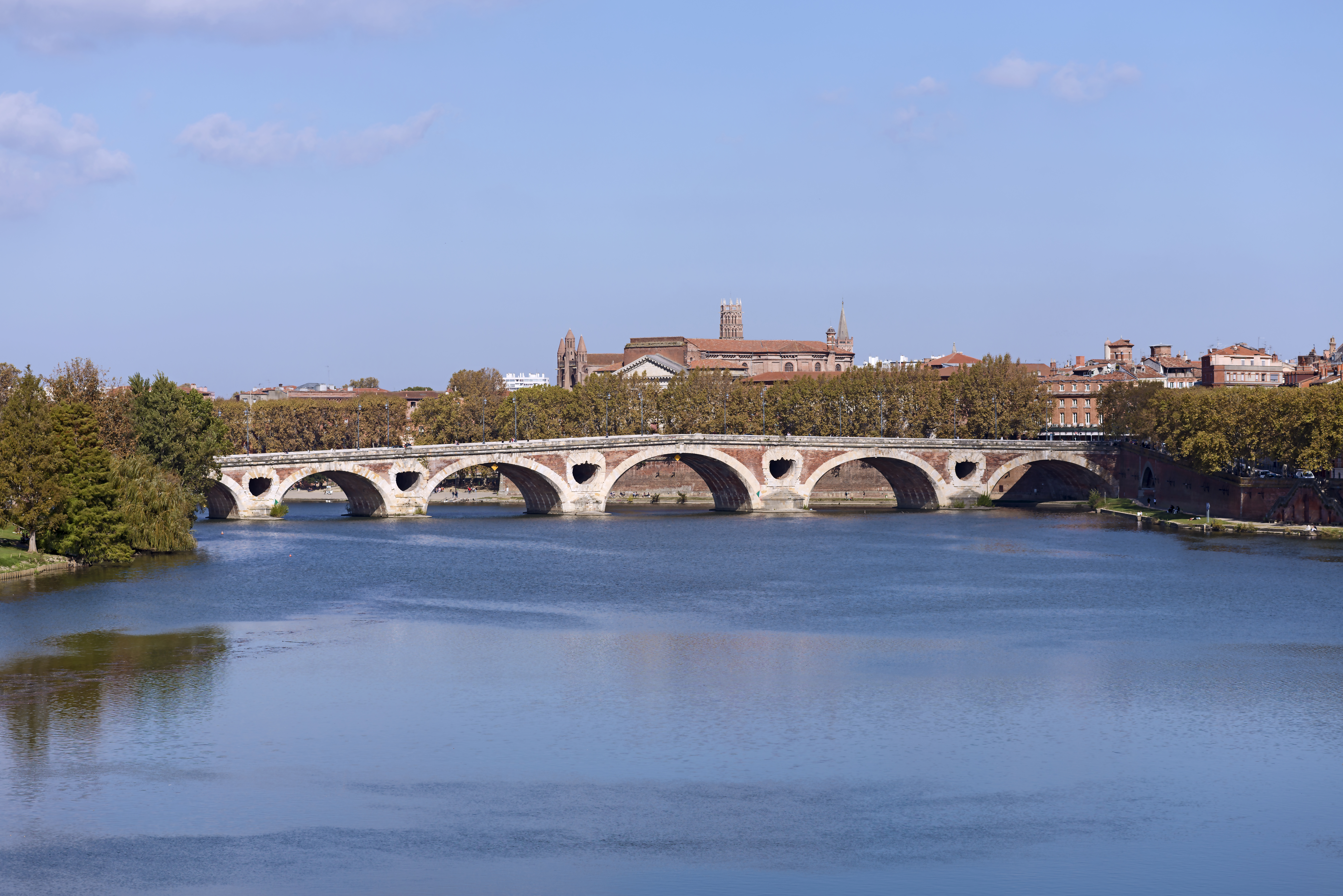
Pont Neuf de Toulouse.

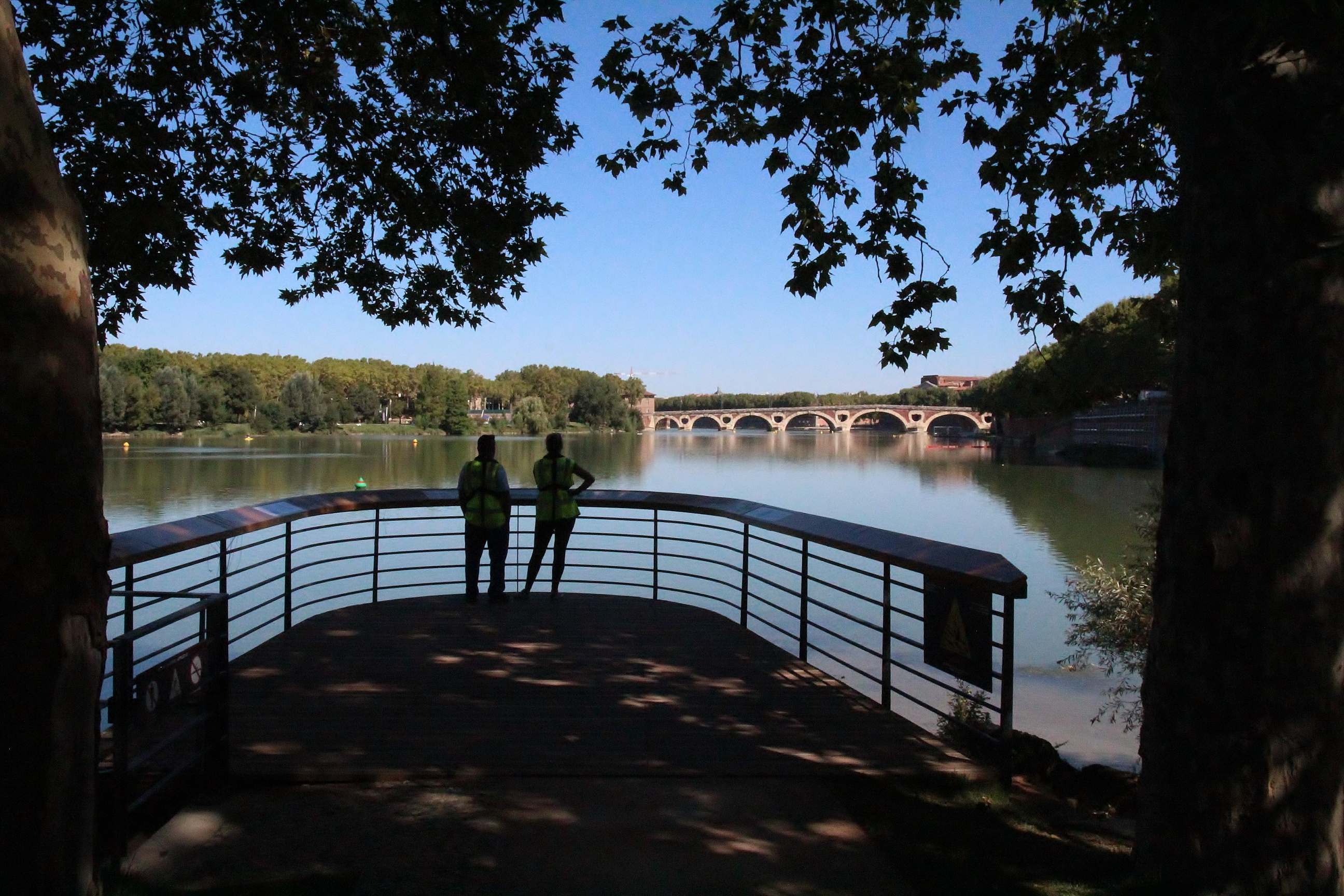
Varios parques y espacios verdes bordean la Garona en el corazón de Toulouse.

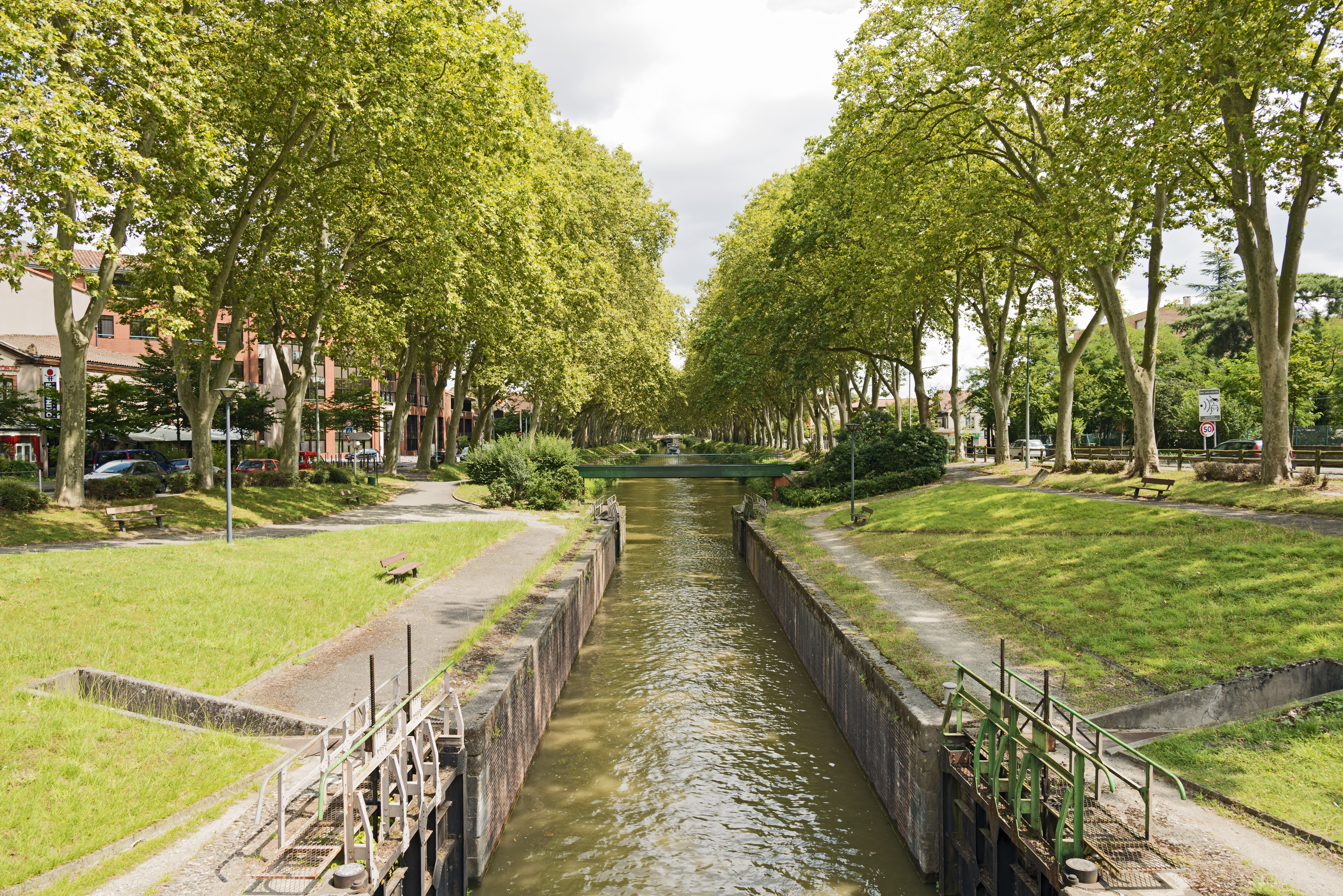
Canal de Brienne.

Tras el Capitolio y San Sernín el mayor atractivo turístico tulusano lo constituye el conjunto que forman el río Garona, sus puentes y sus orillas. Destaca la típica estampa del [[Pont Neuf (Toulouse)|Pont Neuf]] (que une el centro con el barrio popular de Saint Cyprien) junto al antiguo hospital de peregrinos (Hôtel-Dieu Saint-Jacques) y el parque de la prairie des filtres (lugar de reposo y paseo de los tulusanos y sede del festival musical Río loco). Varios centros de exposiciones se agolpan a ambos lados del río como el Bazacle, el Château d'eau o el antiguo matadero municipal (les abattoirs).
Además de la Garona la ciudad se ve atravesada por varias vías fluviales de gran interés turístico fruto de la construcción y sucesivas mejoras del Canal de los dos mares. Llega a ella por el sureste el Canal del Midi, obra cumbre de la ingeniería fluvial del siglo XVIII y bien nombrado Patrimonio de la Humanidad por la Unesco. Este desemboca en el Port de l'Embouchure, junto con el de Brienne que le une a la Garona y el lateral de la Garona que continúa hasta el Atlántico.

### Parques y jardines
En el apartado de zonas verdes Toulouse cuenta (sin incluir las orillas del río y el canal) con unas 1000 hectáreas distribuidas entre 160 jardines y 600 puntos verdes, entre los que destacan por el Jardín Japonés por su originalidad, el conjunto jardin des Plantes, Grand-Rond y jardín Royal por su antigüedad y los parques de Pech David, La Ramée, Sesquières o les Argoulets por tamaño.

## Transportes

### Carreteras
Toulouse forma un gran nudo de comunicaciones de la región que la mantienen conectada con las principales ciudades francesas, y con varias urbes internacionales.
| Carretera | Denominación             | Recorrido                                                |
| --------- | ------------------------ | -------------------------------------------------------- |
| A620      | Périphérique de Toulouse | A62 - A621 - A624 - A64 - A61 - A68                      |
| A621      |                          | Toulouse - Aeroport de Toulouse-Blagnac                  |
| A623      |                          | A620 - Ramonville-Saint-Agne                             |
| A624      | Accès d'Auch             | A624 Saint Martin du Touch - A620 Toulouse               |
| A20       | L’Occitane               | A62 Montauban - A71 Vierzon                              |
| A61       | Autoroute des Deux-Mers  | A620 Toulouse - A9 Narbona                               |
| A62       | Autoroute des Deux-Mers  | A630 Burdeos - A620 Toulouse                             |
| A64       | La Pyrénéenne            | A63 Bayona - A620 Toulouse                               |
| A66       | L'Ariégeoise             | A61 Montesquieu - N20 Pamiers                            |
| A68       | Autoroute du Pastel      | A620 Toulouse - Albi                                     |
| N124      | Route nationale 124      | A624 Saint Martin du Touch - A63 Saint Geours du Maremne |

### Metro
Toulouse cuenta con un sistema de metro llamado Metro de Toulouse, que incluye 2 líneas de metro (A y B) y 2 líneas de tranvía que complementan este servicio. Actualmente está en construcción la línea C del Metro, que conectará la ciudad con el aeropuerto sin necesidad de efectuar trasbordo al tranvía o a los autobuses urbanos.

### Ferrocarril
La ciudad cuenta con una estación central (Toulouse-Matabiau), que conecta la ciudad con diversos puntos de Francia mediante trenes regionales y de Alta Velocidad (TGV y Ouigo). También cuenta con un sistema de cercanías operado por TER Occitania, que permite conectar la estación central con diversos barrios de la ciudad francesa, y permite la intermodalidad entre diferentes trenes sin necesidad de usar otros servicios de transporte.

## Oferta cultural

### Museos y parques temáticos
Toulouse es la sede de numerosos museos y exposiciones permanentes. Entre ellos destacan:
- El Museo de los Agustinos, pinacoteca y galería de esculturas. Es el más antiguo de la ciudad y el segundo de Francia.[25]
- El Museo Saint-Raymond de arqueología.
- El Museo du Vieux Toulouse de carácter privado que expone objetos y documentos relacionados con el pasado de la villa.
- El Museo Paul-Dupuy dedicado a las artes gráficas.
- El Museo Georges-Labit que recopila objetos traídos de sus viajes por el viajero y coleccionista del siglo XIX Georges-Labit.
- La Fundación Bemberg que reúne libros, pinturas y esculturas.
- El Museo de Arte Moderno y Contemporáneo con sede en el antiguo matadero y que alberga también exposiciones temporales.
- El Museo de Historia Natural recientemente reinaugurado.

Así como otros de menor interés como el Museo de los instrumentos médicos de los hospitales de Toulouse, el Museo de la Resistencia y la Deportación, el Centro Meridional de Arquitectura y Villa o el Centro municipal del cartel, la carta postal y el arte gráfico. Cabe también mencionar el Ostal d'Occitània, un centro difusor de las letras y la cultura occitanas.
Toulouse también cuenta con varios parques temáticos, en los que destaca su patrimonio aeronáutico y espacial:
- La Ciudad del Espacio (Cité de l'espace) es un centro de descubrimientos científicos centrado en los vuelos espaciales.
- Aeroscopia es un parque temático aeronáutico situado cerca del aeropuerto de Toulouse-Blagnac, dedicado a la conservación del patrimonio histórico aeronáutico (alberga, por ejemplo, dos aviones Concorde).
- L'Envol des pionniers es un museo que recorre la gran aventura de l'Aéropostale, compañía pionera de correo aéreo con sede en Toulouse que operó entre Francia y Sudamérica de 1918 a 1933, y que empleó a pilotos legendarios como Antoine de Saint-Exupéry, Jean Mermoz o Henri Guillaumet...
- La Halle de La Machine es una vasta sala que alberga numerosas máquinas animadas, pequeñas o gigantes, a menudo inspiradas en el mundo de la aeronáutica, la épica humana o tecnológica.

Museos y parques temáticos
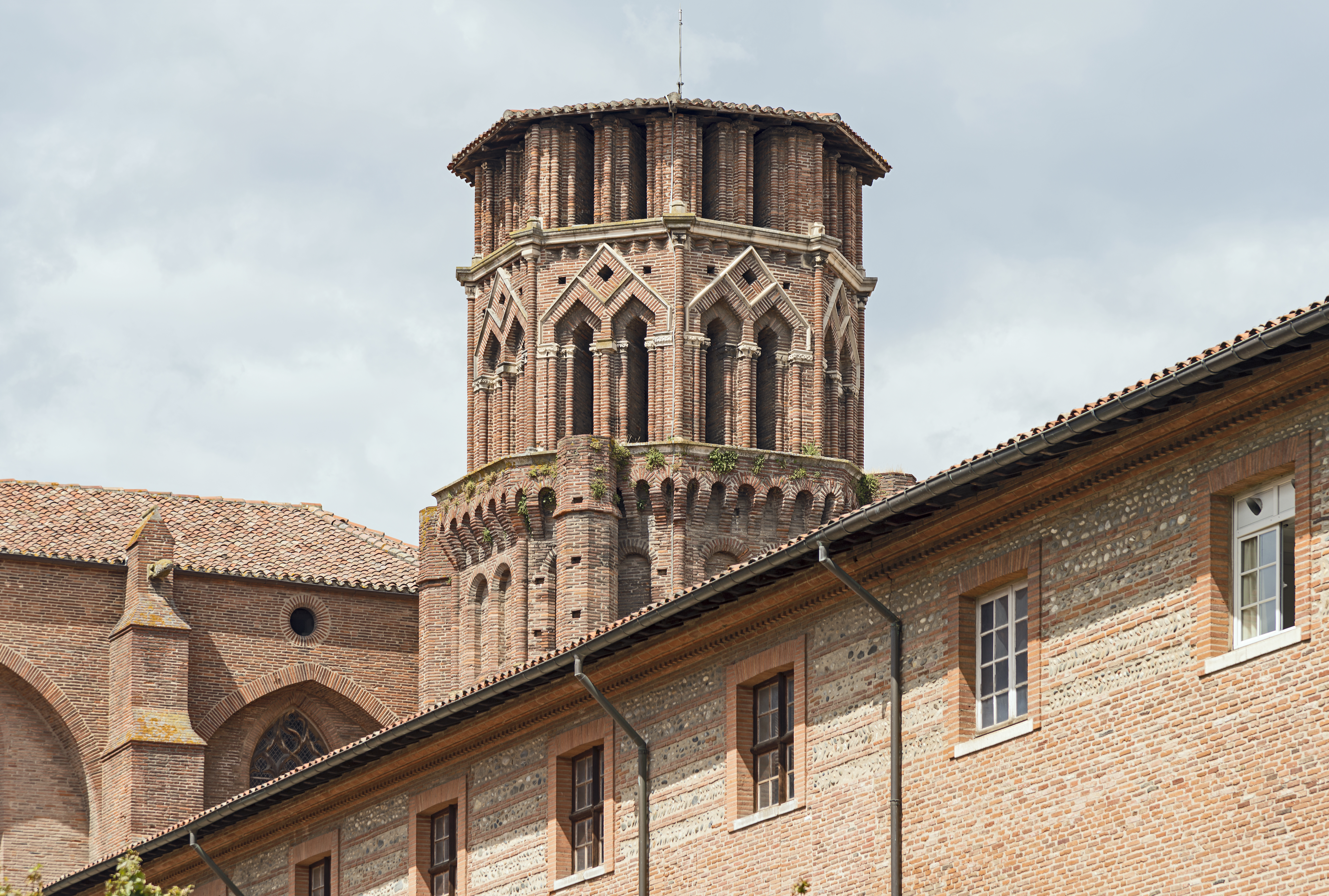
Campanario del museo de los Agustinos.
Museo Georges Labit.
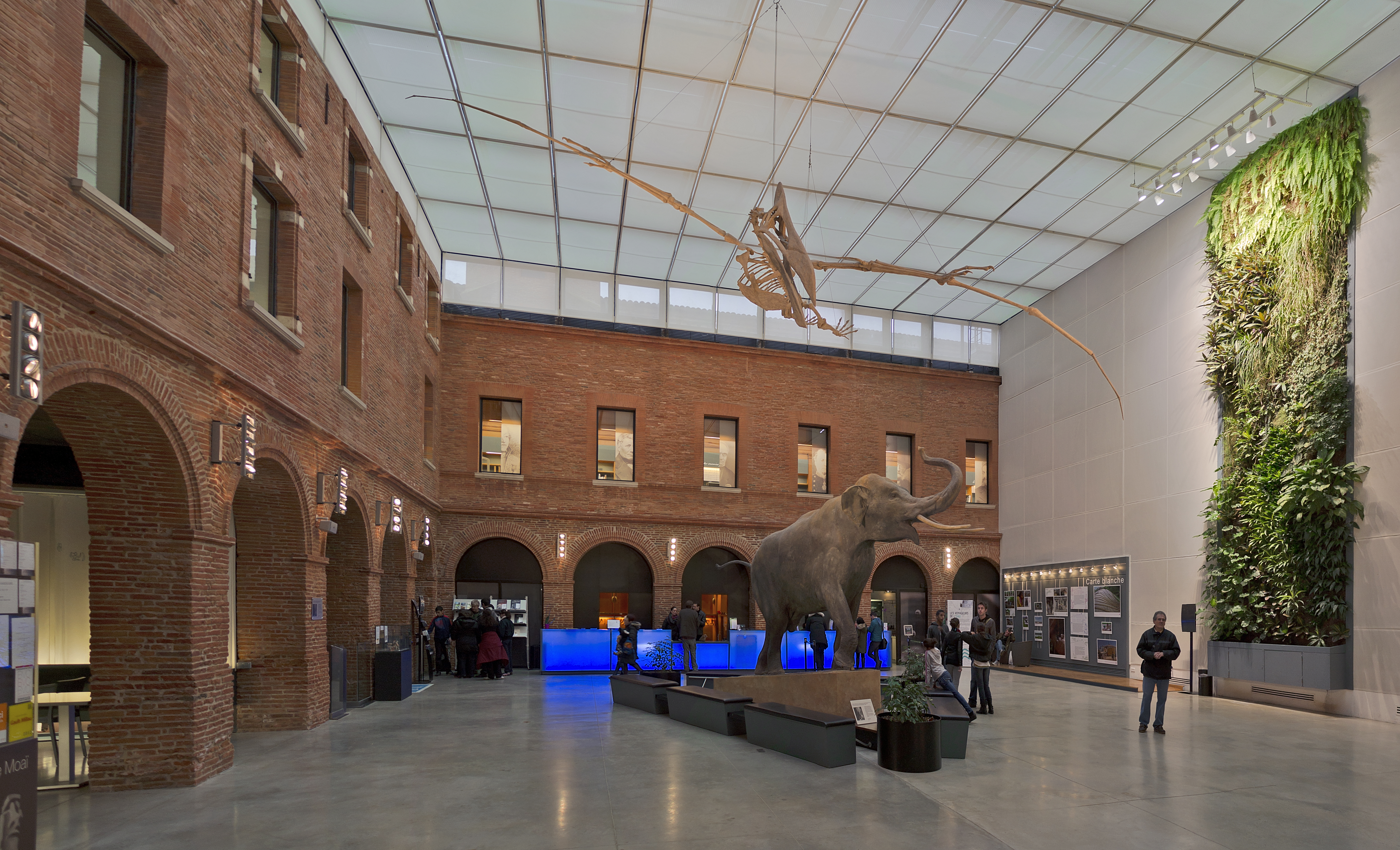
Museo de Historia natural.
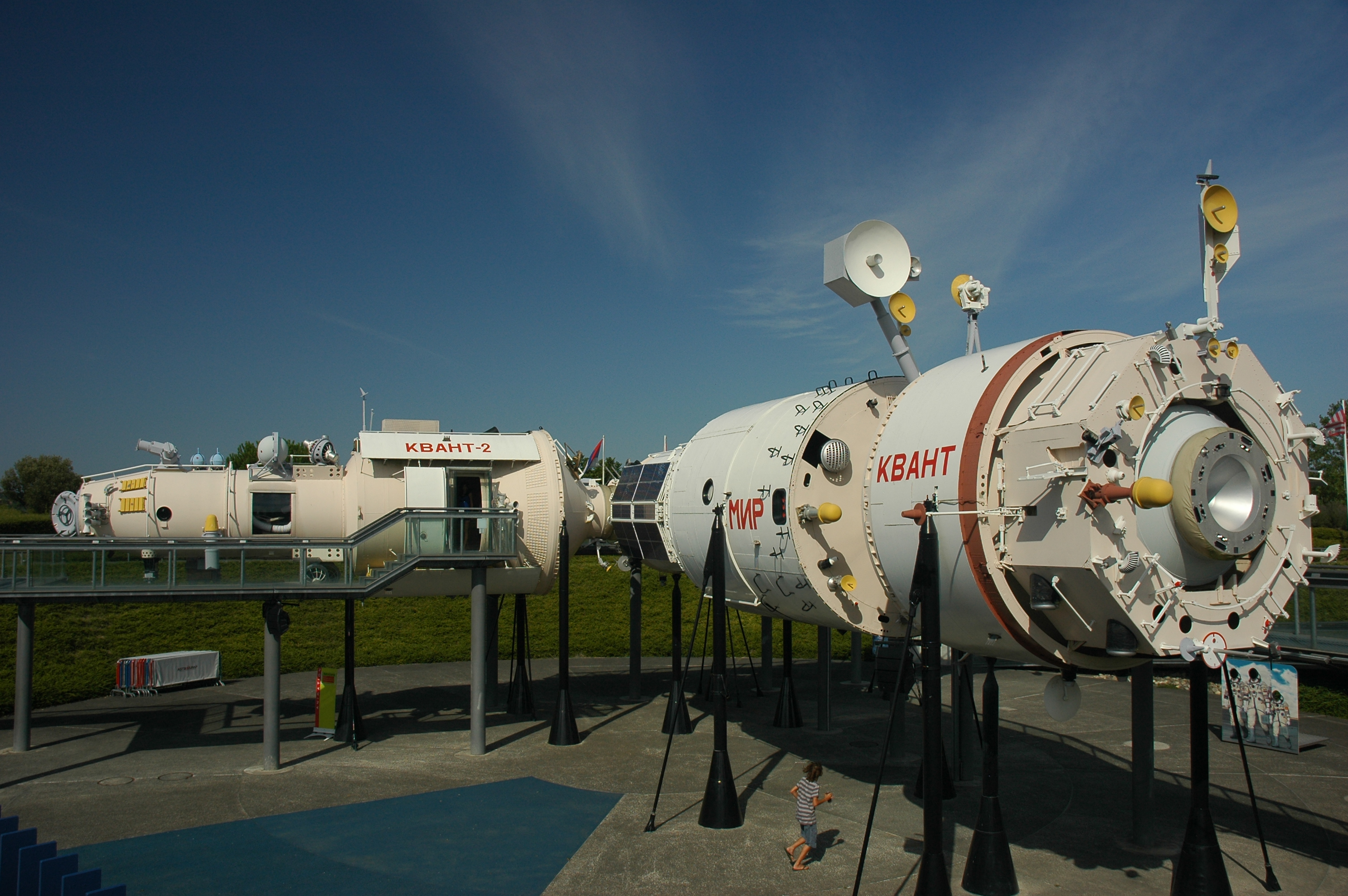
Ciudad del Espacio.
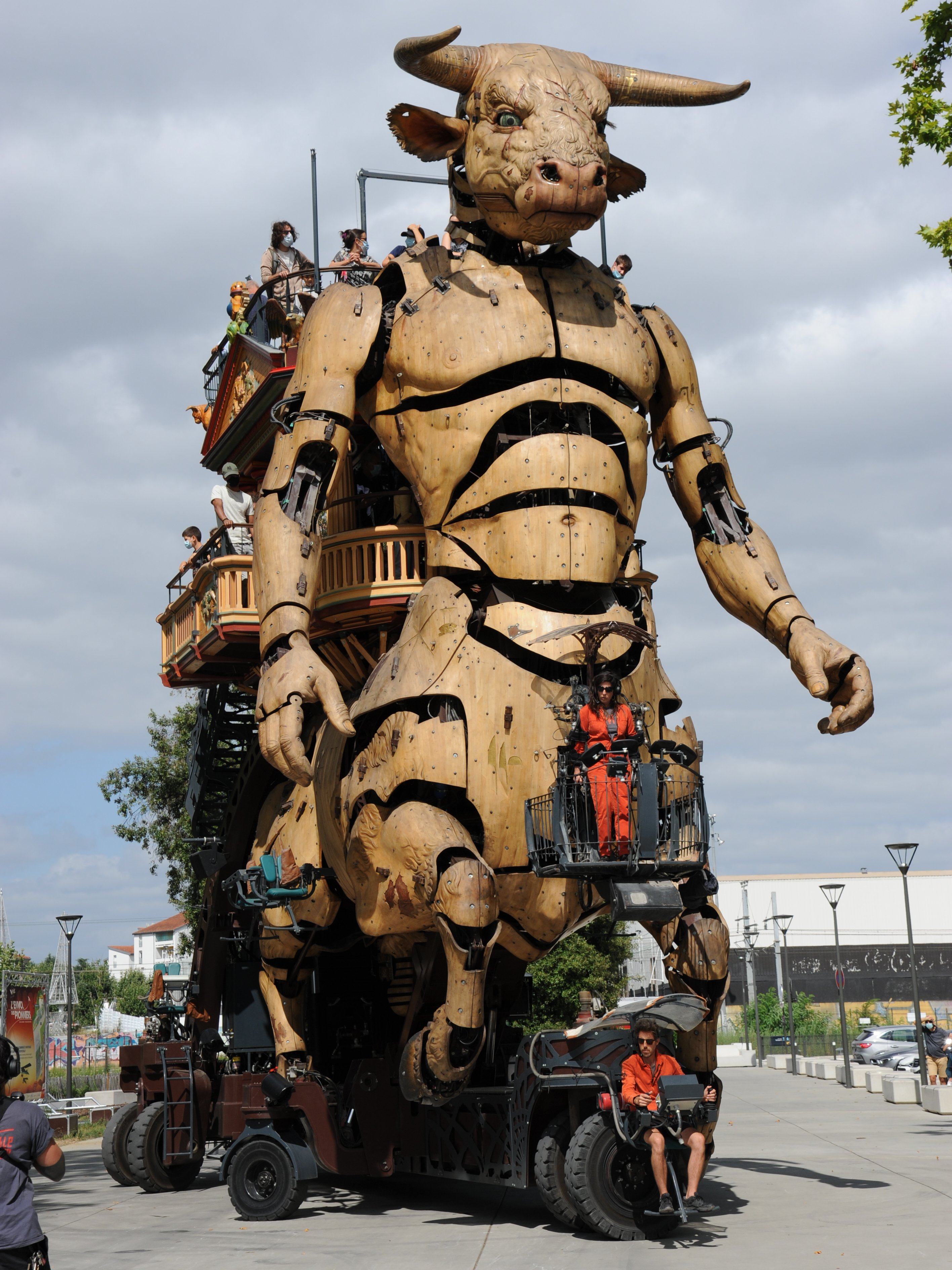
El gigantesco Minotauro del Halle de La Machine.

### Bibliotecas y salas de espectáculos
Fuera ya de la categoría de museos Toulouse cuenta con una red de bibliotecas públicas entre las que destacan la Mediateca José-Cabanis (muy popular al encargarse de prestar CD y DVD) y la Biblioteca municipal de estudio y de patrimonio (importante tanto por sus fondos como por su edificio estilo art decó).
En el capítulo de salas de espectáculo merece señalarse:
- El Teatro de la ciudad TNT
- La sala Halle aux grains.
- El Zénith de Toulouse (la más grande de la ciudad y cuarta mayor de Francia).
- El Teatro del Capitolio de Toulouse que alberga la Orquesta Nacional del Capitolio de Toulouse.

Y además de la red de cine comercial esperable en una ciudad de este tamaño Toulouse cuenta con una cinemateca y con la sala de cine independiente Utopía que ha recibido premios nacionales por su amplia oferta alejada de los circuitos comerciales.[cita requerida]

### Música
Toulouse fue antaño un bastión de la ópera y el bel canto, y se la comparaba con La Scala de Milán. Hoy en día, esta tradición sigue siendo fuerte, y la Orquesta del Capitolio es una de las orquestas más renombradas de Francia, bajo la dirección de célebres directores como Michel Plasson y Tugán Sójiev. En 2023, Toulouse fue nombrada Ciudad Creativa de la Música por la UNESCO.

### Festivales
El más popular entre los tulusanos es el festival de música Río Loco que cada año invita a los artistas más conocidos de un país extranjero a presentar su música y cultura a la ciudad sobre las campas de la Prairie des filtres.
A un tipo de música totalmente distinto se dedican los festivales de Piano aux Jacobins y Toulouse les orgues que ofrecen conciertos de música sacra en piano u órgano respectivamente.
O Las siestas electrónicas (que amenizan las tardes de verano junto al río), Novelum o Convivencia.
Al mundo del cine se dedican Les Rencontres du Cinéma italien à Toulouse (en abril), Les rencontres du cinéma d'Amérique Latine, la bienal Cinespaña o el Festival Internacional de Secuencia y Cortometraje.
Otros festivales de índole variado son Le Printemps du rire (primer festival europeo del humor), le Printemps de septembre (dedicado al arte contemporáneo), el Forum de la imagen el Maratón de las palabras, el Festival N7 (organizado por la universidad), el Inox Electronic Festival.
También participa junto con otras ciudades del sur de Francia en el Festival Occitania en defensa de la lengua occitana.
Finalmente llama la atención la feria taurina Toros à Fenouillet, que durante cuatro días de junio reúne a más de 120 000 personas cada año.

### Deportes

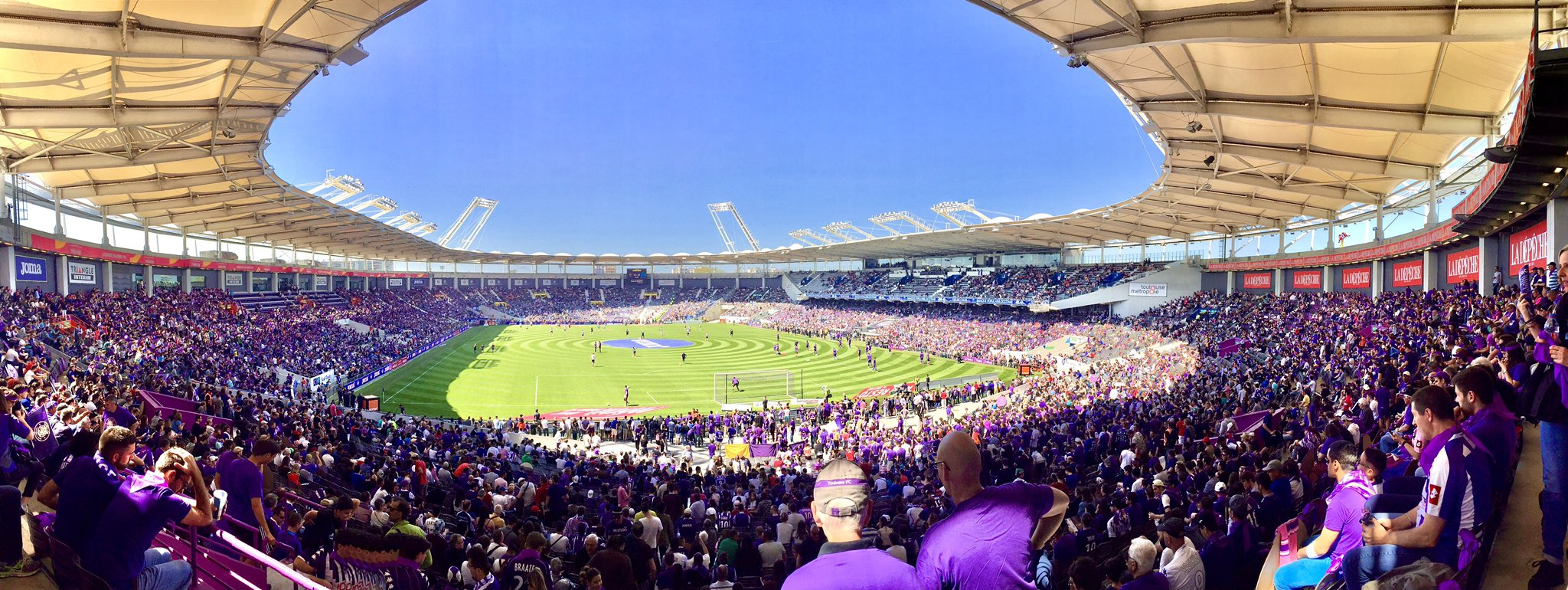
Estadio de Toulouse.

En un especial de octubre de 2007 el periódico deportivo L'Équipe catalogaba a Toulouse como la ciudad más deportista de Francia. No en vano posee más de 350 instalaciones deportivas a la disposición de tres millones y medio de usuarios cada año. Además ha sido y es sede de numerosas manifestaciones deportivas, algunas de ellas entre las más importantes del mundo como el Tour de Francia o los campeonatos del mundo de fútbol, balonmano o rugby.

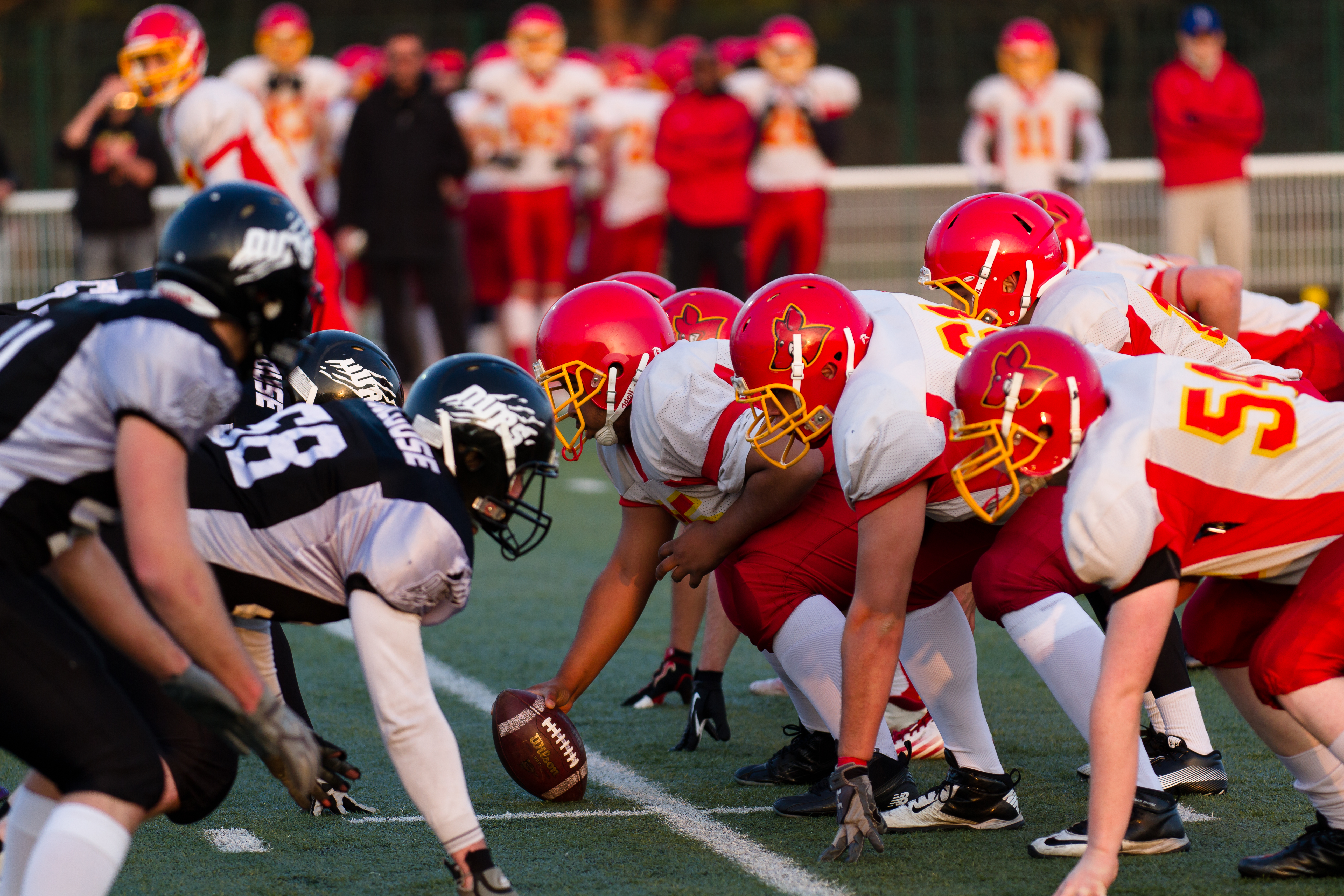
Partido de fútbol americano en Toulouse

En el capítulo de clubes profesionales cuenta con 500 clubes y 85 000 licencias, así como con representantes en la máxima categoría nacional de casi todos los deportes, como el Toulouse FC de fútbol, los belugas del Toulouse Blagnac Hockey Club (hockey sobre hielo), los Spacer's de Vóley-ball, el Toulouse Olympique de rugby a XIII, el Union Handball de balonmano, los Osos de fútbol americano, los Cocodrilos de fútbol australiano o el Stade Toulousain de béisbol.
Pero si hay un deporte que constituye el orgullo del sur de Francia en general y de Toulouse en particular es el rugby. Toulouse alberga desde su nacimiento en 1907 al Stade Toulousain, que con 6 entorchados europeos y 24 nacionales se ha convertido en el equipo más laureado del continente.
| Equipo                 | Deporte   | Competición                | Estadio                        | Creación      |
| ---------------------- | --------- | -------------------------- | ------------------------------ | ------------- |
| Toulouse Football Club | Fútbol    | Ligue 1                    | Stadium de Toulouse            | 1970 (o 1937) |
| Stade Toulousain       | Rugby     | Top 14                     | Stade Ernest-Wallon            | 1907          |
| Fenix Toulouse         | Balonmano | Liga francesa de balonmano | Palais des Sports André Brouat | 1964          |

## Ciudades hermanadas
Se encuentra hermanada con las siguientes ciudades extranjeras:
- Tel Aviv (Israel, desde 1962).
- Atlanta (Estados Unidos, desde 1975).
- Kiev (Ucrania, desde 1975).
- Bolonia (Italia, desde 1981).
- Elche (España, desde 1981).
- Chongqing (China, desde 1981).

Cuenta así mismo con acuerdos de colaboración con:
- Yamena (Chad, desde 1988).
- Hanói (Vietnam, desde 1996).
- Zaragoza (España, desde 2000).
- Saint-Louis (Senegal, desde 2003).
- Düsseldorf (Alemania, desde 2003).